# WWE King of the Ring
King of the Ring (traducido al español como El Rey del Ring) es un torneo anual de la empresa de lucha libre profesional WWE realizado por primera vez en el año 1985. Desde 1993 hasta 2002, el torneo formó parte de un evento de pago por visión bajo el mismo nombre. Tras ser eliminado de la lista de eventos PPV, el torneo ha regresado de forma intermitente en los años 2006, 2008, 2010, 2015, 2019 y 2021. En 2024 el torneo regresó a su formato de PPV, con la particularidad que se celebraría en Arabia Saudita. 
La contraparte femenina del torneo se denomina Queen's Crown (traducido al español como Corona de la Reina) realizado por primera vez en el año 2021, aunque más adelante en 2024 se denominaría «Queen of the Ring» (traducido al español como Reina del Ring), para darle un trato igualitario con el torneo masculino. 

## Historia
La primera edición del torneo se celebró en 1985, dando como ganador a Don Muraco. Durante los siguientes años se siguió celebrando como un torneo normal, hasta que en 1993, se creó un evento PPV para albergar este torneo. Con el paso de los años, el torneo pasó de celebrarse únicamente en el PPV para darse algunas luchas en los programas televisivos de WWE, Raw y SmackDown. Esta situación duró hasta 2002, cuando se celebró el último PPV de King of the Ring, eliminándose durante varios años el torneo. En 2006, se volvió a celebrar el torneo king of the Ring como un torneo exclusivo de la marca SmackDown En 2008 y 2010 se celebraron ediciones con todas las marcas existentes, además de la participación de CM Punk como representante de ECW en 2008, y en 2015 se recuperó la competición por primera vez desde el final de la separación de marcas en 2011.
Con motivo de la victoria, muchos luchadores usaron un apodo o se cambiaron el nombre a uno relacionado con la realeza. Por ejemplo, Booker T (2006) cambió su nombre a King Booker, Randy Savage (1987) cambió su apodo de Macho Man a Macho King, Owen Hart (1994) empezó a usar el apodo de The King of Harts, Edge uso el apodo King Edge the Awesome, Sheamus (2010) se apodó King Sheamus, Bad News Barret se apodó King Barrett (2015), Baron Corbin (2019) se apodó King Corbin hasta el 18 de junio de 2021 donde cambió la corona a Shinsuke Nakamura (2021) se apodo King Nakamura y Xavier Woods (2021) se apodó King Woods.

### Creación del Queen's Crown Tournament
Como parte de la llamada «Revolución Femenil», WWE creó el Queen's Crown Tournament (contraparte femenina de King of the Ring) de tal forma que las luchadoras comenzaron a ser tratadas como al resto de sus compañeros a través de diversas luchas que solían ser exclusivamente para varones. Se anunció que el torneo inaugural se celebraría simultáneamente con el King of the Ring de 2021 donde ambos finalizarían en el PPV Crown Jewel. La primera ganadora fue Zelina Vega, quien al igual que los ganadores masculinos, tomó la tradición de cambiarse el nombre tras ser coronada a Queen Zelina.

## Resultados

### Años 1980

#### 1985
El WWF King of the Ring de 1985 fue el torneo inaugural de lucha libre profesional King of the Ring producido por la World Wrestling Federation(WWF), ahora World Wrestling Entertainment (WWE). El torneo se llevó a cabo el 8 de julio de 1985 en el Sullivan Stadium en Foxborough, Massachusetts, como un espectáculo especial no televisado . Don Muraco ganó el torneo inaugural de 1985 . Además del torneo, solo hubo otro partido durante la noche. En este combate, Hulk Hogan cubrió a Nikolai Volkoff para retener el Campeonato Mundial Peso Pesado de la WWF . El evento atrajo a 23.000 personas de las cuales 20.000 fueron pagadas.

##### Primera ronda
- The Magnificent Muraco derrotó a Junkyard Dog.(10:34)
  - Muraco cubrió a Dog.
- Les Thornton derrotó a Steve Lombardi.(6:37)
  - Thornton cubrió a Lombardi.
- Paul Orndorff y Bob Orton Jr. finalizaron en una doble descalificación.(15:02)
  - Orndorff y Orton Jr. fueron descalificados.
  - Como consecuencia, Morales clasificó directo a la semifinal.
- Pedro Morales derrotó a Johnny Valiant.(1:06)
  - Morales cubrió a Valiant.
- El Campeón Intercontinental Peso Pesado de la WWF Tito Santana derrotó a Terry Funk.(13:58)
  - Funk fue descalificado.
  - El Campeonato Intercontinental Peso Pesado de la WWF de Santana no estaba en juego.
- Jim Brunzell derrotó a The Spoiler.(7:42)
  - Brunzell cubrió a The Spoiler.
- Ricky Steamboat derrotó a Greg Valentine.(19:59)
  - Steamboat cubrió a Valentine.
- The Iron Sheik derrotó a B. Brian Blair.(8:26)
  - The Iron Sheik cubrió a Blair.

##### Cuartos de final
- The Magnificent Muraco derrotó a Les Thornton.(6:30)
  - Muraco cubrió a Thornton.
- Jim Brunzell derrotó al Campeón Intercontinental Peso Pesado de la WWF Tito Santana.(20:00)
  - Brunzell y Santana habían empatado, pero se decidió el ganador al tirar la moneda.
  - El Campeonato Intercontinental Peso Pesado de la WWF de Santana no estaba en juego.
- The Iron Sheik derrotó a Ricky Steamboat.(12:48)
  - The Iron Sheik cubrió a Steamboat.

##### Semifinal
- The Magnificent Muraco derrotó a Pedro Morales.(14:54)
  - Muraco cubrió a Morales.
- The Iron Sheik derrotó a Jim Brunzell.(8:50)
  - The Iron Sheik cubrió a Brunzell.

##### Final
- The Magnificent Muraco derrotó The Iron Sheik ganando el King of the Ring 1985.(10:58)
  - Muraco cubrió a The Iron Sheik.
- Hulk Hogan derrotó a Nikolai Volkoff reteniendo el Campeonato Mundial Peso Pesado de la WWF.
  - Hogan cubrió a Volkoff.

El torneo tuvo el siguiente desarrollo:
|  | Primera ronda      | Primera ronda          | Primera ronda      |                |           | Cuartos de final       | Cuartos de final   | Cuartos de final   |  |   | Semifinal              | Semifinal          | Semifinal          |  |   | Final                  | Final              | Final              |  |
|  | 8 de julio de 1985 | 8 de julio de 1985     | 8 de julio de 1985 |                |           | 8 de julio de 1985     | 8 de julio de 1985 | 8 de julio de 1985 |  |   | 8 de julio de 1985     | 8 de julio de 1985 | 8 de julio de 1985 |  |   | 8 de julio de 1985     | 8 de julio de 1985 | 8 de julio de 1985 |  |
|  |                    |                        |                    |                |           |                        |                    |                    |  |   |                        |                    |                    |  |   |                        |                    |                    |  |
|  |                    |                        |                    |                |           |                        |                    |                    |  |   |                        |                    |                    |  |   |                        |                    |                    |  |
|  | 1                  | The Magnificent Muraco | 10:34              |                |           |                        |                    |                    |  |   |                        |                    |                    |  |   |                        |                    |                    |  |
|  | 1                  | The Magnificent Muraco | 10:34              |                |           |                        |                    |                    |  |   |                        |                    |                    |  |   |                        |                    |                    |  |
|  | 2                  | Junkyard Dog           | Pin                |                |           |                        |                    |                    |  |   |                        |                    |                    |  |   |                        |                    |                    |  |
|  | 2                  | Junkyard Dog           | Pin                |                | 1         | The Magnificent Muraco | 6:30               |                    |  |   |                        |                    |                    |  |   |                        |                    |                    |  |
|  |                    |                        |                    |                | 1         | The Magnificent Muraco | 6:30               |                    |  |   |                        |                    |                    |  |   |                        |                    |                    |  |
|  |                    |                        | 2                  | Les Thornton   | Pin       |                        |                    |                    |  |   |                        |                    |                    |  |   |                        |                    |                    |  |
|  | 3                  | Les Thornton           | 2                  | Les Thornton   | Pin       | 6:37                   |                    |                    |  |   |                        |                    |                    |  |   |                        |                    |                    |  |
|  | 3                  | Les Thornton           |                    |                |           |                        |                    |                    |  |   |                        |                    |                    |  |   |                        |                    |                    |  |
|  | 4                  | Steve Lombardi         | Pin                |                |           |                        |                    |                    |  |   |                        |                    |                    |  |   |                        |                    |                    |  |
|  | 4                  | Steve Lombardi         | Pin                |                |           |                        |                    |                    |  | 1 | The Magnificent Muraco | 14:54              |                    |  |   |                        |                    |                    |  |
|  |                    |                        |                    |                |           |                        |                    |                    |  | 1 | The Magnificent Muraco | 14:54              |                    |  |   |                        |                    |                    |  |
|  |                    |                        | 2                  | Pedro Morales  | Pin       |                        |                    |                    |  |   |                        |                    |                    |  |   |                        |                    |                    |  |
|  | 5                  | Paul Orndorff          | 2                  | Pedro Morales  | Pin       | DDQ                    |                    |                    |  |   |                        |                    |                    |  |   |                        |                    |                    |  |
|  | 5                  | Paul Orndorff          |                    |                |           |                        |                    |                    |  |   |                        |                    |                    |  |   |                        |                    |                    |  |
|  | 6                  | Bob Orton Jr.          | 15:02              |                |           |                        |                    |                    |  |   |                        |                    |                    |  |   |                        |                    |                    |  |
|  | 6                  | Bob Orton Jr.          | 15:02              |                | 3         | DDQ                    | DQ                 |                    |  |   |                        |                    |                    |  |   |                        |                    |                    |  |
|  |                    |                        |                    |                | 3         | DDQ                    | DQ                 |                    |  |   |                        |                    |                    |  |   |                        |                    |                    |  |
|  |                    |                        | 4                  | Pedro Morales  | 0:00      |                        |                    |                    |  |   |                        |                    |                    |  |   |                        |                    |                    |  |
|  | 7                  | Pedro Morales          | 4                  | Pedro Morales  | 0:00      | 1:06                   |                    |                    |  |   |                        |                    |                    |  |   |                        |                    |                    |  |
|  | 7                  | Pedro Morales          |                    |                |           |                        |                    |                    |  |   |                        |                    |                    |  |   |                        |                    |                    |  |
|  | 8                  | Johnny V.              | Pin                |                |           |                        |                    |                    |  |   |                        |                    |                    |  |   |                        |                    |                    |  |
|  | 8                  | Johnny V.              | Pin                |                |           |                        |                    |                    |  |   |                        |                    |                    |  | 1 | The Magnificent Muraco | 10:58              |                    |  |
|  |                    |                        |                    |                |           |                        |                    |                    |  |   |                        |                    |                    |  | 1 | The Magnificent Muraco | 10:58              |                    |  |
|  |                    |                        | 2                  | The Iron Sheik | Pin       |                        |                    |                    |  |   |                        |                    |                    |  |   |                        |                    |                    |  |
|  | 9                  | Tito Santana           | 2                  | The Iron Sheik | Pin       | 13:58                  |                    |                    |  |   |                        |                    |                    |  |   |                        |                    |                    |  |
|  | 9                  | Tito Santana           |                    |                |           |                        |                    |                    |  |   |                        |                    |                    |  |   |                        |                    |                    |  |
|  | 10                 | Terry Funk             | DQ                 |                |           |                        |                    |                    |  |   |                        |                    |                    |  |   |                        |                    |                    |  |
|  | 10                 | Terry Funk             | DQ                 |                | 5         | Tito Santana           | 20:00              |                    |  |   |                        |                    |                    |  |   |                        |                    |                    |  |
|  |                    |                        |                    |                | 5         | Tito Santana           | 20:00              |                    |  |   |                        |                    |                    |  |   |                        |                    |                    |  |
|  |                    |                        | 6                  | Jim Brunzell   | Coin Toss |                        |                    |                    |  |   |                        |                    |                    |  |   |                        |                    |                    |  |
|  | 11                 | Jim Brunzell           | 6                  | Jim Brunzell   | Coin Toss | 7:42                   |                    |                    |  |   |                        |                    |                    |  |   |                        |                    |                    |  |
|  | 11                 | Jim Brunzell           |                    |                |           |                        |                    |                    |  |   |                        |                    |                    |  |   |                        |                    |                    |  |
|  | 12                 | The Spoiler            | Pin                |                |           |                        |                    |                    |  |   |                        |                    |                    |  |   |                        |                    |                    |  |
|  | 12                 | The Spoiler            | Pin                |                |           |                        |                    |                    |  | 3 | Tito Santana           | Pin                |                    |  |   |                        |                    |                    |  |
|  |                    |                        |                    |                |           |                        |                    |                    |  | 3 | Tito Santana           | Pin                |                    |  |   |                        |                    |                    |  |
|  |                    |                        | 4                  | The Iron Sheik | 8:50      |                        |                    |                    |  |   |                        |                    |                    |  |   |                        |                    |                    |  |
|  | 13                 | Ricky Steamboat        | 4                  | The Iron Sheik | 8:50      | 19:59                  |                    |                    |  |   |                        |                    |                    |  |   |                        |                    |                    |  |
|  | 13                 | Ricky Steamboat        |                    |                |           |                        |                    |                    |  |   |                        |                    |                    |  |   |                        |                    |                    |  |
|  | 14                 | Greg Valentine         | Pin                |                |           |                        |                    |                    |  |   |                        |                    |                    |  |   |                        |                    |                    |  |
|  | 14                 | Greg Valentine         | Pin                |                | 7         | Ricky Steamboat        | Pin                |                    |  |   |                        |                    |                    |  |   |                        |                    |                    |  |
|  |                    |                        |                    |                | 7         | Ricky Steamboat        | Pin                |                    |  |   |                        |                    |                    |  |   |                        |                    |                    |  |
|  |                    |                        | 8                  | The Iron Sheik | 12:48     |                        |                    |                    |  |   |                        |                    |                    |  |   |                        |                    |                    |  |
|  | 15                 | The Iron Sheik         | 8                  | The Iron Sheik | 12:48     | 8:26                   |                    |                    |  |   |                        |                    |                    |  |   |                        |                    |                    |  |
|  | 15                 | The Iron Sheik         |                    |                |           |                        |                    |                    |  |   |                        |                    |                    |  |   |                        |                    |                    |  |
|  | 16                 | B. Brian Blair         | Pin                |                |           |                        |                    |                    |  |   |                        |                    |                    |  |   |                        |                    |                    |  |
|  | 16                 | B. Brian Blair         | Pin                |                |           |                        |                    |                    |  |   |                        |                    |                    |  |   |                        |                    |                    |  |
|  |                    |                        |                    |                |           |                        |                    |                    |  |   |                        |                    |                    |  |   |                        |                    |                    |  |

#### 1986
King of the Ring 1986 se realizó el 14 de julio de 1986 desde el Sullivan Stadium.
- Octavos de final:
  - Billy Jack Haynes derrotó a The Iron Sheik.
    - James cubrió a The Iron Sheik.

  - Harley Race derrotó a George Steele.
    - Steele fue descalificado.

  - "Rowdy" Roddy Piper y The Magnificent Muraco empataron. (20:00)
    - Piper y Muraco llegaron al tiempo límite.

  - Nikolai Volkoff derrotó a Dan Spivey.
    - Volkoff cubrió a Spivey.

  - Junkyard Dog derrotó a Paul Orndorff.
    - Orndorff fue descalificado.

  - Pedro Morales derrotó a Rudy Diamond.
    - Morales cubrió a Diamond.
- Cuartos de final:
  - Billy Jack Haynes derrotó a Mr. X.
    - Haynes cubrió a Mr. X.

  - Nicolai Volkoff derrotó a The Yunkyard Dog.
    - Volkoff forzó a The Yunkyard Dog a rendirse.

  - Pedro Morales derrotó a Mike Rotundo.
    - Morales cubrió a Rotundo.
- Semifinales:
  - Harley Race derrotó a Billy Jack Haynes.
    - Haynes recibió la cuenta de 10.

  - Pedro Morales derrotó a Nicolai Volkoff.
    - Morales cubrió a Volkoff.
- Final:
  - Harley Race derrotó a Pedro Morales ganando el King of the Ring 1986.
    - Race cubrió a Morales.
- Bruno Sammartino derrotó a The Designated Hitman.
  - Sammartino cubrió a The Designated Hitman
  - Hitman fue un reemplazo de Eddie Andelmann, una celebridad local de la radio y la TV quién se negó a luchar.
- The British Bulldogs (Davey Boy Smith & The Dynamite Kid) derrotaron a The Dream Team (Greg "The Hammer" Valentine & Brutus Beefcake) (con Johnny V.) en un Steel Cage Match reteniendo el Campeonato en Parejas de la WWF.
  - The British Bulldogs escaparon de la jaula, ganando la lucha.

El torneo fue realizado el 14 de julio de 1986 y tuvo el siguiente desarrollo:
|  | Octavos de final       | Octavos de final       | Octavos de final  |  |  | Cuartos de final | Cuartos de final  | Cuartos de final |  |  | Semifinales | Semifinales | Semifinales |  |  | Final | Final | Final |  |
|  |                        |                        |                   |  |  |                  |                   |                  |  |  |             |             |             |  |  |       |       |       |  |
|  |                        |                        |                   |  |  |                  |                   |                  |  |  |             |             |             |  |  |       |       |       |  |
|  |                        |                        |                   |  |  |                  |                   |                  |  |  |             |             |             |  |  |       |       |       |  |
|  |                        |                        |                   |  |  |                  |                   |                  |  |  |             |             |             |  |  |       |       |       |  |
|  |                        |                        |                   |  |  |                  |                   |                  |  |  |             |             |             |  |  |       |       |       |  |
|  |                        | Mr. X                  |                   |  |  |                  |                   |                  |  |  |             |             |             |  |  |       |       |       |  |
|  |                        |                        |                   |  |  |                  |                   |                  |  |  |             |             |             |  |  |       |       |       |  |
|  |                        |                        | Billy Jack Haynes |  |  |                  |                   |                  |  |  |             |             |             |  |  |       |       |       |  |
|  | Billy Jack Haynes      |                        |                   |  |  |                  |                   |                  |  |  |             |             |             |  |  |       |       |       |  |
|  |                        |                        |                   |  |  |                  |                   |                  |  |  |             |             |             |  |  |       |       |       |  |
|  | The Iron Sheik         |                        |                   |  |  |                  |                   |                  |  |  |             |             |             |  |  |       |       |       |  |
|  |                        |                        |                   |  |  |                  | Billy Jack Haynes |                  |  |  |             |             |             |  |  |       |       |       |  |
|  |                        |                        |                   |  |  |                  |                   |                  |  |  |             |             |             |  |  |       |       |       |  |
|  |                        |                        | Harley Race       |  |  |                  |                   |                  |  |  |             |             |             |  |  |       |       |       |  |
|  | Harley Race            |                        |                   |  |  |                  |                   |                  |  |  |             |             |             |  |  |       |       |       |  |
|  |                        |                        |                   |  |  |                  |                   |                  |  |  |             |             |             |  |  |       |       |       |  |
|  | George Steele          |                        |                   |  |  |                  |                   |                  |  |  |             |             |             |  |  |       |       |       |  |
|  |                        | Harley Race            |                   |  |  |                  |                   |                  |  |  |             |             |             |  |  |       |       |       |  |
|  |                        |                        |                   |  |  |                  |                   |                  |  |  |             |             |             |  |  |       |       |       |  |
|  |                        |                        | BYE               |  |  |                  |                   |                  |  |  |             |             |             |  |  |       |       |       |  |
|  | The Magnificent Muraco | The Magnificent Muraco | Draw              |  |  |                  |                   |                  |  |  |             |             |             |  |  |       |       |       |  |
|  | The Magnificent Muraco | The Magnificent Muraco | Draw              |  |  |                  |                   |                  |  |  |             |             |             |  |  |       |       |       |  |
|  | "Rowdy" Roddy Piper    | "Rowdy" Roddy Piper    | Draw              |  |  |                  |                   |                  |  |  |             |             |             |  |  |       |       |       |  |
|  | "Rowdy" Roddy Piper    | "Rowdy" Roddy Piper    | Draw              |  |  |                  |                   |                  |  |  |             | Harley Race |             |  |  |       |       |       |  |
|  |                        |                        |                   |  |  |                  |                   |                  |  |  |             |             |             |  |  |       |       |       |  |
|  |                        |                        | Pedro Morales     |  |  |                  |                   |                  |  |  |             |             |             |  |  |       |       |       |  |
|  | Nikolai Volkoff        |                        |                   |  |  |                  |                   |                  |  |  |             |             |             |  |  |       |       |       |  |
|  |                        |                        |                   |  |  |                  |                   |                  |  |  |             |             |             |  |  |       |       |       |  |
|  | Dan Spivey             |                        |                   |  |  |                  |                   |                  |  |  |             |             |             |  |  |       |       |       |  |
|  |                        | Nicolai Volkoff        |                   |  |  |                  |                   |                  |  |  |             |             |             |  |  |       |       |       |  |
|  |                        |                        |                   |  |  |                  |                   |                  |  |  |             |             |             |  |  |       |       |       |  |
|  |                        |                        | Junkyard Dog      |  |  |                  |                   |                  |  |  |             |             |             |  |  |       |       |       |  |
|  | Junkyard Dog           |                        |                   |  |  |                  |                   |                  |  |  |             |             |             |  |  |       |       |       |  |
|  |                        |                        |                   |  |  |                  |                   |                  |  |  |             |             |             |  |  |       |       |       |  |
|  | Paul Orndorff          |                        |                   |  |  |                  |                   |                  |  |  |             |             |             |  |  |       |       |       |  |
|  |                        |                        |                   |  |  |                  | Nicolai Volkoff   |                  |  |  |             |             |             |  |  |       |       |       |  |
|  |                        |                        |                   |  |  |                  |                   |                  |  |  |             |             |             |  |  |       |       |       |  |
|  |                        |                        | Pedro Morales     |  |  |                  |                   |                  |  |  |             |             |             |  |  |       |       |       |  |
|  | Pedro Morales          |                        |                   |  |  |                  |                   |                  |  |  |             |             |             |  |  |       |       |       |  |
|  |                        |                        |                   |  |  |                  |                   |                  |  |  |             |             |             |  |  |       |       |       |  |
|  | Rudy Diamond           |                        |                   |  |  |                  |                   |                  |  |  |             |             |             |  |  |       |       |       |  |
|  |                        | Pedro Morales          |                   |  |  |                  |                   |                  |  |  |             |             |             |  |  |       |       |       |  |
|  |                        |                        |                   |  |  |                  |                   |                  |  |  |             |             |             |  |  |       |       |       |  |
|  |                        |                        | Mike Rotundo      |  |  |                  |                   |                  |  |  |             |             |             |  |  |       |       |       |  |
|  |                        |                        |                   |  |  |                  |                   |                  |  |  |             |             |             |  |  |       |       |       |  |
|  |                        |                        |                   |  |  |                  |                   |                  |  |  |             |             |             |  |  |       |       |       |  |
|  |                        |                        |                   |  |  |                  |                   |                  |  |  |             |             |             |  |  |       |       |       |  |
|  |                        |                        |                   |  |  |                  |                   |                  |  |  |             |             |             |  |  |       |       |       |  |
|  |                        |                        |                   |  |  |                  |                   |                  |  |  |             |             |             |  |  |       |       |       |  |

1. ↑  Mr. X fue el sustituto de Hercules Hernández.
2. ↑  Rudy Diamond fue el sustituto de Bob Orton.

#### 1987
El Torneo se realizó el 4 de septiembre en el Providence Civic Center en Providence, Rhode Island. El Torneo tuvo el siguiente desarrollo
|  | Primera Ronda          | Primera Ronda   | Primera Ronda          |             |      | Cuartos de final | Cuartos de final | Cuartos de final |  |  | Semifinales | Semifinales     | Semifinales |  |  | Final | Final | Final |  |
|  |                        |                 |                        |             |      |                  |                  |                  |  |  |             |                 |             |  |  |       |       |       |  |
|  |                        |                 |                        |             |      |                  |                  |                  |  |  |             |                 |             |  |  |       |       |       |  |
|  | Haku                   |                 |                        |             |      |                  |                  |                  |  |  |             |                 |             |  |  |       |       |       |  |
|  |                        |                 |                        |             |      |                  |                  |                  |  |  |             |                 |             |  |  |       |       |       |  |
|  | Brutus Beefcake        |                 |                        |             |      |                  |                  |                  |  |  |             |                 |             |  |  |       |       |       |  |
|  |                        | Haku            | Haku                   | Draw        |      |                  |                  |                  |  |  |             |                 |             |  |  |       |       |       |  |
|  |                        |                 |                        | Draw        |      |                  |                  |                  |  |  |             |                 |             |  |  |       |       |       |  |
|  |                        |                 | Rick Martel            | Rick Martel | Draw |                  |                  |                  |  |  |             |                 |             |  |  |       |       |       |  |
|  | Rick Martel            |                 | Rick Martel            | Rick Martel | Draw |                  |                  |                  |  |  |             |                 |             |  |  |       |       |       |  |
|  |                        |                 |                        |             |      |                  |                  |                  |  |  |             |                 |             |  |  |       |       |       |  |
|  | Dan Spivey             |                 |                        |             |      |                  |                  |                  |  |  |             |                 |             |  |  |       |       |       |  |
|  |                        |                 |                        |             |      |                  | BYE              |                  |  |  |             |                 |             |  |  |       |       |       |  |
|  |                        |                 |                        |             |      |                  |                  |                  |  |  |             |                 |             |  |  |       |       |       |  |
|  |                        |                 | King Kong Bundy        |             |      |                  |                  |                  |  |  |             |                 |             |  |  |       |       |       |  |
|  | King Kong Bundy        | King Kong Bundy | CO                     |             |      |                  |                  |                  |  |  |             |                 |             |  |  |       |       |       |  |
|  | King Kong Bundy        | King Kong Bundy | CO                     |             |      |                  |                  |                  |  |  |             |                 |             |  |  |       |       |       |  |
|  | One Man Gang           |                 |                        |             |      |                  |                  |                  |  |  |             |                 |             |  |  |       |       |       |  |
|  |                        | King Kong Bundy |                        |             |      |                  |                  |                  |  |  |             |                 |             |  |  |       |       |       |  |
|  |                        |                 |                        |             |      |                  |                  |                  |  |  |             |                 |             |  |  |       |       |       |  |
|  |                        |                 | Special Delivery Jones |             |      |                  |                  |                  |  |  |             |                 |             |  |  |       |       |       |  |
|  | Special Delivery Jones |                 |                        |             |      |                  |                  |                  |  |  |             |                 |             |  |  |       |       |       |  |
|  |                        |                 |                        |             |      |                  |                  |                  |  |  |             |                 |             |  |  |       |       |       |  |
|  | Sika                   |                 |                        |             |      |                  |                  |                  |  |  |             |                 |             |  |  |       |       |       |  |
|  |                        |                 |                        |             |      |                  |                  |                  |  |  |             | King Kong Bundy |             |  |  |       |       |       |  |
|  |                        |                 |                        |             |      |                  |                  |                  |  |  |             |                 |             |  |  |       |       |       |  |
|  |                        |                 | Randy Savage           |             |      |                  |                  |                  |  |  |             |                 |             |  |  |       |       |       |  |
|  | Danny Davis            | Danny Davis     | CO                     |             |      |                  |                  |                  |  |  |             |                 |             |  |  |       |       |       |  |
|  | Danny Davis            | Danny Davis     | CO                     |             |      |                  |                  |                  |  |  |             |                 |             |  |  |       |       |       |  |
|  | Tito Santana           |                 |                        |             |      |                  |                  |                  |  |  |             |                 |             |  |  |       |       |       |  |
|  |                        | Danny Davis     |                        |             |      |                  |                  |                  |  |  |             |                 |             |  |  |       |       |       |  |
|  |                        |                 |                        |             |      |                  |                  |                  |  |  |             |                 |             |  |  |       |       |       |  |
|  |                        |                 | Junkyard Dog           |             |      |                  |                  |                  |  |  |             |                 |             |  |  |       |       |       |  |
|  | Junkyard Dog           |                 |                        |             |      |                  |                  |                  |  |  |             |                 |             |  |  |       |       |       |  |
|  |                        |                 |                        |             |      |                  |                  |                  |  |  |             |                 |             |  |  |       |       |       |  |
|  | Tama                   |                 |                        |             |      |                  |                  |                  |  |  |             |                 |             |  |  |       |       |       |  |
|  |                        |                 |                        |             |      |                  | Danny Davis      |                  |  |  |             |                 |             |  |  |       |       |       |  |
|  |                        |                 |                        |             |      |                  |                  |                  |  |  |             |                 |             |  |  |       |       |       |  |
|  |                        |                 | Randy Savage           |             |      |                  |                  |                  |  |  |             |                 |             |  |  |       |       |       |  |
|  | Jim Brunzell           |                 |                        |             |      |                  |                  |                  |  |  |             |                 |             |  |  |       |       |       |  |
|  |                        |                 |                        |             |      |                  |                  |                  |  |  |             |                 |             |  |  |       |       |       |  |
|  | Ron Bass               |                 |                        |             |      |                  |                  |                  |  |  |             |                 |             |  |  |       |       |       |  |
|  |                        | Jim Brunzell    |                        |             |      |                  |                  |                  |  |  |             |                 |             |  |  |       |       |       |  |
|  |                        |                 |                        |             |      |                  |                  |                  |  |  |             |                 |             |  |  |       |       |       |  |
|  |                        |                 | Randy Savage           |             |      |                  |                  |                  |  |  |             |                 |             |  |  |       |       |       |  |
|  | Randy Savage           |                 |                        |             |      |                  |                  |                  |  |  |             |                 |             |  |  |       |       |       |  |
|  |                        |                 |                        |             |      |                  |                  |                  |  |  |             |                 |             |  |  |       |       |       |  |
|  | Nikolai Volkoff        |                 |                        |             |      |                  |                  |                  |  |  |             |                 |             |  |  |       |       |       |  |
|  |                        |                 |                        |             |      |                  |                  |                  |  |  |             |                 |             |  |  |       |       |       |  |
|  |                        |                 |                        |             |      |                  |                  |                  |  |  |             |                 |             |  |  |       |       |       |  |

#### 1988
El torneo fue realizado el 16 de octubre de 1988 desde el Providence Civic Center en Providence, Rhode Island. El torneo tuvo el siguiente desarrollo:
|  | Primera ronda   | Primera ronda   | Primera ronda    |                  |            | Cuartos de final | Cuartos de final | Cuartos de final |  |  | Semifinal | Semifinal | Semifinal |  |             | Final       | Final | Final |  |
|  |                 |                 |                  |                  |            |                  |                  |                  |  |  |           |           |           |  |             |             |       |       |  |
|  |                 |                 |                  |                  |            |                  |                  |                  |  |  |           |           |           |  |             |             |       |       |  |
|  | Ken Patera      |                 |                  |                  |            |                  |                  |                  |  |  |           |           |           |  |             |             |       |       |  |
|  |                 |                 |                  |                  |            |                  |                  |                  |  |  |           |           |           |  |             |             |       |       |  |
|  | Nikolai Volkoff | Nikolai Volkoff | 10:20            |                  |            |                  |                  |                  |  |  |           |           |           |  |             |             |       |       |  |
|  | Nikolai Volkoff | Nikolai Volkoff | 10:20            | Ken Patera       |            |                  |                  |                  |  |  |           |           |           |  |             |             |       |       |  |
|  |                 |                 |                  |                  |            |                  |                  |                  |  |  |           |           |           |  |             |             |       |       |  |
|  |                 |                 | Ted DiBiase      | Ted DiBiase      | 5:42       |                  |                  |                  |  |  |           |           |           |  |             |             |       |       |  |
|  | Brutus Beefcake |                 | Ted DiBiase      | Ted DiBiase      | 5:42       |                  |                  |                  |  |  |           |           |           |  |             |             |       |       |  |
|  |                 |                 |                  |                  |            |                  |                  |                  |  |  |           |           |           |  |             |             |       |       |  |
|  | Ted DiBiase     | Ted DiBiase     | 7:32             |                  |            |                  |                  |                  |  |  |           |           |           |  |             |             |       |       |  |
|  | Ted DiBiase     | Ted DiBiase     | 7:32             |                  |            |                  | Ted DiBiase      |                  |  |  |           |           |           |  |             |             |       |       |  |
|  |                 |                 |                  |                  |            |                  |                  |                  |  |  |           |           |           |  |             |             |       |       |  |
|  |                 |                 | Ron Bass         | Ron Bass         | [ Nota 1 ] |                  |                  |                  |  |  |           |           |           |  |             |             |       |       |  |
|  | The Barbarian   | The Barbarian   | Ron Bass         | Ron Bass         | [ Nota 1 ] | DQ               |                  |                  |  |  |           |           |           |  |             |             |       |       |  |
|  | The Barbarian   | The Barbarian   |                  |                  |            |                  |                  |                  |  |  |           |           |           |  |             |             |       |       |  |
|  | Ron Bass        | Ron Bass        | 7:02             |                  |            |                  |                  |                  |  |  |           |           |           |  |             |             |       |       |  |
|  | Ron Bass        | Ron Bass        | 7:02             | Ron Bass         |            |                  |                  |                  |  |  |           |           |           |  |             |             |       |       |  |
|  |                 |                 |                  |                  |            |                  |                  |                  |  |  |           |           |           |  |             |             |       |       |  |
|  |                 |                 | Shawn Michaels   | Shawn Michaels   | 7:39       |                  |                  |                  |  |  |           |           |           |  |             |             |       |       |  |
|  | Danny Davis     |                 | Shawn Michaels   | Shawn Michaels   | 7:39       |                  |                  |                  |  |  |           |           |           |  |             |             |       |       |  |
|  |                 |                 |                  |                  |            |                  |                  |                  |  |  |           |           |           |  |             |             |       |       |  |
|  | Shawn Michaels  | Shawn Michaels  | 3:37             |                  |            |                  |                  |                  |  |  |           |           |           |  |             |             |       |       |  |
|  | Shawn Michaels  | Shawn Michaels  | 3:37             |                  |            |                  |                  |                  |  |  |           |           |           |  | Ted DiBiase | Ted DiBiase | CO    |       |  |
|  |                 |                 |                  |                  |            |                  |                  |                  |  |  |           |           |           |  | Ted DiBiase | Ted DiBiase | CO    |       |  |
|  |                 |                 | Randy Savage     | Randy Savage     | 6:11       |                  |                  |                  |  |  |           |           |           |  |             |             |       |       |  |
|  | Bad News Brown  | Bad News Brown  | Randy Savage     | Randy Savage     | 6:11       | DCO              |                  |                  |  |  |           |           |           |  |             |             |       |       |  |
|  | Bad News Brown  | Bad News Brown  |                  |                  |            |                  |                  |                  |  |  |           |           |           |  |             |             |       |       |  |
|  | Hercules        | Hercules        | 6:05             |                  |            |                  |                  |                  |  |  |           |           |           |  |             |             |       |       |  |
|  | Hercules        | Hercules        | 6:05             | BYE              |            |                  |                  |                  |  |  |           |           |           |  |             |             |       |       |  |
|  |                 |                 |                  |                  |            |                  |                  |                  |  |  |           |           |           |  |             |             |       |       |  |
|  |                 |                 | Randy Savage     |                  |            |                  |                  |                  |  |  |           |           |           |  |             |             |       |       |  |
|  | Randy Savage    |                 |                  |                  |            |                  |                  |                  |  |  |           |           |           |  |             |             |       |       |  |
|  |                 |                 |                  |                  |            |                  |                  |                  |  |  |           |           |           |  |             |             |       |       |  |
|  | Virgil          | Virgil          | 5:43             |                  |            |                  |                  |                  |  |  |           |           |           |  |             |             |       |       |  |
|  | Virgil          | Virgil          | 5:43             |                  |            |                  | Randy Savage     |                  |  |  |           |           |           |  |             |             |       |       |  |
|  |                 |                 |                  |                  |            |                  |                  |                  |  |  |           |           |           |  |             |             |       |       |  |
|  |                 |                 | The Red Rooster  | The Red Rooster  | 7:21       |                  |                  |                  |  |  |           |           |           |  |             |             |       |       |  |
|  | Marty Jannetty  |                 | The Red Rooster  | The Red Rooster  | 7:21       |                  |                  |                  |  |  |           |           |           |  |             |             |       |       |  |
|  |                 |                 |                  |                  |            |                  |                  |                  |  |  |           |           |           |  |             |             |       |       |  |
|  | The Red Rooster | The Red Rooster | 11:00            |                  |            |                  |                  |                  |  |  |           |           |           |  |             |             |       |       |  |
|  | The Red Rooster | The Red Rooster | 11:00            | The Red Rooster  |            |                  |                  |                  |  |  |           |           |           |  |             |             |       |       |  |
|  |                 |                 |                  |                  |            |                  |                  |                  |  |  |           |           |           |  |             |             |       |       |  |
|  |                 |                 | Iron Mike Sharpe | Iron Mike Sharpe | 3:27       |                  |                  |                  |  |  |           |           |           |  |             |             |       |       |  |
|  | Mike Sharpe     |                 | Iron Mike Sharpe | Iron Mike Sharpe | 3:27       |                  |                  |                  |  |  |           |           |           |  |             |             |       |       |  |
|  |                 |                 |                  |                  |            |                  |                  |                  |  |  |           |           |           |  |             |             |       |       |  |
|  | Boris Zhúkov    | Boris Zhúkov    | 6:27             |                  |            |                  |                  |                  |  |  |           |           |           |  |             |             |       |       |  |
|  | Boris Zhúkov    | Boris Zhúkov    | 6:27             |                  |            |                  |                  |                  |  |  |           |           |           |  |             |             |       |       |  |
|  |                 |                 |                  |                  |            |                  |                  |                  |  |  |           |           |           |  |             |             |       |       |  |

1. ↑  DiBiase le pagó a Bass para que simulara una lesión.
2. ↑  Mike Sharpe sustituyó a The Warlord.

- Jim Duggan derrotó a Dino Bravo (w/Frenchy Martin) en un Flag Match

#### 1989
El torneo fue realizado el 14 de octubre de 1989 desde el Providence Civic Center en Providence, Rhode Island. El torneo tuvo el siguiente desarrollo:
|  | Primera ronda     | Primera ronda | Primera ronda    |  |  | Cuartos de final | Cuartos de final | Cuartos de final |  |  | Semifinal | Semifinal    | Semifinal |  |  | Final | Final | Final |  |
|  |                   |               |                  |  |  |                  |                  |                  |  |  |           |              |           |  |  |       |       |       |  |
|  |                   |               |                  |  |  |                  |                  |                  |  |  |           |              |           |  |  |       |       |       |  |
|  | Akeem             |               |                  |  |  |                  |                  |                  |  |  |           |              |           |  |  |       |       |       |  |
|  |                   |               |                  |  |  |                  |                  |                  |  |  |           |              |           |  |  |       |       |       |  |
|  | Brutus Beefcake   |               |                  |  |  |                  |                  |                  |  |  |           |              |           |  |  |       |       |       |  |
|  |                   | Akeem         |                  |  |  |                  |                  |                  |  |  |           |              |           |  |  |       |       |       |  |
|  |                   |               |                  |  |  |                  |                  |                  |  |  |           |              |           |  |  |       |       |       |  |
|  |                   |               | BYE              |  |  |                  |                  |                  |  |  |           |              |           |  |  |       |       |       |  |
|  | Hercules          | Hercules      | DDQ              |  |  |                  |                  |                  |  |  |           |              |           |  |  |       |       |       |  |
|  | Hercules          | Hercules      | DDQ              |  |  |                  |                  |                  |  |  |           |              |           |  |  |       |       |       |  |
|  | Jim Neidhart      | Jim Neidhart  | DDQ              |  |  |                  |                  |                  |  |  |           |              |           |  |  |       |       |       |  |
|  | Jim Neidhart      | Jim Neidhart  | DDQ              |  |  |                  | Akeem            |                  |  |  |           |              |           |  |  |       |       |       |  |
|  |                   |               |                  |  |  |                  |                  |                  |  |  |           |              |           |  |  |       |       |       |  |
|  |                   |               | Tito Santana     |  |  |                  |                  |                  |  |  |           |              |           |  |  |       |       |       |  |
|  | The Warlord       |               |                  |  |  |                  |                  |                  |  |  |           |              |           |  |  |       |       |       |  |
|  |                   |               |                  |  |  |                  |                  |                  |  |  |           |              |           |  |  |       |       |       |  |
|  | Bushwhacker Butch |               |                  |  |  |                  |                  |                  |  |  |           |              |           |  |  |       |       |       |  |
|  |                   | The Warlord   |                  |  |  |                  |                  |                  |  |  |           |              |           |  |  |       |       |       |  |
|  |                   |               |                  |  |  |                  |                  |                  |  |  |           |              |           |  |  |       |       |       |  |
|  |                   |               | Tito Santana     |  |  |                  |                  |                  |  |  |           |              |           |  |  |       |       |       |  |
|  | Tito Santana      |               |                  |  |  |                  |                  |                  |  |  |           |              |           |  |  |       |       |       |  |
|  |                   |               |                  |  |  |                  |                  |                  |  |  |           |              |           |  |  |       |       |       |  |
|  | Bad News Brown    |               |                  |  |  |                  |                  |                  |  |  |           |              |           |  |  |       |       |       |  |
|  |                   |               |                  |  |  |                  |                  |                  |  |  |           | Tito Santana |           |  |  |       |       |       |  |
|  |                   |               |                  |  |  |                  |                  |                  |  |  |           |              |           |  |  |       |       |       |  |
|  |                   |               | Rick Martel      |  |  |                  |                  |                  |  |  |           |              |           |  |  |       |       |       |  |
|  | Rick Martel       |               |                  |  |  |                  |                  |                  |  |  |           |              |           |  |  |       |       |       |  |
|  |                   |               |                  |  |  |                  |                  |                  |  |  |           |              |           |  |  |       |       |       |  |
|  | Bill Woods        |               |                  |  |  |                  |                  |                  |  |  |           |              |           |  |  |       |       |       |  |
|  |                   | Rick Martel   |                  |  |  |                  |                  |                  |  |  |           |              |           |  |  |       |       |       |  |
|  |                   |               |                  |  |  |                  |                  |                  |  |  |           |              |           |  |  |       |       |       |  |
|  |                   |               | Bushwhacker Luke |  |  |                  |                  |                  |  |  |           |              |           |  |  |       |       |       |  |
|  | Bushwhacker Luke  |               |                  |  |  |                  |                  |                  |  |  |           |              |           |  |  |       |       |       |  |
|  |                   |               |                  |  |  |                  |                  |                  |  |  |           |              |           |  |  |       |       |       |  |
|  | Nikolai Volkoff   |               |                  |  |  |                  |                  |                  |  |  |           |              |           |  |  |       |       |       |  |
|  |                   |               |                  |  |  |                  | Rick Martel      |                  |  |  |           |              |           |  |  |       |       |       |  |
|  |                   |               |                  |  |  |                  |                  |                  |  |  |           |              |           |  |  |       |       |       |  |
|  |                   |               | Jimmy Snuka      |  |  |                  |                  |                  |  |  |           |              |           |  |  |       |       |       |  |
|  | Jimmy Snuka       |               |                  |  |  |                  |                  |                  |  |  |           |              |           |  |  |       |       |       |  |
|  |                   |               |                  |  |  |                  |                  |                  |  |  |           |              |           |  |  |       |       |       |  |
|  | The Barbarian     |               |                  |  |  |                  |                  |                  |  |  |           |              |           |  |  |       |       |       |  |
|  |                   | Jimmy Snuka   |                  |  |  |                  |                  |                  |  |  |           |              |           |  |  |       |       |       |  |
|  |                   |               |                  |  |  |                  |                  |                  |  |  |           |              |           |  |  |       |       |       |  |
|  |                   |               | Haku             |  |  |                  |                  |                  |  |  |           |              |           |  |  |       |       |       |  |
|  | Haku              |               |                  |  |  |                  |                  |                  |  |  |           |              |           |  |  |       |       |       |  |
|  |                   |               |                  |  |  |                  |                  |                  |  |  |           |              |           |  |  |       |       |       |  |
|  | The Red Rooster   |               |                  |  |  |                  |                  |                  |  |  |           |              |           |  |  |       |       |       |  |
|  |                   |               |                  |  |  |                  |                  |                  |  |  |           |              |           |  |  |       |       |       |  |
|  |                   |               |                  |  |  |                  |                  |                  |  |  |           |              |           |  |  |       |       |       |  |

1. ↑  Bill Woods fue sustituido por Barry Windham.

### Años 1990

#### 1991
El torneo fue realizado el 7 de septiembre de 1991 desde el Providence Civic Center en Providence, Rhode Island. El torneo tuvo el siguiente desarrollo:
|  | Primera ronda     | Primera ronda     | Primera ronda     |                   |                | Cuartos de final | Cuartos de final | Cuartos de final |  |            | Semifinal  | Semifinal | Semifinal |  |                   | Final             | Final | Final |  |
|  |                   |                   |                   |                   |                |                  |                  |                  |  |            |            |           |           |  |                   |                   |       |       |  |
|  |                   |                   |                   |                   |                |                  |                  |                  |  |            |            |           |           |  |                   |                   |       |       |  |
|  | Hawk              | Hawk              | DQ                |                   |                |                  |                  |                  |  |            |            |           |           |  |                   |                   |       |       |  |
|  | Hawk              | Hawk              | DQ                |                   |                |                  |                  |                  |  |            |            |           |           |  |                   |                   |       |       |  |
|  | Jerry Sags        | Jerry Sags        | 3:02              |                   |                |                  |                  |                  |  |            |            |           |           |  |                   |                   |       |       |  |
|  | Jerry Sags        | Jerry Sags        | 3:02              | Jerry Sags        |                |                  |                  |                  |  |            |            |           |           |  |                   |                   |       |       |  |
|  |                   |                   |                   |                   |                |                  |                  |                  |  |            |            |           |           |  |                   |                   |       |       |  |
|  |                   |                   |                   |                   |                |                  |                  |                  |  |            |            |           |           |  |                   |                   |       |       |  |
|  | Ricky Steamboat   | Ricky Steamboat   | Empate            |                   |                |                  |                  |                  |  |            |            |           |           |  |                   |                   |       |       |  |
|  | Ricky Steamboat   | Ricky Steamboat   | Empate            |                   |                |                  |                  |                  |  |            |            |           |           |  |                   |                   |       |       |  |
|  | Ted DiBiase       | Ted DiBiase       | 15:00             |                   |                |                  |                  |                  |  |            |            |           |           |  |                   |                   |       |       |  |
|  | Ted DiBiase       | Ted DiBiase       | 15:00             |                   |                |                  |                  |                  |  | Jerry Sags | Jerry Sags | Pin       |           |  |                   |                   |       |       |  |
|  |                   |                   |                   |                   |                |                  |                  |                  |  | Jerry Sags | Jerry Sags | Pin       |           |  |                   |                   |       |       |  |
|  |                   |                   | Irwin R. Schyster | Irwin R. Schyster | 1:22           |                  |                  |                  |  |            |            |           |           |  |                   |                   |       |       |  |
|  | Jim Duggan        | Jim Duggan        | Irwin R. Schyster | Irwin R. Schyster | 1:22           | Pin              |                  |                  |  |            |            |           |           |  |                   |                   |       |       |  |
|  | Jim Duggan        | Jim Duggan        |                   |                   |                |                  |                  |                  |  |            |            |           |           |  |                   |                   |       |       |  |
|  | Brian Knobbs      | Brian Knobbs      | 5:04              |                   |                |                  |                  |                  |  |            |            |           |           |  |                   |                   |       |       |  |
|  | Brian Knobbs      | Brian Knobbs      | 5:04              |                   | Jim Duggan     | Jim Duggan       | Pin              |                  |  |            |            |           |           |  |                   |                   |       |       |  |
|  |                   |                   |                   |                   | Jim Duggan     | Jim Duggan       | Pin              |                  |  |            |            |           |           |  |                   |                   |       |       |  |
|  |                   |                   | Irwin R. Schyster | Irwin R. Schyster | 3:16           |                  |                  |                  |  |            |            |           |           |  |                   |                   |       |       |  |
|  | The Berzerker     | The Berzerker     | Irwin R. Schyster | Irwin R. Schyster | 3:16           | CO               |                  |                  |  |            |            |           |           |  |                   |                   |       |       |  |
|  | The Berzerker     | The Berzerker     |                   |                   |                |                  |                  |                  |  |            |            |           |           |  |                   |                   |       |       |  |
|  | Irwin R. Schyster | Irwin R. Schyster | 2:51              |                   |                |                  |                  |                  |  |            |            |           |           |  |                   |                   |       |       |  |
|  | Irwin R. Schyster | Irwin R. Schyster | 2:51              |                   |                |                  |                  |                  |  |            |            |           |           |  | Irwin R. Schyster | Irwin R. Schyster | Pin   |       |  |
|  |                   |                   |                   |                   |                |                  |                  |                  |  |            |            |           |           |  | Irwin R. Schyster | Irwin R. Schyster | Pin   |       |  |
|  |                   |                   | Bret Hart         | Bret Hart         | 10:00          |                  |                  |                  |  |            |            |           |           |  |                   |                   |       |       |  |
|  | Pete Doherty      | Pete Doherty      | Bret Hart         | Bret Hart         | 10:00          | Sub              |                  |                  |  |            |            |           |           |  |                   |                   |       |       |  |
|  | Pete Doherty      | Pete Doherty      |                   |                   |                |                  |                  |                  |  |            |            |           |           |  |                   |                   |       |       |  |
|  | Bret Hart         | Bret Hart         | 0:33              |                   |                |                  |                  |                  |  |            |            |           |           |  |                   |                   |       |       |  |
|  | Bret Hart         | Bret Hart         | 0:33              |                   | Bret Hart      | Bret Hart        | Sub              |                  |  |            |            |           |           |  |                   |                   |       |       |  |
|  |                   |                   |                   |                   | Bret Hart      | Bret Hart        | Sub              |                  |  |            |            |           |           |  |                   |                   |       |       |  |
|  |                   |                   | Skinner           | Skinner           | 4:47           |                  |                  |                  |  |            |            |           |           |  |                   |                   |       |       |  |
|  | Skinner           | Skinner           | Skinner           | Skinner           | 4:47           | Pin              |                  |                  |  |            |            |           |           |  |                   |                   |       |       |  |
|  | Skinner           | Skinner           |                   |                   |                |                  |                  |                  |  |            |            |           |           |  |                   |                   |       |       |  |
|  | Virgil            | Virgil            | 5:02              |                   |                |                  |                  |                  |  |            |            |           |           |  |                   |                   |       |       |  |
|  | Virgil            | Virgil            | 5:02              |                   |                |                  | Bret Hart        |                  |  |            |            |           |           |  |                   |                   |       |       |  |
|  |                   |                   |                   |                   |                |                  |                  |                  |  |            |            |           |           |  |                   |                   |       |       |  |
|  |                   |                   |                   |                   |                |                  |                  |                  |  |            |            |           |           |  |                   |                   |       |       |  |
|  | Sid Justice       | Sid Justice       | Pin               |                   |                |                  |                  |                  |  |            |            |           |           |  |                   |                   |       |       |  |
|  | Sid Justice       | Sid Justice       | Pin               |                   |                |                  |                  |                  |  |            |            |           |           |  |                   |                   |       |       |  |
|  | The Warlord       | The Warlord       | 3:23              |                   |                |                  |                  |                  |  |            |            |           |           |  |                   |                   |       |       |  |
|  | The Warlord       | The Warlord       | 3:23              |                   | The Undertaker | The Undertaker   | DDQ              |                  |  |            |            |           |           |  |                   |                   |       |       |  |
|  |                   |                   |                   |                   | The Undertaker | The Undertaker   | DDQ              |                  |  |            |            |           |           |  |                   |                   |       |       |  |
|  |                   |                   | Sid Justice       | Sid Justice       | 4:08           |                  |                  |                  |  |            |            |           |           |  |                   |                   |       |       |  |
|  | Animal            | Animal            | Sid Justice       | Sid Justice       | 4:08           | Pin              |                  |                  |  |            |            |           |           |  |                   |                   |       |       |  |
|  | Animal            | Animal            |                   |                   |                |                  |                  |                  |  |            |            |           |           |  |                   |                   |       |       |  |
|  | The Undertaker    | The Undertaker    | 3:40              |                   |                |                  |                  |                  |  |            |            |           |           |  |                   |                   |       |       |  |
|  | The Undertaker    | The Undertaker    | 3:40              |                   |                |                  |                  |                  |  |            |            |           |           |  |                   |                   |       |       |  |
|  |                   |                   |                   |                   |                |                  |                  |                  |  |            |            |           |           |  |                   |                   |       |       |  |

1. ↑  Pete Doherty fue sustituido por Kerry Von Erich.

#### 1993
El torneo fue realizado el 13 de junio de 1993 desde el Nutter Center en Dayton, Ohio. El torneo tuvo el siguiente desarrollo:
- KOTR Cuartos de final: Bret Hart derrotó a Razor Ramon  (10:25)
  - Hart cubrió a Ramon tras revertir "Back Suplex" desde la cuerda superior.
- KOTR Cuartos de final: Mr. Perfect derrotó a Mr. Hughes (con Harvey Wippleman) por descalificación (6:02)
  - Hughes recogió la urna que había robado de The Undertaker y golpeó a Perfect con ella. Como resultado, Hughes fue descalificado.
- KOTR Cuartos de final: Bam Bam Bigelow derrotó a Jim Duggan (4:59)
  - Bigelow cubrió a Duggan después de un "Diving headbutt"
- KOTR Cuartos de final: Lex Luger vs. Tatanka terminó en un empate por tiempo límite (15:00)
- KOTR Semi-Final: Bret Hart derrotó a Mr. Perfect (18:56)
  - Hart cubrió a Perfect después de revertir un "Small Package".
- Yokozuna (con Mr. Fuji) derrotó a Hulk Hogan (con Jimmy Hart) ganando el Campeonato de la WWF. (13:09)
  - Yokozuna cubrió a Hogan después de un "Leg Drop".
  - Durante la lucha Mr. Fuji interfirió distrayendo a Hogan.
  - Durante la lucha, Harvey Wippleman estaba disfrazado de fotógrafo y saltó al borde del ring. Su cámara explotó en la cara de Hogan, lo que le permitió a Yokozuna derribar a Hogan.
  - Después de la lucha, Yokozuna le aplicó a Hogan un "Banzai Drop".
  - Ésta fue la última aparición de Hogan en un PPV de WWF hasta 2002
- The Smoking Gunns (Bart Gunn y Billy Gunn) y The Steiner Brothers (Rick Steiner y Scott Steiner) derrotaron a The Headshrinkers (Fatu and Samu) y Money Inc. (Irwin R. Schyster and Ted DiBiase) (with Afa) (6:49)
  - Billy cubrió a DiBiase después de un "Small Package".
  - Después del partido, los equipos continuaron luchando entre sí hasta que los Steiners y Gunns despejaron a sus oponentes del ring.
- Shawn Michaels (con Diesel) derrotó a Crush reteniendo el Campeonato Intercontinental de la WWF (11:14)
  - Michaels cubrió a Crush después de un "Sweet Chin Music" en la nuca.
  - Dos luchadores vestidos como Doink the Clown llegaron al ring para distraer a Crush.
- KOTR Final: Bret Hart derrotó a Bam Bam Bigelow (18:11)
  - Hart cubrió a Bigelow después de un "Victory Roll".
  - Durante la coronación de Hart, Jerry Lawler apareció y lo atacó.

|  | Primera Ronda           | Primera Ronda           | Primera Ronda   |                 |             | Cuartos de final | Cuartos de final | Cuartos de final |  |           | Semifinal | Semifinal | Semifinal |  |           | Final     | Final | Final |  |
|  | (TV)                    | (TV)                    | (TV)            |                 |             | (PPV)            | (PPV)            | (PPV)            |  |           | (PPV)     | (PPV)     | (PPV)     |  |           | (PPV)     | (PPV) | (PPV) |  |
|  |                         |                         |                 |                 |             |                  |                  |                  |  |           |           |           |           |  |           |           |       |       |  |
|  |                         |                         |                 |                 |             |                  |                  |                  |  |           |           |           |           |  |           |           |       |       |  |
|  | Bret Hart               |                         |                 |                 |             |                  |                  |                  |  |           |           |           |           |  |           |           |       |       |  |
|  |                         |                         |                 |                 |             |                  |                  |                  |  |           |           |           |           |  |           |           |       |       |  |
|  |                         |                         |                 |                 |             |                  |                  |                  |  |           |           |           |           |  |           |           |       |       |  |
|  |                         | Bret Hart               | Bret Hart       | Pin             |             |                  |                  |                  |  |           |           |           |           |  |           |           |       |       |  |
|  |                         |                         |                 | Pin             |             |                  |                  |                  |  |           |           |           |           |  |           |           |       |       |  |
|  |                         |                         | Razor Ramón     | Razor Ramón     | 10:28       |                  |                  |                  |  |           |           |           |           |  |           |           |       |       |  |
|  | Razor Ramón             | Razor Ramón             | Razor Ramón     | Razor Ramón     | 10:28       | Pin              |                  |                  |  |           |           |           |           |  |           |           |       |       |  |
|  | Razor Ramón             | Razor Ramón             |                 |                 |             |                  |                  |                  |  |           |           |           |           |  |           |           |       |       |  |
|  | El Matador Tito Santana | El Matador Tito Santana | 3:21            |                 |             |                  |                  |                  |  |           |           |           |           |  |           |           |       |       |  |
|  | El Matador Tito Santana | El Matador Tito Santana | 3:21            |                 |             |                  |                  |                  |  | Bret Hart | Bret Hart | Pin       |           |  |           |           |       |       |  |
|  |                         |                         |                 |                 |             |                  |                  |                  |  | Bret Hart | Bret Hart | Pin       |           |  |           |           |       |       |  |
|  |                         |                         | Mr. Perfect     | Mr. Perfect     | 18:57       |                  |                  |                  |  |           |           |           |           |  |           |           |       |       |  |
|  | Mr. Perfect             | Mr. Perfect             | Mr. Perfect     | Mr. Perfect     | 18:57       | Pin              |                  |                  |  |           |           |           |           |  |           |           |       |       |  |
|  | Mr. Perfect             | Mr. Perfect             |                 |                 |             |                  |                  |                  |  |           |           |           |           |  |           |           |       |       |  |
|  | Doink the Clown         | Doink the Clown         | 11:30           |                 |             |                  |                  |                  |  |           |           |           |           |  |           |           |       |       |  |
|  | Doink the Clown         | Doink the Clown         | 11:30           |                 | Mr. Perfect | Mr. Perfect      | DQ               |                  |  |           |           |           |           |  |           |           |       |       |  |
|  |                         |                         |                 |                 | Mr. Perfect | Mr. Perfect      | DQ               |                  |  |           |           |           |           |  |           |           |       |       |  |
|  |                         |                         | Mr. Hughes      | Mr. Hughes      | 6:02        |                  |                  |                  |  |           |           |           |           |  |           |           |       |       |  |
|  | Kamala                  | Kamala                  | Mr. Hughes      | Mr. Hughes      | 6:02        | COR              |                  |                  |  |           |           |           |           |  |           |           |       |       |  |
|  | Kamala                  | Kamala                  |                 |                 |             |                  |                  |                  |  |           |           |           |           |  |           |           |       |       |  |
|  | Mr. Hughes              | Mr. Hughes              | 2:45            |                 |             |                  |                  |                  |  |           |           |           |           |  |           |           |       |       |  |
|  | Mr. Hughes              | Mr. Hughes              | 2:45            |                 |             |                  |                  |                  |  |           |           |           |           |  | Bret Hart | Bret Hart | Pin   |       |  |
|  |                         |                         |                 |                 |             |                  |                  |                  |  |           |           |           |           |  | Bret Hart | Bret Hart | Pin   |       |  |
|  |                         |                         | Bam Bam Bigelow | Bam Bam Bigelow | 18:20       |                  |                  |                  |  |           |           |           |           |  |           |           |       |       |  |
|  | Jim Duggan              | Jim Duggan              | Bam Bam Bigelow | Bam Bam Bigelow | 18:20       | Pin              |                  |                  |  |           |           |           |           |  |           |           |       |       |  |
|  | Jim Duggan              | Jim Duggan              |                 |                 |             |                  |                  |                  |  |           |           |           |           |  |           |           |       |       |  |
|  | Papa Shango             |                         |                 |                 |             |                  |                  |                  |  |           |           |           |           |  |           |           |       |       |  |
|  |                         | Jim Duggan              | Jim Duggan      | Pin             |             |                  |                  |                  |  |           |           |           |           |  |           |           |       |       |  |
|  |                         |                         |                 | Pin             |             |                  |                  |                  |  |           |           |           |           |  |           |           |       |       |  |
|  |                         |                         | Bam Bam Bigelow | Bam Bam Bigelow | 5:00        |                  |                  |                  |  |           |           |           |           |  |           |           |       |       |  |
|  | Bam Bam Bigelow         | Bam Bam Bigelow         | Bam Bam Bigelow | Bam Bam Bigelow | 5:00        | Pin              |                  |                  |  |           |           |           |           |  |           |           |       |       |  |
|  | Bam Bam Bigelow         | Bam Bam Bigelow         |                 |                 |             |                  |                  |                  |  |           |           |           |           |  |           |           |       |       |  |
|  | Typhoon                 | Typhoon                 | 5:08            |                 |             |                  |                  |                  |  |           |           |           |           |  |           |           |       |       |  |
|  | Typhoon                 | Typhoon                 | 5:08            |                 |             |                  | Bam Bam Bigelow  |                  |  |           |           |           |           |  |           |           |       |       |  |
|  |                         |                         |                 |                 |             |                  |                  |                  |  |           |           |           |           |  |           |           |       |       |  |
|  |                         |                         |                 |                 |             |                  |                  |                  |  |           |           |           |           |  |           |           |       |       |  |
|  | Bob Backlund            | Bob Backlund            | CO              |                 |             |                  |                  |                  |  |           |           |           |           |  |           |           |       |       |  |
|  | Bob Backlund            | Bob Backlund            | CO              |                 |             |                  |                  |                  |  |           |           |           |           |  |           |           |       |       |  |
|  | Lex Luger               | Lex Luger               | 4:53            |                 |             |                  |                  |                  |  |           |           |           |           |  |           |           |       |       |  |
|  | Lex Luger               | Lex Luger               | 4:53            |                 | Lex Luger   | Lex Luger        | Draw             |                  |  |           |           |           |           |  |           |           |       |       |  |
|  |                         |                         |                 |                 | Lex Luger   | Lex Luger        | Draw             |                  |  |           |           |           |           |  |           |           |       |       |  |
|  |                         |                         | Tatanka         | Tatanka         | 15:00       |                  |                  |                  |  |           |           |           |           |  |           |           |       |       |  |
|  | Tatanka                 | Tatanka                 | Tatanka         | Tatanka         | 15:00       | DQ               |                  |                  |  |           |           |           |           |  |           |           |       |       |  |
|  | Tatanka                 | Tatanka                 |                 |                 |             |                  |                  |                  |  |           |           |           |           |  |           |           |       |       |  |
|  | Giant Gonzales          | Giant Gonzales          | 2:59            |                 |             |                  |                  |                  |  |           |           |           |           |  |           |           |       |       |  |
|  | Giant Gonzales          | Giant Gonzales          | 2:59            |                 |             |                  |                  |                  |  |           |           |           |           |  |           |           |       |       |  |
|  |                         |                         |                 |                 |             |                  |                  |                  |  |           |           |           |           |  |           |           |       |       |  |

#### 1994
El torneo fue realizado el 19 de junio de 1994 desde el Baltimore Arena en Baltimore, Maryland. El torneo tuvo el siguiente desarrollo:
|  | Primera Ronda     | Primera Ronda     | Primera Ronda     |                   |                   | Cuartos de final  | Cuartos de final | Cuartos de final |  |             | Semifinales | Semifinales | Semifinales |  |             | Final       | Final | Final |  |
|  | (TV)              | (TV)              | (TV)              |                   |                   | (PPV)             | (PPV)            | (PPV)            |  |             | (PPV)       | (PPV)       | (PPV)       |  |             | (PPV)       | (PPV) | (PPV) |  |
|  |                   |                   |                   |                   |                   |                   |                  |                  |  |             |             |             |             |  |             |             |       |       |  |
|  |                   |                   |                   |                   |                   |                   |                  |                  |  |             |             |             |             |  |             |             |       |       |  |
|  | Kwang             | Kwang             | Pin               |                   |                   |                   |                  |                  |  |             |             |             |             |  |             |             |       |       |  |
|  | Kwang             | Kwang             | Pin               |                   |                   |                   |                  |                  |  |             |             |             |             |  |             |             |       |       |  |
|  | Razor Ramón       | Razor Ramón       | 9:42              |                   |                   |                   |                  |                  |  |             |             |             |             |  |             |             |       |       |  |
|  | Razor Ramón       | Razor Ramón       | 9:42              |                   | Razor Ramón       | Razor Ramón       | Pin              |                  |  |             |             |             |             |  |             |             |       |       |  |
|  |                   |                   |                   |                   | Razor Ramón       | Razor Ramón       | Pin              |                  |  |             |             |             |             |  |             |             |       |       |  |
|  |                   |                   | Bam Bam Bigelow   | Bam Bam Bigelow   | 8:24              |                   |                  |                  |  |             |             |             |             |  |             |             |       |       |  |
|  | Bam Bam Bigelow   | Bam Bam Bigelow   | Bam Bam Bigelow   | Bam Bam Bigelow   | 8:24              | Pin               |                  |                  |  |             |             |             |             |  |             |             |       |       |  |
|  | Bam Bam Bigelow   | Bam Bam Bigelow   |                   |                   |                   |                   |                  |                  |  |             |             |             |             |  |             |             |       |       |  |
|  | Sparky Plugg      | Sparky Plugg      | 6:28              |                   |                   |                   |                  |                  |  |             |             |             |             |  |             |             |       |       |  |
|  | Sparky Plugg      | Sparky Plugg      | 6:28              |                   |                   |                   |                  |                  |  | Razor Ramón | Razor Ramón | Pin         |             |  |             |             |       |       |  |
|  |                   |                   |                   |                   |                   |                   |                  |                  |  | Razor Ramón | Razor Ramón | Pin         |             |  |             |             |       |       |  |
|  |                   |                   | Irwin R. Schyster | Irwin R. Schyster | 5:13              |                   |                  |                  |  |             |             |             |             |  |             |             |       |       |  |
|  | Irwin R. Schyster | Irwin R. Schyster | Irwin R. Schyster | Irwin R. Schyster | 5:13              | Pin               |                  |                  |  |             |             |             |             |  |             |             |       |       |  |
|  | Irwin R. Schyster | Irwin R. Schyster |                   |                   |                   |                   |                  |                  |  |             |             |             |             |  |             |             |       |       |  |
|  | Scott Steiner     | Scott Steiner     | 6:51              |                   |                   |                   |                  |                  |  |             |             |             |             |  |             |             |       |       |  |
|  | Scott Steiner     | Scott Steiner     | 6:51              |                   | Irwin R. Schyster | Irwin R. Schyster | Pin              |                  |  |             |             |             |             |  |             |             |       |       |  |
|  |                   |                   |                   |                   | Irwin R. Schyster | Irwin R. Schyster | Pin              |                  |  |             |             |             |             |  |             |             |       |       |  |
|  |                   |                   | Mabel             | Mabel             | 5:34              |                   |                  |                  |  |             |             |             |             |  |             |             |       |       |  |
|  | Mabel             | Mabel             | Mabel             | Mabel             | 5:34              | Pin               |                  |                  |  |             |             |             |             |  |             |             |       |       |  |
|  | Mabel             | Mabel             |                   |                   |                   |                   |                  |                  |  |             |             |             |             |  |             |             |       |       |  |
|  | Pierre Oulette    | Pierre Oulette    | 2:57              |                   |                   |                   |                  |                  |  |             |             |             |             |  |             |             |       |       |  |
|  | Pierre Oulette    | Pierre Oulette    | 2:57              |                   |                   |                   |                  |                  |  |             |             |             |             |  | Razor Ramón | Razor Ramón | 6:35  |       |  |
|  |                   |                   |                   |                   |                   |                   |                  |                  |  |             |             |             |             |  | Razor Ramón | Razor Ramón | 6:35  |       |  |
|  |                   |                   | Owen Hart         | Owen Hart         | Pin               |                   |                  |                  |  |             |             |             |             |  |             |             |       |       |  |
|  | Doink the Clown   | Doink the Clown   | Owen Hart         | Owen Hart         | Pin               | Pin               |                  |                  |  |             |             |             |             |  |             |             |       |       |  |
|  | Doink the Clown   | Doink the Clown   |                   |                   |                   |                   |                  |                  |  |             |             |             |             |  |             |             |       |       |  |
|  | Owen Hart         | Owen Hart         | 10:43             |                   |                   |                   |                  |                  |  |             |             |             |             |  |             |             |       |       |  |
|  | Owen Hart         | Owen Hart         | 10:43             |                   | Owen Hart         | Owen Hart         | Pin              |                  |  |             |             |             |             |  |             |             |       |       |  |
|  |                   |                   |                   |                   | Owen Hart         | Owen Hart         | Pin              |                  |  |             |             |             |             |  |             |             |       |       |  |
|  |                   |                   | Tatanka           | Tatanka           | 8:18              |                   |                  |                  |  |             |             |             |             |  |             |             |       |       |  |
|  | Crush             | Crush             | Tatanka           | Tatanka           | 8:18              | Pin               |                  |                  |  |             |             |             |             |  |             |             |       |       |  |
|  | Crush             | Crush             |                   |                   |                   |                   |                  |                  |  |             |             |             |             |  |             |             |       |       |  |
|  | Tatanka           | Tatanka           | 17:08             |                   |                   |                   |                  |                  |  |             |             |             |             |  |             |             |       |       |  |
|  | Tatanka           | Tatanka           | 17:08             |                   |                   |                   |                  |                  |  | Owen Hart   | Owen Hart   | Sub         |             |  |             |             |       |       |  |
|  |                   |                   |                   |                   |                   |                   |                  |                  |  | Owen Hart   | Owen Hart   | Sub         |             |  |             |             |       |       |  |
|  |                   |                   | 1-2-3 Kid         | 1-2-3 Kid         | 3:37              |                   |                  |                  |  |             |             |             |             |  |             |             |       |       |  |
|  | 1-2-3 Kid         | 1-2-3 Kid         | 1-2-3 Kid         | 1-2-3 Kid         | 3:37              | Pin               |                  |                  |  |             |             |             |             |  |             |             |       |       |  |
|  | 1-2-3 Kid         | 1-2-3 Kid         |                   |                   |                   |                   |                  |                  |  |             |             |             |             |  |             |             |       |       |  |
|  | Adam Bomb         | Adam Bomb         | 5:13              |                   |                   |                   |                  |                  |  |             |             |             |             |  |             |             |       |       |  |
|  | Adam Bomb         | Adam Bomb         | 5:13              |                   | 1-2-3 Kid         | 1-2-3 Kid         | Pin              |                  |  |             |             |             |             |  |             |             |       |       |  |
|  |                   |                   |                   |                   | 1-2-3 Kid         | 1-2-3 Kid         | Pin              |                  |  |             |             |             |             |  |             |             |       |       |  |
|  |                   |                   | Jeff Jarrett      | Jeff Jarrett      | 4:39              |                   |                  |                  |  |             |             |             |             |  |             |             |       |       |  |
|  | Jeff Jarrett      | Jeff Jarrett      | Jeff Jarrett      | Jeff Jarrett      | 4:39              | CO                |                  |                  |  |             |             |             |             |  |             |             |       |       |  |
|  | Jeff Jarrett      | Jeff Jarrett      |                   |                   |                   |                   |                  |                  |  |             |             |             |             |  |             |             |       |       |  |
|  | Lex Luger         | Lex Luger         | 6:52              |                   |                   |                   |                  |                  |  |             |             |             |             |  |             |             |       |       |  |
|  | Lex Luger         | Lex Luger         | 6:52              |                   |                   |                   |                  |                  |  |             |             |             |             |  |             |             |       |       |  |
|  |                   |                   |                   |                   |                   |                   |                  |                  |  |             |             |             |             |  |             |             |       |       |  |

- KOTR Cuartos de final: Razor Ramon derrotó a Bam Bam Bigelow (con Luna Vachon) (8:24)
  - Ramon cubrió a Bigelow después de un "Roll up" desde la tercera cuerda.
- KOTR Cuartos de final: Irwin R. Schyster derrotó a Mabel (con Oscar) (5:34)
  - IRS cubrió a Mabel después de un "Roll up" ayudado de las cuerdas.
- KOTR Cuartos de final: Owen Hart derrotó a Tatanka (8:18)
  - Hart cubrió a Tatanka después de revertir un "Sunset flip".
- KOTR Cuartos de final:The 1–2–3 Kid derrotó a Jeff Jarrett (4:39)
  - Kid cubrió a Jarrett tras un "Small Package".
  - Después de la pelea, Jarrett atacó a Kid con três "Piledrivers".
- El Campeón Intercontinental de la WWF Diesel (con Shawn Michaels) derrotó al Campeón de la WWF Bret Hart (con Jim Neidhart) por descalificación. (22:51)
  - Hart fue descalificado después de que Neidhart atacara a Diesel.
  - Durante la lucha, Michaels interfirió ayudando a Diesel.
  - Después de la pelea, Diesel y Michaels atacaron a Hart.
  - Como consecuencia, Hart retuvo el campeonato.
  - El cinturón de Diesel no estaba en juego.
- KOTR Semi-Final: Razor Ramon derrotó a Irwin R. Schyster (5:13)
  - Ramon cubrió a IRS después de un "Razor's Edge".
- KOTR Semi-Final: Owen Hart derrotó a The 1–2–3 Kid (3:37)
  - Hart forzó a Kid a rendirse con un "Sharpshooter".
- The Headshrinkers (Fatu y Samu) (con Afa y Lou Albano) derrotaron a Yokozuna y Crush (con Jim Cornette y Mr. Fuji) retuviendo los Campeonatos en Parejas de la WWF (9:16)
  - Fatu cubrió a Crush después de un "Superkick".
  - Durante la lucha, Lex Luger se acercó al ring y distrayó a Crush.
  - Durante la lucha, Mr. Fuji ayudó a su equipo golpeando a Fatu con la bandera japonesa pero el árbitro no lo vio.
- KOTR Final: Owen Hart derrotó a Razor Ramon (6:35)
  - Hart cubrió a Ramon después de un "Diving elbow drop".
  - Durante la lucha, Jim Neidhart interfirió atacando a Ramon pero el árbitro no lo vio.
  - Después de la lucha, Hart y Neidhart atacarón a Ramon con un "Hart Attack".
- Roddy Piper derrotó a Jerry Lawler (12:30)
  - Piper cubrió a Lawler después de un "Back Suplex".

#### 1995
King of the Ring 1995 tuvo lugar el 25 de junio de 1995 en el CoreStates Spectrum en Filadelfia, Pensilvania
- KOTR lucha clasificatoria: Savio Vega (con Razor Ramon) derrotó a Irwin R. Schyster (con Ted DiBiase) (5:01)
  - Vega cubrió a IRS después de un "Caribbean Kick"
- KOTR Cuartos de final: Savio Vega (con Razor Ramon) derrotó a Campeón en Parejas de la WWF Yokozuna (con Jim Cornette y Mr. Fuji) por cuenta fuera (8:24)
  - Vega ganó luego de que Yokozuna no volviera al ring antes de la cuenta de 10.
- KOTR Cuartos de final: The Roadie (con el Campeón Intercontinental de la WWF Jeff Jarrett) derrotó a Bob Holly (7:11)
  - Roadie cubrió a Holly después de bloquear un "Splash" con su bota.
- KOTR Cuartos de final: Kama (con Ted DiBiase) vs. Shawn Michaels terminó en un empate por tiempo límite (15:00)
  - Después de la pelea, Kama atacó a Michaels pero este revidó con un "Sweet Chin Music".
- KOTR Cuartos de final: Mabel (con Mo) derrotó a The Undertaker (con Paul Bearer) (10:44)
  - Mabel cubrió a The Undertaker después de un "Leg drop".
  - Kama y Mo interfirieron en favor de Mabel atacando a The Undertaker pero el árbitro no lo vio.
- KOTR Semi-final: Savio Vega (con Razor Ramon) derrotó a The Roadie (con el Campeón Intercontinental de la WWF Jeff Jarrett) (6:36)
  - Vega cubrió a Roadie después de un "Roll up".
- Bret Hart derrotó a Jerry Lawler en un "Kiss My Foot" match (9:20)
  - Hart forzó a Lawler a rendirse con un "Sharpshooter".
  - Durante la pelea, Hakushi y Shinja interfirieron en favor de Lawler.
  - Después de la lucha, Hakushi y Shinja intentaron atacar a Hart pero este los atacó
  - Como consecuencia, Lawler debió besar el pie de Hart.
- KOTR Final: Mabel (con Mo) derrotó a Savio Vega (con Razor Ramon) (8:32)
  - Mabel cubrió a Vega después de un "Big Splash".
  - Después de la pelea, Mabel y Mo atacaron a Razor Ramon. 1-2-3 Kid vino a rescatar a Ramon pero este también fue atacado por Mabel y Mo.
- Bam Bam Bigelow y Campeón de la WWF Diesel derrotaron a Sycho Sid y Tatanka (con Ted DiBiase) (17:35)
  - Diesel cubrió a Tatanka después de un "Jackknife Powermbomb".

|  | Primera Ronda   | Primera Ronda   | Primera Ronda  |                |           | Cuartos de final | Cuartos de final | Cuartos de final |  |            | Semifinales | Semifinales | Semifinales |  |       | Final | Final | Final |  |
|  | (TV)            | (TV)            | (TV)           |                |           | (PPV)            | (PPV)            | (PPV)            |  |            | (PPV)       | (PPV)       | (PPV)       |  |       | (PPV) | (PPV) | (PPV) |  |
|  |                 |                 |                |                |           |                  |                  |                  |  |            |             |             |             |  |       |       |       |       |  |
|  |                 |                 |                |                |           |                  |                  |                  |  |            |             |             |             |  |       |       |       |       |  |
|  | Adam Bomb       | Adam Bomb       | Pin            |                |           |                  |                  |                  |  |            |             |             |             |  |       |       |       |       |  |
|  | Adam Bomb       | Adam Bomb       | Pin            |                |           |                  |                  |                  |  |            |             |             |             |  |       |       |       |       |  |
|  | Mabel           | Mabel           | 1:54           |                |           |                  |                  |                  |  |            |             |             |             |  |       |       |       |       |  |
|  | Mabel           | Mabel           | 1:54           |                | Mabel     | Mabel            | Pin              |                  |  |            |             |             |             |  |       |       |       |       |  |
|  |                 |                 |                |                | Mabel     | Mabel            | Pin              |                  |  |            |             |             |             |  |       |       |       |       |  |
|  |                 |                 | The Undertaker | The Undertaker | 10:44     |                  |                  |                  |  |            |             |             |             |  |       |       |       |       |  |
|  | Jeff Jarrett    | Jeff Jarrett    | The Undertaker | The Undertaker | 10:44     | Pin              |                  |                  |  |            |             |             |             |  |       |       |       |       |  |
|  | Jeff Jarrett    | Jeff Jarrett    |                |                |           |                  |                  |                  |  |            |             |             |             |  |       |       |       |       |  |
|  | The Undertaker  | The Undertaker  | 8:55           |                |           |                  |                  |                  |  |            |             |             |             |  |       |       |       |       |  |
|  | The Undertaker  | The Undertaker  | 8:55           |                |           |                  | Mabel            |                  |  |            |             |             |             |  |       |       |       |       |  |
|  |                 |                 |                |                |           |                  |                  |                  |  |            |             |             |             |  |       |       |       |       |  |
|  |                 |                 | BYE            |                |           |                  |                  |                  |  |            |             |             |             |  |       |       |       |       |  |
|  | Kama            | Kama            | Pin            |                |           |                  |                  |                  |  |            |             |             |             |  |       |       |       |       |  |
|  | Kama            | Kama            | Pin            |                |           |                  |                  |                  |  |            |             |             |             |  |       |       |       |       |  |
|  | Duke Droese     | Duke Droese     | 2:51           |                |           |                  |                  |                  |  |            |             |             |             |  |       |       |       |       |  |
|  | Duke Droese     | Duke Droese     | 2:51           |                | Kama      | Kama             | Empate           |                  |  |            |             |             |             |  |       |       |       |       |  |
|  |                 |                 |                |                | Kama      | Kama             | Empate           |                  |  |            |             |             |             |  |       |       |       |       |  |
|  |                 |                 | Shawn Michaels | Shawn Michaels | 15:00     |                  |                  |                  |  |            |             |             |             |  |       |       |       |       |  |
|  | King Kong Bundy | King Kong Bundy | Shawn Michaels | Shawn Michaels | 15:00     | Pin              |                  |                  |  |            |             |             |             |  |       |       |       |       |  |
|  | King Kong Bundy | King Kong Bundy |                |                |           |                  |                  |                  |  |            |             |             |             |  |       |       |       |       |  |
|  | Shawn Michaels  | Shawn Michaels  | 6:01           |                |           |                  |                  |                  |  |            |             |             |             |  |       |       |       |       |  |
|  | Shawn Michaels  | Shawn Michaels  | 6:01           |                |           |                  |                  |                  |  |            |             |             |             |  | Mabel | Mabel | Pin   |       |  |
|  |                 |                 |                |                |           |                  |                  |                  |  |            |             |             |             |  | Mabel | Mabel | Pin   |       |  |
|  |                 |                 | Savio Vega     | Savio Vega     | 8:32      |                  |                  |                  |  |            |             |             |             |  |       |       |       |       |  |
|  | Bob Holly       | Bob Holly       | Savio Vega     | Savio Vega     | 8:32      | Pin              |                  |                  |  |            |             |             |             |  |       |       |       |       |  |
|  | Bob Holly       | Bob Holly       |                |                |           |                  |                  |                  |  |            |             |             |             |  |       |       |       |       |  |
|  | Mantaur         | Mantaur         | 5:29           |                |           |                  |                  |                  |  |            |             |             |             |  |       |       |       |       |  |
|  | Mantaur         | Mantaur         | 5:29           |                | Bob Holly | Bob Holly        | Pin              |                  |  |            |             |             |             |  |       |       |       |       |  |
|  |                 |                 |                |                | Bob Holly | Bob Holly        | Pin              |                  |  |            |             |             |             |  |       |       |       |       |  |
|  |                 |                 | The Roadie     | The Roadie     | 7:30      |                  |                  |                  |  |            |             |             |             |  |       |       |       |       |  |
|  | The Roadie      | The Roadie      | The Roadie     | The Roadie     | 7:30      | Pin              |                  |                  |  |            |             |             |             |  |       |       |       |       |  |
|  | The Roadie      | The Roadie      |                |                |           |                  |                  |                  |  |            |             |             |             |  |       |       |       |       |  |
|  | Doink the Clown | Doink the Clown | 5:04           |                |           |                  |                  |                  |  |            |             |             |             |  |       |       |       |       |  |
|  | Doink the Clown | Doink the Clown | 5:04           |                |           |                  |                  |                  |  | The Roadie | The Roadie  | Pin         |             |  |       |       |       |       |  |
|  |                 |                 |                |                |           |                  |                  |                  |  | The Roadie | The Roadie  | Pin         |             |  |       |       |       |       |  |
|  |                 |                 | Savio Vega     | Savio Vega     | 6:36      |                  |                  |                  |  |            |             |             |             |  |       |       |       |       |  |
|  | Lex Luger       | Lex Luger       | Savio Vega     | Savio Vega     | 6:36      | CO               |                  |                  |  |            |             |             |             |  |       |       |       |       |  |
|  | Lex Luger       | Lex Luger       |                |                |           |                  |                  |                  |  |            |             |             |             |  |       |       |       |       |  |
|  | Yokozuna        | Yokozuna        | 8:07           |                |           |                  |                  |                  |  |            |             |             |             |  |       |       |       |       |  |
|  | Yokozuna        | Yokozuna        | 8:07           |                | Yokozuna  | Yokozuna         | CO               |                  |  |            |             |             |             |  |       |       |       |       |  |
|  |                 |                 |                |                | Yokozuna  | Yokozuna         | CO               |                  |  |            |             |             |             |  |       |       |       |       |  |
|  |                 |                 | Savio Vega     | Savio Vega     | 8:24      |                  |                  |                  |  |            |             |             |             |  |       |       |       |       |  |
|  | Razor Ramón     | Razor Ramón     | Savio Vega     | Savio Vega     | 8:24      | Pin              |                  |                  |  |            |             |             |             |  |       |       |       |       |  |
|  | Razor Ramón     | Razor Ramón     |                |                |           |                  |                  |                  |  |            |             |             |             |  |       |       |       |       |  |
|  | Jacob Blu       | Jacob Blu       | 7:46           |                |           |                  |                  |                  |  |            |             |             |             |  |       |       |       |       |  |
|  | Jacob Blu       | Jacob Blu       | 7:46           |                |           |                  |                  |                  |  |            |             |             |             |  |       |       |       |       |  |
|  |                 |                 |                |                |           |                  |                  |                  |  |            |             |             |             |  |       |       |       |       |  |

#### 1996
King of the Ring 1996 tuvo lugar el 23 de junio de 1996 en el MECCA Arena en Milwaukee, Wisconsin.
- Free for All match: The Bodydonnas (Skip and Zip) (con Kloudi) derrotó a The New Rockers (Leif Cassidy y Marty Jannetty) (08:06)
  - Skip cubrió a Cassidy después de un "Schoolboy" después que el mánager de Bodydonnas, Kloudi, besó a Cassidy.
- Free for All match: Hunter Hearst Helmsley derrotó a Aldo Montoya.

- KOTR Semi-Final: Stone Cold Steve Austin derrotó a Marc Mero (con Sable) (16:49)
  - Austin cubrió a Mero después de un "Stone Cold Stunner".
- KOTR Semi-Final: Jake Roberts derrotó a Vader por descalificación (03:34)
  - Vader empujó al árbitro mientras Roberts le golpeaba con un "DDT". Como resultado del árbitro, Vader fue descalificado.
  - Vader después de la pelea golpeó a Roberts con un "Vader Bomb".
- The Smoking Gunns (Bart Gunn y Billy Gunn) (con Sunny) derrotó a The Godwinns (Henry O. Godwinn y Phineas I. Godwinn) (con Hillbilly Jim) reteniendo los  Campeonatos en Parejas de la WWF (10:10)
  - Billy cubrió a Phineas después que Bart golpéo la cabeza de Phineas con una bota.
- The Ultimate Warrior derrotó a Jerry Lawler (03:50)
  - Warrior cubrió a Lawler después de un "Leaping shoulder block".
- Mankind derrotó a The Undertaker (con Paul Bearer) (18:21)
  - Mankind noqueó a Undertaker con su "Mandible Claw".
  - Durante la pelea, Bearer intentó golpear a Mankind con la urna, pero accidentalmente golpeó a Undertaker.
- Ahmed Johnson derrotó a Goldust (con Marlena) ganando el Campeonato Intercontinental de la WWF (15:34)
  - Johnson cubrió a Goldust después de un "Pearl River Plunge".
- KOTR Final: Stone Cold Steve Austin derrotó a Jake Roberts (04:28)
  - Austin cubrió a Roberts después de un "Stone Cold Stunner".
  - Después del partido, Austin se burló de la gimmick de Roberts durante su coronación como King of the Ring al pronunciar una cita:

Te sientas ahí y golpeas tu Biblia, y dices tus oraciones, ¡y no te lleva a ninguna parte! Habla de tus salmos, habla de Juan 3, 16 ... Austin 3:16 dice ¡Acabo de patearte el trasero!
Stone Cold Steve Austin, King of the Ring 1996 –  23 de junio de 1996

- Shawn Michaels (con José Lothario) derrotó a The British Bulldog (con Diana Smith y Jim Cornette) (con Mr. Perfect como árbitro especial) reteniendo el Campeonato de la WWF (26:24)
  - Michaels cubrió a Bulldog después de un "Sweet Chin Music".
  - Mr. Perfect estaba programado para arbitrar el partido, pero en el último minuto el presidente Gorilla Monsoon decidió que Perfect estaría arbitrando fuera del ring (debido al controvertido arbitraje de Perfect en WrestleMania X) mientras que Earl Hebner sería el árbitro interno.
  - Después del partido, Bulldog y Hart atacaron a Michaels. Johnson vino a rescatar a Michaels hasta que el compañero de equipo de Bulldog y Hart, Vader, se unió a Bulldog y Hart para atacar a Michaels y Johnson. Warrior salió a rescatar a Michaels y Johnson de Bulldog, Hart y Vader.

|  | Primera Ronda    | Primera Ronda    | Primera Ronda   |                 |              | Cuartos de final | Cuartos de final | Cuartos de final |  |              | Semifinales  | Semifinales | Semifinales |  |              | Final        | Final | Final |  |
|  | (TV)             | (TV)             | (TV)            |                 |              | (TV)             | (TV)             | (TV)             |  |              | (PPV)        | (PPV)       | (PPV)       |  |              | (PPV)        | (PPV) | (PPV) |  |
|  |                  |                  |                 |                 |              |                  |                  |                  |  |              |              |             |             |  |              |              |       |       |  |
|  |                  |                  |                 |                 |              |                  |                  |                  |  |              |              |             |             |  |              |              |       |       |  |
|  | Ahmed Johnson    | Ahmed Johnson    | Pin             |                 |              |                  |                  |                  |  |              |              |             |             |  |              |              |       |       |  |
|  | Ahmed Johnson    | Ahmed Johnson    | Pin             |                 |              |                  |                  |                  |  |              |              |             |             |  |              |              |       |       |  |
|  | Vader            | Vader            | 11:32           |                 |              |                  |                  |                  |  |              |              |             |             |  |              |              |       |       |  |
|  | Vader            | Vader            | 11:32           | Vader           |              |                  |                  |                  |  |              |              |             |             |  |              |              |       |       |  |
|  |                  |                  |                 |                 |              |                  |                  |                  |  |              |              |             |             |  |              |              |       |       |  |
|  |                  |                  | BYE             |                 |              |                  |                  |                  |  |              |              |             |             |  |              |              |       |       |  |
|  | Goldust          | Goldust          | DCO             |                 |              |                  |                  |                  |  |              |              |             |             |  |              |              |       |       |  |
|  | Goldust          | Goldust          | DCO             |                 |              |                  |                  |                  |  |              |              |             |             |  |              |              |       |       |  |
|  | Ultimate Warrior | Ultimate Warrior | 15:20           |                 |              |                  |                  |                  |  |              |              |             |             |  |              |              |       |       |  |
|  | Ultimate Warrior | Ultimate Warrior | 15:20           |                 |              |                  |                  |                  |  | Vader        | Vader        | DQ          |             |  |              |              |       |       |  |
|  |                  |                  |                 |                 |              |                  |                  |                  |  | Vader        | Vader        | DQ          |             |  |              |              |       |       |  |
|  |                  |                  | Jake Roberts    | Jake Roberts    | 3:34         |                  |                  |                  |  |              |              |             |             |  |              |              |       |       |  |
|  | Triple H         | Triple H         | Jake Roberts    | Jake Roberts    | 3:34         | Pin              |                  |                  |  |              |              |             |             |  |              |              |       |       |  |
|  | Triple H         | Triple H         |                 |                 |              |                  |                  |                  |  |              |              |             |             |  |              |              |       |       |  |
|  | Jake Roberts     | Jake Roberts     | 9:34            |                 |              |                  |                  |                  |  |              |              |             |             |  |              |              |       |       |  |
|  | Jake Roberts     | Jake Roberts     | 9:34            |                 | Jake Roberts | Jake Roberts     | Pin              |                  |  |              |              |             |             |  |              |              |       |       |  |
|  |                  |                  |                 |                 | Jake Roberts | Jake Roberts     | Pin              |                  |  |              |              |             |             |  |              |              |       |       |  |
|  |                  |                  | Justin Bradshaw | Justin Bradshaw | 6:15         |                  |                  |                  |  |              |              |             |             |  |              |              |       |       |  |
|  | Justin Bradshaw  | Justin Bradshaw  | Justin Bradshaw | Justin Bradshaw | 6:15         | Pin              |                  |                  |  |              |              |             |             |  |              |              |       |       |  |
|  | Justin Bradshaw  | Justin Bradshaw  |                 |                 |              |                  |                  |                  |  |              |              |             |             |  |              |              |       |       |  |
|  | Henry Godwinn    | Henry Godwinn    | 7:39            |                 |              |                  |                  |                  |  |              |              |             |             |  |              |              |       |       |  |
|  | Henry Godwinn    | Henry Godwinn    | 7:39            |                 |              |                  |                  |                  |  |              |              |             |             |  | Jake Roberts | Jake Roberts | Pin   |       |  |
|  |                  |                  |                 |                 |              |                  |                  |                  |  |              |              |             |             |  | Jake Roberts | Jake Roberts | Pin   |       |  |
|  |                  |                  | Steve Austin    | Steve Austin    | 4:28         |                  |                  |                  |  |              |              |             |             |  |              |              |       |       |  |
|  | Steve Austin     | Steve Austin     | Steve Austin    | Steve Austin    | 4:28         | Sub              |                  |                  |  |              |              |             |             |  |              |              |       |       |  |
|  | Steve Austin     | Steve Austin     |                 |                 |              |                  |                  |                  |  |              |              |             |             |  |              |              |       |       |  |
|  | Bob Holly        | Bob Holly        | 9:34            |                 |              |                  |                  |                  |  |              |              |             |             |  |              |              |       |       |  |
|  | Bob Holly        | Bob Holly        | 9:34            |                 | Steve Austin | Steve Austin     | Pin              |                  |  |              |              |             |             |  |              |              |       |       |  |
|  |                  |                  |                 |                 | Steve Austin | Steve Austin     | Pin              |                  |  |              |              |             |             |  |              |              |       |       |  |
|  |                  |                  | Savio Vega      | Savio Vega      | 8:10         |                  |                  |                  |  |              |              |             |             |  |              |              |       |       |  |
|  | Marty Jannetty   | Marty Jannetty   | Savio Vega      | Savio Vega      | 8:10         | Pin              |                  |                  |  |              |              |             |             |  |              |              |       |       |  |
|  | Marty Jannetty   | Marty Jannetty   |                 |                 |              |                  |                  |                  |  |              |              |             |             |  |              |              |       |       |  |
|  | Savio Vega       | Savio Vega       | 7:25            |                 |              |                  |                  |                  |  |              |              |             |             |  |              |              |       |       |  |
|  | Savio Vega       | Savio Vega       | 7:25            |                 |              |                  |                  |                  |  | Steve Austin | Steve Austin | Pin         |             |  |              |              |       |       |  |
|  |                  |                  |                 |                 |              |                  |                  |                  |  | Steve Austin | Steve Austin | Pin         |             |  |              |              |       |       |  |
|  |                  |                  | Marc Mero       | Marc Mero       | 16:49        |                  |                  |                  |  |              |              |             |             |  |              |              |       |       |  |
|  | Marc Mero        | Marc Mero        | Marc Mero       | Marc Mero       | 16:49        | Pin              |                  |                  |  |              |              |             |             |  |              |              |       |       |  |
|  | Marc Mero        | Marc Mero        |                 |                 |              |                  |                  |                  |  |              |              |             |             |  |              |              |       |       |  |
|  | Skip             | Skip             | 10:28           |                 |              |                  |                  |                  |  |              |              |             |             |  |              |              |       |       |  |
|  | Skip             | Skip             | 10:28           |                 | Marc Mero    | Marc Mero        | Pin              |                  |  |              |              |             |             |  |              |              |       |       |  |
|  |                  |                  |                 |                 | Marc Mero    | Marc Mero        | Pin              |                  |  |              |              |             |             |  |              |              |       |       |  |
|  |                  |                  | Owen Hart       | Owen Hart       | 9:43         |                  |                  |                  |  |              |              |             |             |  |              |              |       |       |  |
|  | Owen Hart        | Owen Hart        | Owen Hart       | Owen Hart       | 9:43         | Pin              |                  |                  |  |              |              |             |             |  |              |              |       |       |  |
|  | Owen Hart        | Owen Hart        |                 |                 |              |                  |                  |                  |  |              |              |             |             |  |              |              |       |       |  |
|  | Yokozuna         | Yokozuna         | 3:58            |                 |              |                  |                  |                  |  |              |              |             |             |  |              |              |       |       |  |
|  | Yokozuna         | Yokozuna         | 3:58            |                 |              |                  |                  |                  |  |              |              |             |             |  |              |              |       |       |  |
|  |                  |                  |                 |                 |              |                  |                  |                  |  |              |              |             |             |  |              |              |       |       |  |

#### 1997
King of the Ring 1997 tuvo lugar el 8 de junio de 1997 en el Providence Civic Center en Providence, Rhode Island
- KOTR Semi-Final: Hunter Hearst Helmsley (con Chyna) derrotó a Ahmed Johnson (7:42)
  - Helmsley cubrió a Johnson después de un "Pedigree"
  - Chyna interfirió en la pelea distrayendo a Johnson.
- KOTR Semi-Final: Mankind derrotó a Jerry Lawler (10:22)
  - Mankind forzó a Lawler a rendirse con un "Mandible Claw".
- Goldust (con Marlena) derrotó a Crush (9:54)
  - Goldust derrotó a Crush después de un "DDT".
- The Hart Foundation (Owen Hart, The British Bulldog e Jim Neidhart) derrotaron a Sycho Sid y los Legion of Doom (Road Warrior Hawk y Road Warrior Animal) (13:37)
  - Owen cubrió a Sid después de un "Sunset flip" desde la tercera cuerda mientras Sid intentaba hacer un Powerbomb en Bulldog.
- KOTR Final: Hunter Hearst Helmsley derrotó a Mankind ganando el torneo King of the Ring (19:24)
  - Helmsley cubrió a Mankind después de un "Pedigree"
  - Chyna interfirió en la pelea atacando a Mankind.
  - Después de la lucha, Helmsley atacó a Mankind con una corona.
- El Campeón en Parejas de la WWF Shawn Michaels y Campeón en Parejas de la WWF "Stone Cold" Steve Austin pelearon entre sí terminando en doble descalificación (22:28)
  - El primer árbitro fue noqueado durante la pelea. Austin golpeó a Michaels con un Stone Cold Stunner. Levantó al árbitro y también lo golpeó con un Stone Cold Stunner. Esto le dio tiempo a Michaels para recuperarse y golpeó a Austin con Sweet Chin Music e intentó atrapar a Austin. Un segundo árbitro salió en el partido, pero en lugar de contar el pinfall para Michaels, verificó al primer árbitro. Esto enfureció a Michaels y atacó al árbitro de reemplazo. El tercer árbitro Earl Hebner entró y descalificó a Austin y Michaels por atacar a los árbitros. Como resultado, el partido resultó en una doble descalificación, pero Michaels y Austin continuaron luchando entre sí.
  - Durante la lucha, un fanático menor de edad salió del recinto y fue consolado por Michaels antes de abandonar el recinto.
- The Undertaker (con Paul Bearer) derrotó a Faarooq reteniendo el Campeonato de la WWF (13:45)
  - Undertaker cubrió a Faarooq después de un "Tombstone Piledriver".
  - Durante la pelea, Nation of Domination interfirió a favor de Faarooq.
  - Después de la pelea, Ahmed Johnson atacó a Undertaker con un Pearl River Plunge.

|  | Cuartos de final | Cuartos de final | Cuartos de final |          |               | Semifinales   | Semifinales | Semifinales |  |          | Final    | Final | Final |  |
|  | (TV)             | (TV)             | (TV)             |          |               | (PPV)         | (PPV)       | (PPV)       |  |          | (PPV)    | (PPV) | (PPV) |  |
|  |                  |                  |                  |          |               |               |             |             |  |          |          |       |       |  |
|  |                  |                  |                  |          |               |               |             |             |  |          |          |       |       |  |
|  | Ahmed Johnson    | Ahmed Johnson    | DQ               |          |               |               |             |             |  |          |          |       |       |  |
|  | Ahmed Johnson    | Ahmed Johnson    | DQ               |          |               |               |             |             |  |          |          |       |       |  |
|  | Triple H         | Triple H         | 3:25             |          |               |               |             |             |  |          |          |       |       |  |
|  | Triple H         | Triple H         | 3:25             |          | Ahmed Johnson | Ahmed Johnson | Pin         |             |  |          |          |       |       |  |
|  |                  |                  |                  |          | Ahmed Johnson | Ahmed Johnson | Pin         |             |  |          |          |       |       |  |
|  |                  |                  | Triple H         | Triple H | 7:42          |               |             |             |  |          |          |       |       |  |
|  | Triple H         | Triple H         | Triple H         | Triple H | 7:42          | Pin           |             |             |  |          |          |       |       |  |
|  | Triple H         | Triple H         |                  |          |               |               |             |             |  |          |          |       |       |  |
|  | Crush            | Crush            | 18:56            |          |               |               |             |             |  |          |          |       |       |  |
|  | Crush            | Crush            | 18:56            |          |               |               |             |             |  | Triple H | Triple H | Pin   |       |  |
|  |                  |                  |                  |          |               |               |             |             |  | Triple H | Triple H | Pin   |       |  |
|  |                  |                  | Mankind          | Mankind  | 19:28         |               |             |             |  |          |          |       |       |  |
|  | Goldust          | Goldust          | Mankind          | Mankind  | 19:28         | Pin           |             |             |  |          |          |       |       |  |
|  | Goldust          | Goldust          |                  |          |               |               |             |             |  |          |          |       |       |  |
|  | Jerry Lawler     | Jerry Lawler     | 11:55            |          |               |               |             |             |  |          |          |       |       |  |
|  | Jerry Lawler     | Jerry Lawler     | 11:55            |          | Jerry Lawler  | Jerry Lawler  | Sub         |             |  |          |          |       |       |  |
|  |                  |                  |                  |          | Jerry Lawler  | Jerry Lawler  | Sub         |             |  |          |          |       |       |  |
|  |                  |                  | Mankind          | Mankind  | 10:24         |               |             |             |  |          |          |       |       |  |
|  | Mankind          | Mankind          | Mankind          | Mankind  | 10:24         | Pin           |             |             |  |          |          |       |       |  |
|  | Mankind          | Mankind          |                  |          |               |               |             |             |  |          |          |       |       |  |
|  | Savio Vega       | Savio Vega       | 14:35            |          |               |               |             |             |  |          |          |       |       |  |
|  | Savio Vega       | Savio Vega       | 14:35            |          |               |               |             |             |  |          |          |       |       |  |
|  |                  |                  |                  |          |               |               |             |             |  |          |          |       |       |  |

#### 1998
King of the Ring 1998 tuvo lugar el 28 de junio de 1998 en el Civic Arena en Pensilvania.
- The Headbangers (Mosh & Thrasher) & Taka Michinoku derrotaron a Kaientai (Funaki, Men's Teioh & Dick Togo) (06:41).
  - Michinoku cubrió a Funaki con un "Michinoku Driver II".
- KOTR Semi-Final: Ken Shamrock derrotó a Jeff Jarrett (con Tennessee Lee) (05:29).
  - Shamrock forzó a Jarrett a rendirse con el "Ankle Lock".
- KOTR Semi-Final: The Rock derrotó a Dan Severn (04:25).
  - Rock cubrió a Severn después de un "Lo Down" de D'Lo Brown.
- Too Much (Brian Christopher & Scott Taylor) derrotaron a Al Snow & Head con Jerry "The King" Lawler cómo árbitro especial. (08:27).
  - Christopher cubrió a Head.
  - Antes de la lucha, se confirmó que Jerry Lawler sería el árbitro invitado.
- X-Pac (con Chyna) derrotó a Owen Hart (08:30).
  - X-Pac cubrió a Hart después de un "DDT" de Chyna mientras Hart le aplicaba un "Sharpshooter" a X-Pac.
  - Durante la lucha, Mark Henry intervino a favor de Hart pero después fue atacado por Vader.
- The New Age Outlaws (Road Dogg & Billy Gunn) (c) (con Chyna) derrotaron a The New Midnight Express (Bombastic Bob y Bodacious Bart) y retuvieron el Campeonato en Parejas de la WWF (09:54).
  - Gunn cubrió a Bob después de un "Double Flapjack" junto con Dogg encima de las cuerdas.
  - Durante la lucha, Cornette intervino a favor de The New Midnight Express pero recibió un "Low Blow" de Chyna.
- KOTR Final: Ken Shamrock derrotó a The Rock ganando el torneo King of the Ring (14:09).
  - Shamrock forzó a Rock a rendirse con el "Ankle Lock".
  - Triple H y Chyna fueron los comentaristas invitados de la lucha.
- The Undertaker derrotó a Mankind en un Hell in a Cell match (16:00).
  - Undertaker cubrió a Mankind después de una "Tombstone Piledriver".
  - El combate fue detenido dos veces: la primera para sacar a Mankind luego de que Undertaker lo lanzara desde el techo de la jaula hacia la mesa de comentaristas y la segunda luego de que el mismo Undertaker lanzara a Mankind desde el techo atravesándolo hacia el ring; en ambas ocasiones Mankind decidió seguir luchando.
  - Durante la lucha Undertaker atacó a Terry Funk luego de que intentara sacar a Mankind de la jaula.
- Kane (con Paul Bearer) derrotó a Steve Austin en un First Blood Match y ganó el Campeonato de la WWF (14:52).
  - Kane ganó la lucha luego de que el árbitro viera sangrar a Steve Austin luego de un silletazo accidental de Undertaker.
  - La Hell in a Cell de la lucha anterior también fue utilizada en este combate.
  - Durante la lucha, Mankind intervino a favor de Kane pero fue atacado por Undertaker.
  - Si Kane perdía, debía prenderse fuego a sí mismo.

El torneo tuvo lugar el 26 de mayo y el 28 de junio de 1998. El torneo tuvo el siguiente desarrollo:
|  | Primera Ronda  | Primera Ronda  | Primera Ronda |              |              | Cuartos de final | Cuartos de final | Cuartos de final |  |              | Semifinales  | Semifinales | Semifinales |  |          | Final    | Final | Final |  |
|  | (TV)           | (TV)           | (TV)          |              |              | (TV)             | (TV)             | (TV)             |  |              | (PPV)        | (PPV)       | (PPV)       |  |          | (PPV)    | (PPV) | (PPV) |  |
|  |                |                |               |              |              |                  |                  |                  |  |              |              |             |             |  |          |          |       |       |  |
|  |                |                |               |              |              |                  |                  |                  |  |              |              |             |             |  |          |          |       |       |  |
|  | Vader          | Vader          | Pin           |              |              |                  |                  |                  |  |              |              |             |             |  |          |          |       |       |  |
|  | Vader          | Vader          | Pin           |              |              |                  |                  |                  |  |              |              |             |             |  |          |          |       |       |  |
|  | The Rock       | The Rock       | 4:41          |              |              |                  |                  |                  |  |              |              |             |             |  |          |          |       |       |  |
|  | The Rock       | The Rock       | 4:41          |              | The Rock     | The Rock         | Pin              |                  |  |              |              |             |             |  |          |          |       |       |  |
|  |                |                |               |              | The Rock     | The Rock         | Pin              |                  |  |              |              |             |             |  |          |          |       |       |  |
|  |                |                | Triple H      | Triple H     | 8:08         |                  |                  |                  |  |              |              |             |             |  |          |          |       |       |  |
|  | Triple H       | Triple H       | Triple H      | Triple H     | 8:08         | CO               |                  |                  |  |              |              |             |             |  |          |          |       |       |  |
|  | Triple H       | Triple H       |               |              |              |                  |                  |                  |  |              |              |             |             |  |          |          |       |       |  |
|  | X-Pac          | X-Pac          | 5:11          |              |              |                  |                  |                  |  |              |              |             |             |  |          |          |       |       |  |
|  | X-Pac          | X-Pac          | 5:11          |              |              |                  |                  |                  |  | The Rock     | The Rock     | Pin         |             |  |          |          |       |       |  |
|  |                |                |               |              |              |                  |                  |                  |  | The Rock     | The Rock     | Pin         |             |  |          |          |       |       |  |
|  |                |                | Dan Severn    | Dan Severn   | 4:25         |                  |                  |                  |  |              |              |             |             |  |          |          |       |       |  |
|  | Owen Hart      | Owen Hart      | Dan Severn    | Dan Severn   | 4:25         | Sub              |                  |                  |  |              |              |             |             |  |          |          |       |       |  |
|  | Owen Hart      | Owen Hart      |               |              |              |                  |                  |                  |  |              |              |             |             |  |          |          |       |       |  |
|  | Scorpio        | Scorpio        | 5:16          |              |              |                  |                  |                  |  |              |              |             |             |  |          |          |       |       |  |
|  | Scorpio        | Scorpio        | 5:16          |              | Owen Hart    | Owen Hart        | Sub              |                  |  |              |              |             |             |  |          |          |       |       |  |
|  |                |                |               |              | Owen Hart    | Owen Hart        | Sub              |                  |  |              |              |             |             |  |          |          |       |       |  |
|  |                |                | Dan Severn    | Dan Severn   | 3:00         |                  |                  |                  |  |              |              |             |             |  |          |          |       |       |  |
|  | D'Lo Brown     | D'Lo Brown     | Dan Severn    | Dan Severn   | 3:00         | Sub              |                  |                  |  |              |              |             |             |  |          |          |       |       |  |
|  | D'Lo Brown     | D'Lo Brown     |               |              |              |                  |                  |                  |  |              |              |             |             |  |          |          |       |       |  |
|  | Dan Severn     | Dan Severn     | 3:08          |              |              |                  |                  |                  |  |              |              |             |             |  |          |          |       |       |  |
|  | Dan Severn     | Dan Severn     | 3:08          |              |              |                  |                  |                  |  |              |              |             |             |  | The Rock | The Rock | Sub   |       |  |
|  |                |                |               |              |              |                  |                  |                  |  |              |              |             |             |  | The Rock | The Rock | Sub   |       |  |
|  |                |                | Ken Shamrock  | Ken Shamrock | 14:09        |                  |                  |                  |  |              |              |             |             |  |          |          |       |       |  |
|  | Ken Shamrock   | Ken Shamrock   | Ken Shamrock  | Ken Shamrock | 14:09        | Sub              |                  |                  |  |              |              |             |             |  |          |          |       |       |  |
|  | Ken Shamrock   | Ken Shamrock   |               |              |              |                  |                  |                  |  |              |              |             |             |  |          |          |       |       |  |
|  | Kama Mustafa   | Kama Mustafa   | 2:43          |              |              |                  |                  |                  |  |              |              |             |             |  |          |          |       |       |  |
|  | Kama Mustafa   | Kama Mustafa   | 2:43          |              | Ken Shamrock | Ken Shamrock     | Sub              |                  |  |              |              |             |             |  |          |          |       |       |  |
|  |                |                |               |              | Ken Shamrock | Ken Shamrock     | Sub              |                  |  |              |              |             |             |  |          |          |       |       |  |
|  |                |                | Mark Henry    | Mark Henry   | 4:37         |                  |                  |                  |  |              |              |             |             |  |          |          |       |       |  |
|  | Mark Henry     | Mark Henry     | Mark Henry    | Mark Henry   | 4:37         | Pin              |                  |                  |  |              |              |             |             |  |          |          |       |       |  |
|  | Mark Henry     | Mark Henry     |               |              |              |                  |                  |                  |  |              |              |             |             |  |          |          |       |       |  |
|  | Terry Funk     | Terry Funk     | 4:55          |              |              |                  |                  |                  |  |              |              |             |             |  |          |          |       |       |  |
|  | Terry Funk     | Terry Funk     | 4:55          |              |              |                  |                  |                  |  | Ken Shamrock | Ken Shamrock | Sub         |             |  |          |          |       |       |  |
|  |                |                |               |              |              |                  |                  |                  |  | Ken Shamrock | Ken Shamrock | Sub         |             |  |          |          |       |       |  |
|  |                |                | Jeff Jarrett  | Jeff Jarrett | 5:29         |                  |                  |                  |  |              |              |             |             |  |          |          |       |       |  |
|  | Jeff Jarrett   | Jeff Jarrett   | Jeff Jarrett  | Jeff Jarrett | 5:29         | Pin              |                  |                  |  |              |              |             |             |  |          |          |       |       |  |
|  | Jeff Jarrett   | Jeff Jarrett   |               |              |              |                  |                  |                  |  |              |              |             |             |  |          |          |       |       |  |
|  | Faarooq        | Faarooq        | 3:32          |              |              |                  |                  |                  |  |              |              |             |             |  |          |          |       |       |  |
|  | Faarooq        | Faarooq        | 3:32          |              | Jeff Jarrett | Jeff Jarrett     | Pin              |                  |  |              |              |             |             |  |          |          |       |       |  |
|  |                |                |               |              | Jeff Jarrett | Jeff Jarrett     | Pin              |                  |  |              |              |             |             |  |          |          |       |       |  |
|  |                |                | Marc Mero     | Marc Mero    | 4:31         |                  |                  |                  |  |              |              |             |             |  |          |          |       |       |  |
|  | Marc Mero      | Marc Mero      | Marc Mero     | Marc Mero    | 4:31         | Pin              |                  |                  |  |              |              |             |             |  |          |          |       |       |  |
|  | Marc Mero      | Marc Mero      |               |              |              |                  |                  |                  |  |              |              |             |             |  |          |          |       |       |  |
|  | Steve Blackman | Steve Blackman | 2:57          |              |              |                  |                  |                  |  |              |              |             |             |  |          |          |       |       |  |
|  | Steve Blackman | Steve Blackman | 2:57          |              |              |                  |                  |                  |  |              |              |             |             |  |          |          |       |       |  |
|  |                |                |               |              |              |                  |                  |                  |  |              |              |             |             |  |          |          |       |       |  |

#### 1999
King of the Ring 1999 tuvo lugar el 27 de junio de 1999 en el Greensboro Coliseum en Greensboro, Carolina del Norte.
- Dark match: Meat derrotó a Kurt Angle.
  - Meat cubrió a Angle.
- Sunday Night HEAT match: Mideon y Viscera derrotaron a The Big Boss Man en un Handicap match (1:47)
  - Mideon cubrió a Boss Man.
- Sunday Night HEAT match: Prince Albert derrotó a Val Venis (1:57)
  - Albert cubrió a Venis.
- Sunday Night HEAT match: Ken Shamrock derrotó a Shane McMahon por descalificación (0:43)
  - McMahon fue descalificado por la interferencia de Steve Blackman para atacar a Shamrock.
- KOTR Quarter-Final: X-Pac derrotó a Hardcore Holly (3:02)
  - Holly fue descalificado después de golpear a X-Pac con una silla de acero.
- KOTR Quarter-Final: Kane derrotó a The Big Show (6:36)
  - Kane cubrió a Big Show después de golpearlo con una silla metálica.
  - Durante la lucha, Hardcore Holly intervino para intentar atacar a Big Show con una silla pero recibió un "Chokeslam" de Kane.
- KOTR Quarter-Final: Mr. Ass derrotó a Ken Shamrock (3:37)
  - El réferi Theodore Long paró la pelea después de que Shamrock sangraba por la boca.
  - Después de la lucha, Shamrock atacó a Long.
- KOTR Quarter-Final: Road Dogg derrotó a Chyna (con Triple H) (13:19)
  - Road Dogg cubrió a Chyna con un Pumphandle Drop.
- The Hardy Boyz (Matt y Jeff) (con Michael Hayes) derrotaron a The Brood (Edge y Christian) (con Gangrel) (4:49)
  - Jeff cubrió a Edge con un "Twist of Fate" después de que Gangrel accidentalmente le escupiera sangre (Kayfabe) en la cara a Edge.
  - Durante la lucha, Michael Hayes intervino a favor de los Hardys mientras Gangrel lo hizo a favor de The Brood.
- KOTR Semi-Final: Mr. Ass derrotó a Kane (5:25)
  - Mr. Ass cubrió a Kane después de que The Big Show interfirió y golpeo a Kane con una silla metálica.
- KOTR Semi-Final: X-Pac derrotó a Road Dogg (3:08)
  - X-Pac cubrió a Road Dogg después de un X-Factor.
- The Undertaker (con Paul Bearer) derrotó a The Rock reteniendo el Campeonato de la WWF (19:10)
  - Undertaker cubrió a Rock después de un Tombstone Piledriver.
  - Durante la lucha, Triple H atacó a The Rock con un "Pedigree".
  - Durante la lucha, Paul Bearer intervino a favor de Undertaker.
- KOTR Final: Mr. Ass derrotó a X-Pac ganando el torneo King of the Ring (5:33)
  - Mr. Ass cubrió a X-Pac después de un Famouser.
- Shane McMahon y Vince McMahon derrotaron a Steve Austin en un Ladder match (17:11)
  - Shane descolgó el maletín con las propiedades de la empresa adentro.
  - Inicialmente Vince trato de reemplazar a Shane quien se había "lesionado" (Kayfabe) con Steve Blackman, pero el comisionado (Shawn Michaels) lo impidió alegando que Shane estaba en condiciones de luchar y si Shane no luchaba en vez de Blackman le daría la victoria (y la empresa) a Steve Austin.
  - Durante la lucha, el maletín subió de su lugar cuando Austin estaba a punto de cogerlo.

El torneo tuvo lugar desde el 25 de mayo y el 27 de junio de 1999. El torneo tuvo el siguiente desarrollo:
|  | Primera Ronda    | Primera Ronda    | Primera Ronda |              |                | Cuartos de final | Cuartos de final | Cuartos de final |  |           | Semifinales | Semifinales | Semifinales |  |         | Final   | Final | Final |  |
|  | (TV)             | (TV)             | (TV)          |              |                | (PPV)            | (PPV)            | (PPV)            |  |           | (PPV)       | (PPV)       | (PPV)       |  |         | (PPV)   | (PPV) | (PPV) |  |
|  |                  |                  |               |              |                |                  |                  |                  |  |           |             |             |             |  |         |         |       |       |  |
|  |                  |                  |               |              |                |                  |                  |                  |  |           |             |             |             |  |         |         |       |       |  |
|  | Mr. Ass          | Mr. Ass          | Pin           |              |                |                  |                  |                  |  |           |             |             |             |  |         |         |       |       |  |
|  | Mr. Ass          | Mr. Ass          | Pin           |              |                |                  |                  |                  |  |           |             |             |             |  |         |         |       |       |  |
|  | Viscera          | Viscera          | 2:05          |              |                |                  |                  |                  |  |           |             |             |             |  |         |         |       |       |  |
|  | Viscera          | Viscera          | 2:05          |              | Mr. Ass        | Mr. Ass          | Ref Stop         |                  |  |           |             |             |             |  |         |         |       |       |  |
|  |                  |                  |               |              | Mr. Ass        | Mr. Ass          | Ref Stop         |                  |  |           |             |             |             |  |         |         |       |       |  |
|  |                  |                  | Ken Shamrock  | Ken Shamrock | 3:37           |                  |                  |                  |  |           |             |             |             |  |         |         |       |       |  |
|  | Ken Shamrock     | Ken Shamrock     | Ken Shamrock  | Ken Shamrock | 3:37           | Sub              |                  |                  |  |           |             |             |             |  |         |         |       |       |  |
|  | Ken Shamrock     | Ken Shamrock     |               |              |                |                  |                  |                  |  |           |             |             |             |  |         |         |       |       |  |
|  | Jeff Jarrett     | Jeff Jarrett     | 2:55          |              |                |                  |                  |                  |  |           |             |             |             |  |         |         |       |       |  |
|  | Jeff Jarrett     | Jeff Jarrett     | 2:55          |              |                |                  |                  |                  |  | Mr. Ass   | Mr. Ass     | Pin         |             |  |         |         |       |       |  |
|  |                  |                  |               |              |                |                  |                  |                  |  | Mr. Ass   | Mr. Ass     | Pin         |             |  |         |         |       |       |  |
|  |                  |                  | Kane          | Kane         | 5:25           |                  |                  |                  |  |           |             |             |             |  |         |         |       |       |  |
|  | Droz             | Droz             | Kane          | Kane         | 5:25           | Pin              |                  |                  |  |           |             |             |             |  |         |         |       |       |  |
|  | Droz             | Droz             |               |              |                |                  |                  |                  |  |           |             |             |             |  |         |         |       |       |  |
|  | The Big Show     | The Big Show     | 0:59          |              |                |                  |                  |                  |  |           |             |             |             |  |         |         |       |       |  |
|  | The Big Show     | The Big Show     | 0:59          |              | Big Show       | Big Show         | Pin              |                  |  |           |             |             |             |  |         |         |       |       |  |
|  |                  |                  |               |              | Big Show       | Big Show         | Pin              |                  |  |           |             |             |             |  |         |         |       |       |  |
|  |                  |                  | Kane          | Kane         | 6:36           |                  |                  |                  |  |           |             |             |             |  |         |         |       |       |  |
|  | Test             | Test             | Kane          | Kane         | 6:36           | Pin              |                  |                  |  |           |             |             |             |  |         |         |       |       |  |
|  | Test             | Test             |               |              |                |                  |                  |                  |  |           |             |             |             |  |         |         |       |       |  |
|  | Kane             | Kane             | 3:05          |              |                |                  |                  |                  |  |           |             |             |             |  |         |         |       |       |  |
|  | Kane             | Kane             | 3:05          |              |                |                  |                  |                  |  |           |             |             |             |  | Mr. Ass | Mr. Ass | Pin   |       |  |
|  |                  |                  |               |              |                |                  |                  |                  |  |           |             |             |             |  | Mr. Ass | Mr. Ass | Pin   |       |  |
|  |                  |                  | X-Pac         | X-Pac        | 5:33           |                  |                  |                  |  |           |             |             |             |  |         |         |       |       |  |
|  | Road Dogg        | Road Dogg        | X-Pac         | X-Pac        | 5:33           | Pin              |                  |                  |  |           |             |             |             |  |         |         |       |       |  |
|  | Road Dogg        | Road Dogg        |               |              |                |                  |                  |                  |  |           |             |             |             |  |         |         |       |       |  |
|  | The Godfather    | The Godfather    | 1:02          |              |                |                  |                  |                  |  |           |             |             |             |  |         |         |       |       |  |
|  | The Godfather    | The Godfather    | 1:02          |              | Road Dogg      | Road Dogg        | Pin              |                  |  |           |             |             |             |  |         |         |       |       |  |
|  |                  |                  |               |              | Road Dogg      | Road Dogg        | Pin              |                  |  |           |             |             |             |  |         |         |       |       |  |
|  |                  |                  | Chyna         | Chyna        | 13:19          |                  |                  |                  |  |           |             |             |             |  |         |         |       |       |  |
|  | Chyna            | Chyna            | Chyna         | Chyna        | 13:19          | Pin              |                  |                  |  |           |             |             |             |  |         |         |       |       |  |
|  | Chyna            | Chyna            |               |              |                |                  |                  |                  |  |           |             |             |             |  |         |         |       |       |  |
|  | Val Venis        | Val Venis        | 2:14          |              |                |                  |                  |                  |  |           |             |             |             |  |         |         |       |       |  |
|  | Val Venis        | Val Venis        | 2:14          |              |                |                  |                  |                  |  | Road Dogg | Road Dogg   | Pin         |             |  |         |         |       |       |  |
|  |                  |                  |               |              |                |                  |                  |                  |  | Road Dogg | Road Dogg   | Pin         |             |  |         |         |       |       |  |
|  |                  |                  | X-Pac         | X-Pac        | 3:08           |                  |                  |                  |  |           |             |             |             |  |         |         |       |       |  |
|  | Al Snow          | Al Snow          | X-Pac         | X-Pac        | 3:08           | Pin              |                  |                  |  |           |             |             |             |  |         |         |       |       |  |
|  | Al Snow          | Al Snow          |               |              |                |                  |                  |                  |  |           |             |             |             |  |         |         |       |       |  |
|  | Hardcore Holly   | Hardcore Holly   | 1:24          |              |                |                  |                  |                  |  |           |             |             |             |  |         |         |       |       |  |
|  | Hardcore Holly   | Hardcore Holly   | 1:24          |              | Hardcore Holly | Hardcore Holly   | DQ               |                  |  |           |             |             |             |  |         |         |       |       |  |
|  |                  |                  |               |              | Hardcore Holly | Hardcore Holly   | DQ               |                  |  |           |             |             |             |  |         |         |       |       |  |
|  |                  |                  | X-Pac         | X-Pac        | 3:02           |                  |                  |                  |  |           |             |             |             |  |         |         |       |       |  |
|  | The Big Boss Man | The Big Boss Man | X-Pac         | X-Pac        | 3:02           | Pin              |                  |                  |  |           |             |             |             |  |         |         |       |       |  |
|  | The Big Boss Man | The Big Boss Man |               |              |                |                  |                  |                  |  |           |             |             |             |  |         |         |       |       |  |
|  | X-Pac            | X-Pac            | 2:37          |              |                |                  |                  |                  |  |           |             |             |             |  |         |         |       |       |  |
|  | X-Pac            | X-Pac            | 2:37          |              |                |                  |                  |                  |  |           |             |             |             |  |         |         |       |       |  |
|  |                  |                  |               |              |                |                  |                  |                  |  |           |             |             |             |  |         |         |       |       |  |

### Años 2000

#### 2000
King of the Ring 2000 tuvo lugar el 25 de junio de 2000 desde el FleetCenter en Boston, Massachusetts.
- KOTR Cuartos de final: Rikishi derrotó a Chris Benoit (3:25)
  - Benoit fue descalificado después de golpear a Rikishi con una silla.
  - Después de la lucha, Benoit siguió atacando a Rikishi terminando con un "Diving Headbutt".
- KOTR Cuartos de final: Val Venis derrotó a Eddie Guerrero (8:04)
  - Venis cubrió a Guerrero con un "Big Package.
- KOTR Cuartos de final: Crash Holly derrotó a Bull Buchanan (4:07)
  - Crash cubrió a Buchanan con un "Roll-Up".
- KOTR Cuartos de final: Kurt Angle derrotó a Chris Jericho (9:50)
  - Angle cubrió a Jericho después de un "Angle Slam".
  - Durante la lucha, Stephanie McMahon intervino a favor de Angle.
  - Durante la lucha, Jericho beso a Stephanie.
- Edge & Christian derrotaron a Too Cool (Grand Master Sexay y Scotty 2 Hotty) (c), The Hardy Boyz (Matt y Jeff) (w/Lita) y T & A (Test y Albert) (w/Trish Stratus) en un Four Corners Elimination match ganando el Campeonato en Parejas de la WWF (14:11)
  - Matt cubrió a Test después de un "Swanton Bomb" de Jeff (3:41)
  - Christian cubrió a Matt después de un "Impaler" (7:55)
  - Edge cubrió a Sexay después de que Christian golpeara a Sexay con el Campeonato en Parejas (14:11)
- KOTR Semi-Final: Rikishi derrotó a Val Venis (3:15)
  - Rikishi cubrió Venis después de un "Side Belly to Belly Suplex".
- KOTR Semi-Final: Kurt Angle derrotó a Crash Holly (3:58)
  - Angle cubrió a Crash después de un "Angle Slam".
- El Campeón Hardcore Pat Patterson y Gerald Brisco terminaron sin resultado en un Evening Gown match (3:07)
  - La lucha terminó sin resultado luego de que Crash Holly interfiriera en la lucha y cubriera a Patterson para ganar el Campeonato Hardcore.
- D-Generation X (Road Dogg, X-Pac y Tori) derrotaron a The Dudley Boyz (Bubba Ray y D-Von) en una Handicap Tables Dumpster Match (9:45)
  - DX ganaron la lucha después de poner a los Dudleyz en los basureros.
  - Después del combate, The Dudley Boyz le aplicaron un "3D" a X-Pac y a Road Dogg y Bubba Ray le aplicó un "Powerbomb" a Tori desde un esquinero contra una mesa.
- KOTR Final: Kurt Angle derrotó a Rikishi ganando el Torneo del Rey del Ring (5:56)
  - Angle cubrió a Rikishi después de un "Super Belly to Belly Suplex".
- The Rock y The Brothers of Destruction (Kane y The Undertaker) derrotaron a Triple H, Vince McMahon y Shane McMahon (con Stephanie McMahon) (17:54)
  - Rock cubrió a Vince después de un "Rock Bottom" ganando el Campeonato de la WWF.
  - Si el equipo de Rock ganaba, la persona que se llevó el pinfall ganaría el título de la WWF.
  - Durante la lucha, Kane atacó a The Rock y Undertaker atacó a Kane.
  - Después de la lucha, The Rock golpeo a Vince con el Campeonato.

El torneo tuvo lugar entre el 29 de mayo y el 25 de junio de 2000. El torneo tuvo el siguiente desarrollo:
|  | Primera ronda      | Primera ronda      | Primera ronda    |                  |                | Segunda ronda  | Segunda ronda | Segunda ronda |  |             | Cuartos de final | Cuartos de final | Cuartos de final |  |            | Semifinales | Semifinales | Semifinales |  |            | Final      | Final | Final |  |
|  | (TV)               | (TV)               | (TV)             |                  |                | (TV)           | (TV)          | (TV)          |  |             | (PPV)            | (PPV)            | (PPV)            |  |            | (PPV)       | (PPV)       | (PPV)       |  |            | (PPV)      | (PPV) | (PPV) |  |
|  |                    |                    |                  |                  |                |                |               |               |  |             |                  |                  |                  |  |            |             |             |             |  |            |            |       |       |  |
|  |                    |                    |                  |                  |                |                |               |               |  |             |                  |                  |                  |  |            |             |             |             |  |            |            |       |       |  |
|  | Kurt Angle         | Kurt Angle         | Pin              |                  |                |                |               |               |  |             |                  |                  |                  |  |            |             |             |             |  |            |            |       |       |  |
|  | Kurt Angle         | Kurt Angle         | Pin              |                  |                |                |               |               |  |             |                  |                  |                  |  |            |             |             |             |  |            |            |       |       |  |
|  | Bradshaw           | Bradshaw           | 2:48             |                  |                |                |               |               |  |             |                  |                  |                  |  |            |             |             |             |  |            |            |       |       |  |
|  | Bradshaw           | Bradshaw           | 2:48             |                  | Kurt Angle     | Kurt Angle     | Pin           |               |  |             |                  |                  |                  |  |            |             |             |             |  |            |            |       |       |  |
|  |                    |                    |                  |                  | Kurt Angle     | Kurt Angle     | Pin           |               |  |             |                  |                  |                  |  |            |             |             |             |  |            |            |       |       |  |
|  |                    |                    | Bubba Ray Dudley | Bubba Ray Dudley | 4:42           |                |               |               |  |             |                  |                  |                  |  |            |             |             |             |  |            |            |       |       |  |
|  | Bubba Ray Dudley   | Bubba Ray Dudley   | Bubba Ray Dudley | Bubba Ray Dudley | 4:42           | Pin            |               |               |  |             |                  |                  |                  |  |            |             |             |             |  |            |            |       |       |  |
|  | Bubba Ray Dudley   | Bubba Ray Dudley   |                  |                  |                |                |               |               |  |             |                  |                  |                  |  |            |             |             |             |  |            |            |       |       |  |
|  | The Big Bossman    | The Big Bossman    | 3:26             |                  |                |                |               |               |  |             |                  |                  |                  |  |            |             |             |             |  |            |            |       |       |  |
|  | The Big Bossman    | The Big Bossman    | 3:26             |                  |                |                |               |               |  | Kurt Angle  | Kurt Angle       | Pin              |                  |  |            |             |             |             |  |            |            |       |       |  |
|  |                    |                    |                  |                  |                |                |               |               |  | Kurt Angle  | Kurt Angle       | Pin              |                  |  |            |             |             |             |  |            |            |       |       |  |
|  |                    |                    | Chris Jericho    | Chris Jericho    | 9:50           |                |               |               |  |             |                  |                  |                  |  |            |             |             |             |  |            |            |       |       |  |
|  | Chris Jericho      | Chris Jericho      | Chris Jericho    | Chris Jericho    | 9:50           | Pin            |               |               |  |             |                  |                  |                  |  |            |             |             |             |  |            |            |       |       |  |
|  | Chris Jericho      | Chris Jericho      |                  |                  |                |                |               |               |  |             |                  |                  |                  |  |            |             |             |             |  |            |            |       |       |  |
|  | Test               | Test               | 4:15             |                  |                |                |               |               |  |             |                  |                  |                  |  |            |             |             |             |  |            |            |       |       |  |
|  | Test               | Test               | 4:15             |                  | Chris Jericho  | Chris Jericho  | Sub           |               |  |             |                  |                  |                  |  |            |             |             |             |  |            |            |       |       |  |
|  |                    |                    |                  |                  | Chris Jericho  | Chris Jericho  | Sub           |               |  |             |                  |                  |                  |  |            |             |             |             |  |            |            |       |       |  |
|  |                    |                    | Edge             | Edge             | 5:30           |                |               |               |  |             |                  |                  |                  |  |            |             |             |             |  |            |            |       |       |  |
|  | Edge               | Edge               | Edge             | Edge             | 5:30           | Pin            |               |               |  |             |                  |                  |                  |  |            |             |             |             |  |            |            |       |       |  |
|  | Edge               | Edge               |                  |                  |                |                |               |               |  |             |                  |                  |                  |  |            |             |             |             |  |            |            |       |       |  |
|  | Grand Master Sexay | Grand Master Sexay | 5:12             |                  |                |                |               |               |  |             |                  |                  |                  |  |            |             |             |             |  |            |            |       |       |  |
|  | Grand Master Sexay | Grand Master Sexay | 5:12             |                  |                |                |               |               |  |             |                  |                  |                  |  | Kurt Angle | Kurt Angle  | Pin         |             |  |            |            |       |       |  |
|  |                    |                    |                  |                  |                |                |               |               |  |             |                  |                  |                  |  | Kurt Angle | Kurt Angle  | Pin         |             |  |            |            |       |       |  |
|  |                    |                    | Crash Holly      | Crash Holly      | 3:58           |                |               |               |  |             |                  |                  |                  |  |            |             |             |             |  |            |            |       |       |  |
|  | Crash Holly        | Crash Holly        | Crash Holly      | Crash Holly      | 3:58           | Pin            |               |               |  |             |                  |                  |                  |  |            |             |             |             |  |            |            |       |       |  |
|  | Crash Holly        | Crash Holly        |                  |                  |                |                |               |               |  |             |                  |                  |                  |  |            |             |             |             |  |            |            |       |       |  |
|  | Prince Albert      | Prince Albert      | 1:26             |                  |                |                |               |               |  |             |                  |                  |                  |  |            |             |             |             |  |            |            |       |       |  |
|  | Prince Albert      | Prince Albert      | 1:26             |                  | Crash Holly    | Crash Holly    | DQ            |               |  |             |                  |                  |                  |  |            |             |             |             |  |            |            |       |       |  |
|  |                    |                    |                  |                  | Crash Holly    | Crash Holly    | DQ            |               |  |             |                  |                  |                  |  |            |             |             |             |  |            |            |       |       |  |
|  |                    |                    | Hardcore Holly   | Hardcore Holly   | 4:17           |                |               |               |  |             |                  |                  |                  |  |            |             |             |             |  |            |            |       |       |  |
|  | Hardcore Holly     | Hardcore Holly     | Hardcore Holly   | Hardcore Holly   | 4:17           | Pin            |               |               |  |             |                  |                  |                  |  |            |             |             |             |  |            |            |       |       |  |
|  | Hardcore Holly     | Hardcore Holly     |                  |                  |                |                |               |               |  |             |                  |                  |                  |  |            |             |             |             |  |            |            |       |       |  |
|  | Faarooq            | Faarooq            | 3:04             |                  |                |                |               |               |  |             |                  |                  |                  |  |            |             |             |             |  |            |            |       |       |  |
|  | Faarooq            | Faarooq            | 3:04             |                  |                |                |               |               |  | Crash Holly | Crash Holly      | Pin              |                  |  |            |             |             |             |  |            |            |       |       |  |
|  |                    |                    |                  |                  |                |                |               |               |  | Crash Holly | Crash Holly      | Pin              |                  |  |            |             |             |             |  |            |            |       |       |  |
|  |                    |                    | Bull Buchanan    | Bull Buchanan    | 4:07           |                |               |               |  |             |                  |                  |                  |  |            |             |             |             |  |            |            |       |       |  |
|  | Bull Buchanan      | Bull Buchanan      | Bull Buchanan    | Bull Buchanan    | 4:07           | Pin            |               |               |  |             |                  |                  |                  |  |            |             |             |             |  |            |            |       |       |  |
|  | Bull Buchanan      | Bull Buchanan      |                  |                  |                |                |               |               |  |             |                  |                  |                  |  |            |             |             |             |  |            |            |       |       |  |
|  | Steve Blackman     | Steve Blackman     | 3:22             |                  |                |                |               |               |  |             |                  |                  |                  |  |            |             |             |             |  |            |            |       |       |  |
|  | Steve Blackman     | Steve Blackman     | 3:22             |                  | Bull Buchanan  | Bull Buchanan  | Pin           |               |  |             |                  |                  |                  |  |            |             |             |             |  |            |            |       |       |  |
|  |                    |                    |                  |                  | Bull Buchanan  | Bull Buchanan  | Pin           |               |  |             |                  |                  |                  |  |            |             |             |             |  |            |            |       |       |  |
|  |                    |                    | Perry Saturn     | Perry Saturn     | 2:03           |                |               |               |  |             |                  |                  |                  |  |            |             |             |             |  |            |            |       |       |  |
|  | Perry Saturn       | Perry Saturn       | Perry Saturn     | Perry Saturn     | 2:03           | Pin            |               |               |  |             |                  |                  |                  |  |            |             |             |             |  |            |            |       |       |  |
|  | Perry Saturn       | Perry Saturn       |                  |                  |                |                |               |               |  |             |                  |                  |                  |  |            |             |             |             |  |            |            |       |       |  |
|  | D-Von Dudley       | D-Von Dudley       | 4:43             |                  |                |                |               |               |  |             |                  |                  |                  |  |            |             |             |             |  |            |            |       |       |  |
|  | D-Von Dudley       | D-Von Dudley       | 4:43             |                  |                |                |               |               |  |             |                  |                  |                  |  |            |             |             |             |  | Kurt Angle | Kurt Angle | Pin   |       |  |
|  |                    |                    |                  |                  |                |                |               |               |  |             |                  |                  |                  |  |            |             |             |             |  | Kurt Angle | Kurt Angle | Pin   |       |  |
|  |                    |                    | Rikishi          | Rikishi          | 5:56           |                |               |               |  |             |                  |                  |                  |  |            |             |             |             |  |            |            |       |       |  |
|  | Rikishi            | Rikishi            | Rikishi          | Rikishi          | 5:56           | DQ             |               |               |  |             |                  |                  |                  |  |            |             |             |             |  |            |            |       |       |  |
|  | Rikishi            | Rikishi            |                  |                  |                |                |               |               |  |             |                  |                  |                  |  |            |             |             |             |  |            |            |       |       |  |
|  | Shane McMahon      | Shane McMahon      | 2:35             |                  |                |                |               |               |  |             |                  |                  |                  |  |            |             |             |             |  |            |            |       |       |  |
|  | Shane McMahon      | Shane McMahon      | 2:35             |                  | Rikishi        | Rikishi        | Pin           |               |  |             |                  |                  |                  |  |            |             |             |             |  |            |            |       |       |  |
|  |                    |                    |                  |                  | Rikishi        | Rikishi        | Pin           |               |  |             |                  |                  |                  |  |            |             |             |             |  |            |            |       |       |  |
|  |                    |                    | Scotty 2 Hotty   | Scotty 2 Hotty   | 2:53           |                |               |               |  |             |                  |                  |                  |  |            |             |             |             |  |            |            |       |       |  |
|  | Scotty 2 Hotty     | Scotty 2 Hotty     | Scotty 2 Hotty   | Scotty 2 Hotty   | 2:53           | Pin            |               |               |  |             |                  |                  |                  |  |            |             |             |             |  |            |            |       |       |  |
|  | Scotty 2 Hotty     | Scotty 2 Hotty     |                  |                  |                |                |               |               |  |             |                  |                  |                  |  |            |             |             |             |  |            |            |       |       |  |
|  | D'Lo Brown         | D'Lo Brown         | 3:38             |                  |                |                |               |               |  |             |                  |                  |                  |  |            |             |             |             |  |            |            |       |       |  |
|  | D'Lo Brown         | D'Lo Brown         | 3:38             |                  |                |                |               |               |  | Rikishi     | Rikishi          | DQ               |                  |  |            |             |             |             |  |            |            |       |       |  |
|  |                    |                    |                  |                  |                |                |               |               |  | Rikishi     | Rikishi          | DQ               |                  |  |            |             |             |             |  |            |            |       |       |  |
|  |                    |                    | Chris Benoit     | Chris Benoit     | 3:25           |                |               |               |  |             |                  |                  |                  |  |            |             |             |             |  |            |            |       |       |  |
|  | Chris Benoit       | Chris Benoit       | Chris Benoit     | Chris Benoit     | 3:25           | Pin            |               |               |  |             |                  |                  |                  |  |            |             |             |             |  |            |            |       |       |  |
|  | Chris Benoit       | Chris Benoit       |                  |                  |                |                |               |               |  |             |                  |                  |                  |  |            |             |             |             |  |            |            |       |       |  |
|  | Road Dogg          | Road Dogg          | 1:43             |                  |                |                |               |               |  |             |                  |                  |                  |  |            |             |             |             |  |            |            |       |       |  |
|  | Road Dogg          | Road Dogg          | 1:43             |                  | Chris Benoit   | Chris Benoit   | Sub           |               |  |             |                  |                  |                  |  |            |             |             |             |  |            |            |       |       |  |
|  |                    |                    |                  |                  | Chris Benoit   | Chris Benoit   | Sub           |               |  |             |                  |                  |                  |  |            |             |             |             |  |            |            |       |       |  |
|  |                    |                    | X-Pac            | X-Pac            | 4:53           |                |               |               |  |             |                  |                  |                  |  |            |             |             |             |  |            |            |       |       |  |
|  | X-Pac              | X-Pac              | X-Pac            | X-Pac            | 4:53           | Pin            |               |               |  |             |                  |                  |                  |  |            |             |             |             |  |            |            |       |       |  |
|  | X-Pac              | X-Pac              |                  |                  |                |                |               |               |  |             |                  |                  |                  |  |            |             |             |             |  |            |            |       |       |  |
|  | Dean Malenko       | Dean Malenko       | 2:01             |                  |                |                |               |               |  |             |                  |                  |                  |  |            |             |             |             |  |            |            |       |       |  |
|  | Dean Malenko       | Dean Malenko       | 2:01             |                  |                |                |               |               |  |             |                  |                  |                  |  | Rikishi    | Rikishi     | Pin         |             |  |            |            |       |       |  |
|  |                    |                    |                  |                  |                |                |               |               |  |             |                  |                  |                  |  | Rikishi    | Rikishi     | Pin         |             |  |            |            |       |       |  |
|  |                    |                    | Val Venis        | Val Venis        | 3:15           |                |               |               |  |             |                  |                  |                  |  |            |             |             |             |  |            |            |       |       |  |
|  | Val Venis          | Val Venis          | Val Venis        | Val Venis        | 3:15           | Pin            |               |               |  |             |                  |                  |                  |  |            |             |             |             |  |            |            |       |       |  |
|  | Val Venis          | Val Venis          |                  |                  |                |                |               |               |  |             |                  |                  |                  |  |            |             |             |             |  |            |            |       |       |  |
|  | Al Snow            | Al Snow            | 4:31             |                  |                |                |               |               |  |             |                  |                  |                  |  |            |             |             |             |  |            |            |       |       |  |
|  | Al Snow            | Al Snow            | 4:31             |                  | Val Venis      | Val Venis      | Pin           |               |  |             |                  |                  |                  |  |            |             |             |             |  |            |            |       |       |  |
|  |                    |                    |                  |                  | Val Venis      | Val Venis      | Pin           |               |  |             |                  |                  |                  |  |            |             |             |             |  |            |            |       |       |  |
|  |                    |                    | Jeff Hardy       | Jeff Hardy       | 3:56           |                |               |               |  |             |                  |                  |                  |  |            |             |             |             |  |            |            |       |       |  |
|  | Jeff Hardy         | Jeff Hardy         | Jeff Hardy       | Jeff Hardy       | 3:56           | Pin            |               |               |  |             |                  |                  |                  |  |            |             |             |             |  |            |            |       |       |  |
|  | Jeff Hardy         | Jeff Hardy         |                  |                  |                |                |               |               |  |             |                  |                  |                  |  |            |             |             |             |  |            |            |       |       |  |
|  | Christian          | Christian          | 1:59             |                  |                |                |               |               |  |             |                  |                  |                  |  |            |             |             |             |  |            |            |       |       |  |
|  | Christian          | Christian          | 1:59             |                  |                |                |               |               |  | Val Venis   | Val Venis        | Pin              |                  |  |            |             |             |             |  |            |            |       |       |  |
|  |                    |                    |                  |                  |                |                |               |               |  | Val Venis   | Val Venis        | Pin              |                  |  |            |             |             |             |  |            |            |       |       |  |
|  |                    |                    | Eddie Guerrero   | Eddie Guerrero   | 8:04           |                |               |               |  |             |                  |                  |                  |  |            |             |             |             |  |            |            |       |       |  |
|  | Eddie Guerrero     | Eddie Guerrero     | Eddie Guerrero   | Eddie Guerrero   | 8:04           | Pin            |               |               |  |             |                  |                  |                  |  |            |             |             |             |  |            |            |       |       |  |
|  | Eddie Guerrero     | Eddie Guerrero     |                  |                  |                |                |               |               |  |             |                  |                  |                  |  |            |             |             |             |  |            |            |       |       |  |
|  | Matt Hardy         | Matt Hardy         | 4:11             |                  |                |                |               |               |  |             |                  |                  |                  |  |            |             |             |             |  |            |            |       |       |  |
|  | Matt Hardy         | Matt Hardy         | 4:11             |                  | Eddie Guerrero | Eddie Guerrero | Pin           |               |  |             |                  |                  |                  |  |            |             |             |             |  |            |            |       |       |  |
|  |                    |                    |                  |                  | Eddie Guerrero | Eddie Guerrero | Pin           |               |  |             |                  |                  |                  |  |            |             |             |             |  |            |            |       |       |  |
|  |                    |                    | Chyna            | Chyna            | 2:25           |                |               |               |  |             |                  |                  |                  |  |            |             |             |             |  |            |            |       |       |  |
|  | Chyna              | Chyna              | Chyna            | Chyna            | 2:25           | Pin            |               |               |  |             |                  |                  |                  |  |            |             |             |             |  |            |            |       |       |  |
|  | Chyna              | Chyna              |                  |                  |                |                |               |               |  |             |                  |                  |                  |  |            |             |             |             |  |            |            |       |       |  |
|  | The Godfather      | The Godfather      | 1:44             |                  |                |                |               |               |  |             |                  |                  |                  |  |            |             |             |             |  |            |            |       |       |  |
|  | The Godfather      | The Godfather      | 1:44             |                  |                |                |               |               |  |             |                  |                  |                  |  |            |             |             |             |  |            |            |       |       |  |
|  |                    |                    |                  |                  |                |                |               |               |  |             |                  |                  |                  |  |            |             |             |             |  |            |            |       |       |  |

#### 2001
King of the Ring 2001 tuvo lugar el 24 de junio de 2001 desde el Continental Airlines Arena en East Rutherford, Nueva Jersey. La frase del evento fue "My Mind Is Spent, My Body Ackes, Lead Me to My Throne".
- Lucha en Heat: Matt Hardy (con Lita) derrotó a Justin Credible y retuvo el Campeonato Europeo de la WWF (7:03).
  - Hardy cubrió a Credible después de un "Litacanrana" de Lita.
- Semi-Final del KOTR: Kurt Angle derrotó a Christian (8:17).
  - Angle cubrió a Christian después de un "Angle Slam"
    - Durante la lucha Shane McMahon sacó a Christian del ring mientras este Realizaba el Pin.
- Semi-Final del KOTR: Edge derrotó a Rhyno (8:52).
  - Edge cubrió a Rhyno después de una "Edgecution".
- The Dudley Boyz (Bubba Ray y D-Von) derrotaron a Kane y Spike Dudley y retuvieron el Campeonato en Parejas de la WWF (8:32).
  - Bubba cubrió a Spike después de un "3D".
  - Después de la lucha, The Dudleys intentaron atravesar a Spike en una mesa pero este fue salvado por Kane, quién le aplicó un "falling powerbomb" a D-Von y un "chokeslam" a Bubba sobre la mesa.
- Final del KOTR: Edge derrotó a Kurt Angle y ganó el torneo del King of the Ring (10:21).
  - Edge cubrió a Angle después de una "Edgecution".
  - Durante la lucha, Shane McMahon atacó a Angle con un "Spear".
- Jeff Hardy derrotó a X-Pac y retuvo el Campeonato de Pesos Ligeros (7:11).
  - Jeff cubrió a X-Pac después de un "Swanton Bomb".
- Kurt Angle derrotó a Shane McMahon en un Street Fight (26:00).
  - Angle cubrió a Shane después de un "Super Angle Slam"
- Steve Austin derrotó a Chris Jericho y Chris Benoit y retuvo el Campeonato de la WWF (27:52).
  - Austin cubrió a Benoit después de que Benoit aplicara un "Back Suplex" en Jericho desde la tercera cuerda.
  - Durante la lucha, Booker T hizo su debut en la WWF atacando a Austin con un "Scissors Kick" y atravesándolo en una mesa.
  - Durante la lucha, Benoit sufrió una lesión en el cuello, lo que lo mantuvo inactivo 1 año entero.

El torneo tuvo lugar entre el 4 de junio y el 24 de junio de 2001. El torneo tuvo el siguiente desarrollo:
|  | Primera Ronda  | Primera Ronda  | Primera Ronda |              |            | Cuartos de final | Cuartos de final | Cuartos de final |  |            | Semifinales | Semifinales | Semifinales |  |            | Final      | Final | Final |  |
|  | (TV)           | (TV)           | (TV)          |              |            | (TV)             | (TV)             | (TV)             |  |            | (PPV)       | (PPV)       | (PPV)       |  |            | (PPV)      | (PPV) | (PPV) |  |
|  |                |                |               |              |            |                  |                  |                  |  |            |             |             |             |  |            |            |       |       |  |
|  |                |                |               |              |            |                  |                  |                  |  |            |             |             |             |  |            |            |       |       |  |
|  | Kurt Angle     | Kurt Angle     | Pin           |              |            |                  |                  |                  |  |            |             |             |             |  |            |            |       |       |  |
|  | Kurt Angle     | Kurt Angle     | Pin           |              |            |                  |                  |                  |  |            |             |             |             |  |            |            |       |       |  |
|  | Hardcore Holly | Hardcore Holly | 6:21          |              |            |                  |                  |                  |  |            |             |             |             |  |            |            |       |       |  |
|  | Hardcore Holly | Hardcore Holly | 6:21          |              | Kurt Angle | Kurt Angle       | Sub              |                  |  |            |             |             |             |  |            |            |       |       |  |
|  |                |                |               |              | Kurt Angle | Kurt Angle       | Sub              |                  |  |            |             |             |             |  |            |            |       |       |  |
|  |                |                | Jeff Hardy    | Jeff Hardy   | 3:19       |                  |                  |                  |  |            |             |             |             |  |            |            |       |       |  |
|  | Jeff Hardy     | Jeff Hardy     | Jeff Hardy    | Jeff Hardy   | 3:19       | Pin              |                  |                  |  |            |             |             |             |  |            |            |       |       |  |
|  | Jeff Hardy     | Jeff Hardy     |               |              |            |                  |                  |                  |  |            |             |             |             |  |            |            |       |       |  |
|  | Matt Hardy     | Matt Hardy     | 3:57          |              |            |                  |                  |                  |  |            |             |             |             |  |            |            |       |       |  |
|  | Matt Hardy     | Matt Hardy     | 3:57          |              |            |                  |                  |                  |  | Kurt Angle | Kurt Angle  | Pin         |             |  |            |            |       |       |  |
|  |                |                |               |              |            |                  |                  |                  |  | Kurt Angle | Kurt Angle  | Pin         |             |  |            |            |       |       |  |
|  |                |                | Christian     | Christian    | 8:17       |                  |                  |                  |  |            |             |             |             |  |            |            |       |       |  |
|  | Christian      | Christian      | Christian     | Christian    | 8:17       | Pin              |                  |                  |  |            |             |             |             |  |            |            |       |       |  |
|  | Christian      | Christian      |               |              |            |                  |                  |                  |  |            |             |             |             |  |            |            |       |       |  |
|  | Kane           | Kane           | 2:14          |              |            |                  |                  |                  |  |            |             |             |             |  |            |            |       |       |  |
|  | Kane           | Kane           | 2:14          |              | Christian  | Christian        | Pin              |                  |  |            |             |             |             |  |            |            |       |       |  |
|  |                |                |               |              | Christian  | Christian        | Pin              |                  |  |            |             |             |             |  |            |            |       |       |  |
|  |                |                | The Big Show  | The Big Show | 2:19       |                  |                  |                  |  |            |             |             |             |  |            |            |       |       |  |
|  | The Big Show   | The Big Show   | The Big Show  | The Big Show | 2:19       | Pin              |                  |                  |  |            |             |             |             |  |            |            |       |       |  |
|  | The Big Show   | The Big Show   |               |              |            |                  |                  |                  |  |            |             |             |             |  |            |            |       |       |  |
|  | Raven          | Raven          | 1:35          |              |            |                  |                  |                  |  |            |             |             |             |  |            |            |       |       |  |
|  | Raven          | Raven          | 1:35          |              |            |                  |                  |                  |  |            |             |             |             |  | Kurt Angle | Kurt Angle | 10:21 |       |  |
|  |                |                |               |              |            |                  |                  |                  |  |            |             |             |             |  | Kurt Angle | Kurt Angle | 10:21 |       |  |
|  |                |                | Edge          | Edge         | Pin        |                  |                  |                  |  |            |             |             |             |  |            |            |       |       |  |
|  | Edge           | Edge           | Edge          | Edge         | Pin        | Pin              |                  |                  |  |            |             |             |             |  |            |            |       |       |  |
|  | Edge           | Edge           |               |              |            |                  |                  |                  |  |            |             |             |             |  |            |            |       |       |  |
|  | Test           | Test           | 5:52          |              |            |                  |                  |                  |  |            |             |             |             |  |            |            |       |       |  |
|  | Test           | Test           | 5:52          |              | Edge       | Edge             | Pin              |                  |  |            |             |             |             |  |            |            |       |       |  |
|  |                |                |               |              | Edge       | Edge             | Pin              |                  |  |            |             |             |             |  |            |            |       |       |  |
|  |                |                | Perry Saturn  | Perry Saturn | 3:49       |                  |                  |                  |  |            |             |             |             |  |            |            |       |       |  |
|  | Steve Blackman | Steve Blackman | Perry Saturn  | Perry Saturn | 3:49       | Pin              |                  |                  |  |            |             |             |             |  |            |            |       |       |  |
|  | Steve Blackman | Steve Blackman |               |              |            |                  |                  |                  |  |            |             |             |             |  |            |            |       |       |  |
|  | Perry Saturn   | Perry Saturn   | 2:05          |              |            |                  |                  |                  |  |            |             |             |             |  |            |            |       |       |  |
|  | Perry Saturn   | Perry Saturn   | 2:05          |              |            |                  |                  |                  |  | Edge       | Edge        | Pin         |             |  |            |            |       |       |  |
|  |                |                |               |              |            |                  |                  |                  |  | Edge       | Edge        | Pin         |             |  |            |            |       |       |  |
|  |                |                | Rhyno         | Rhyno        | 8:52       |                  |                  |                  |  |            |             |             |             |  |            |            |       |       |  |
|  | Crash Holly    | Crash Holly    | Rhyno         | Rhyno        | 8:52       | Pin              |                  |                  |  |            |             |             |             |  |            |            |       |       |  |
|  | Crash Holly    | Crash Holly    |               |              |            |                  |                  |                  |  |            |             |             |             |  |            |            |       |       |  |
|  | Tajiri         | Tajiri         | 3:08          |              |            |                  |                  |                  |  |            |             |             |             |  |            |            |       |       |  |
|  | Tajiri         | Tajiri         | 3:08          |              | Tajiri     | Tajiri           | Pin              |                  |  |            |             |             |             |  |            |            |       |       |  |
|  |                |                |               |              | Tajiri     | Tajiri           | Pin              |                  |  |            |             |             |             |  |            |            |       |       |  |
|  |                |                | Rhyno         | Rhyno        | 2:52       |                  |                  |                  |  |            |             |             |             |  |            |            |       |       |  |
|  | Rhyno          | Rhyno          | Rhyno         | Rhyno        | 2:52       | Pin              |                  |                  |  |            |             |             |             |  |            |            |       |       |  |
|  | Rhyno          | Rhyno          |               |              |            |                  |                  |                  |  |            |             |             |             |  |            |            |       |       |  |
|  | Tazz           | Tazz           | 3:20          |              |            |                  |                  |                  |  |            |             |             |             |  |            |            |       |       |  |
|  | Tazz           | Tazz           | 3:20          |              |            |                  |                  |                  |  |            |             |             |             |  |            |            |       |       |  |
|  |                |                |               |              |            |                  |                  |                  |  |            |             |             |             |  |            |            |       |       |  |

#### 2002
King of the Ring 2002 tuvo lugar el 23 de junio de 2002 desde el Nationwide Arena en Columbus, Ohio. El tema oficial fue "Ride Of Your Life" de Neurotica.
- Lucha en Heat: The Hardy Boyz (Matt & Jeff) derrotaron a Raven & Steven Richards (6:02)
  - Jeff cubrió a Richards después de que Raven dejara abandonado a su compañero.
- Rob Van Dam derrotó a Chris Jericho y avanzó a la final del King of the Ring (14:32)
  - Van Dam cubrió a Jericho después de una "Five-Star Frog Splash".
  - Después de la lucha, Jericho atacó a Van Dam.
- Brock Lesnar (con Paul Heyman) derrotó a Test y avanzó a la final del King of the Ring (8:18)
  - Lesnar cubrió a Test después de un "F-5".
  - Durante la lucha, Heyman interfirió a favor de Lesnar.
- Jamie Noble (con Nidia) derrotó a The Hurricane ganando el Campeonato Peso Crucero (11:38)
  - Noble cubrió a Hurricane con un "Powerbomb".
  - Durante la lucha, Nidia interfirió a favor de Noble.
  - Durante la cuenta de 3, Hurricane tocó las cuerdas pero Nidia le quitó el pie de la cuerda.
- Ric Flair derrotó a Eddie Guerrero (17:00)
  - Flair cubrió a Guerrero después de un "Bubba Bomb" de Bubba Ray Dudley
  - Durante la lucha Chris Benoit aplicó un "Crippler Crossface" a Ric Flair fuera del ring.
- Molly Holly derrotó a Trish Stratus ganando el Campeonato Femenino (5:41)
  - Molly cubrió a Trish después de un "Roll-Up".
- Kurt Angle derrotó a Hollywood Hulk Hogan (12:08)
  - Angle forzó a Hogan a rendirse con el "Ankle Lock".
- Brock Lesnar (con Paul Heyman) derrotó al Campeón Intercontinental Rob Van Dam y ganó el King of the Ring (5:42)
  - Lesnar cubrió a Vam Dam después de un "F-5".
  - Durante la lucha, Heyman intervino a favor de Lesnar.
  - El Campeonato Intercontinental de Van Dam no estaba en juego.
- The Undertaker derrotó a Triple H reteniendo el Campeonato Indiscutible de la WWE (23:44)
  - Undertaker cubrió a Triple H con un "Low Blow" y un "Roll-up".
  - Durante la lucha, The Rock atacó a Undertaker y atacó accidentalmente a Triple H con una silla.
  - Durante la lucha, Undertaker atacó a un árbitro.
  - Después de la lucha, The Rock le aplicó un "People's Elbow" a Undertaker, HHH aplicó un "Pedigree" a The Rock y Undertaker un "Chokeslam" a HHH.

El torneo tuvo lugar entre el 27 de mayo y el 23 de junio de 2002. El torneo tuvo el siguiente desarrollo:
|  | Primera ronda    | Primera ronda    | Primera ronda  |             |              | Cuartos de final | Cuartos de final | Cuartos de final |  |               | Semifinales   | Semifinales  | Semifinales  |     |  | Final | Final | Final |  |
|  | (TV)             | (TV)             | (TV)           |             |              | (TV)             | (TV)             | (TV)             |  |               | (PPV)         | (PPV)        | (PPV)        |     |  | (PPV) | (PPV) | (PPV) |  |
|  |                  |                  |                |             |              |                  |                  |                  |  |               |               |              |              |     |  |       |       |       |  |
|  |                  |                  |                |             |              |                  |                  |                  |  |               |               |              |              |     |  |       |       |       |  |
|  | Brock Lesnar     | Brock Lesnar     | Pin            |             |              |                  |                  |                  |  |               |               |              |              |     |  |       |       |       |  |
|  | Brock Lesnar     | Brock Lesnar     | Pin            |             |              |                  |                  |                  |  |               |               |              |              |     |  |       |       |       |  |
|  | Bubba Ray Dudley | Bubba Ray Dudley | 4:49           |             |              |                  |                  |                  |  |               |               |              |              |     |  |       |       |       |  |
|  | Bubba Ray Dudley | Bubba Ray Dudley | 4:49           |             | Brock Lesnar | Brock Lesnar     | Pin              |                  |  |               |               |              |              |     |  |       |       |       |  |
|  |                  |                  |                |             | Brock Lesnar | Brock Lesnar     | Pin              |                  |  |               |               |              |              |     |  |       |       |       |  |
|  |                  |                  | Booker T       | Booker T    | 3:22         |                  |                  |                  |  |               |               |              |              |     |  |       |       |       |  |
|  | Booker T         | Booker T         | Booker T       | Booker T    | 3:22         | Pin              |                  |                  |  |               |               |              |              |     |  |       |       |       |  |
|  | Booker T         | Booker T         |                |             |              |                  |                  |                  |  |               |               |              |              |     |  |       |       |       |  |
|  | William Regal    | William Regal    | 3:26           |             |              |                  |                  |                  |  |               |               |              |              |     |  |       |       |       |  |
|  | William Regal    | William Regal    | 3:26           |             |              |                  |                  |                  |  | Brock Lesnar  | Brock Lesnar  | Pin          |              |     |  |       |       |       |  |
|  |                  |                  |                |             |              |                  |                  |                  |  | Brock Lesnar  | Brock Lesnar  | Pin          |              |     |  |       |       |       |  |
|  |                  |                  | Test           | Test        | 8:18         |                  |                  |                  |  |               |               |              |              |     |  |       |       |       |  |
|  | Hardcore Holly   | Hardcore Holly   | Test           | Test        | 8:18         | Pin              |                  |                  |  |               |               |              |              |     |  |       |       |       |  |
|  | Hardcore Holly   | Hardcore Holly   |                |             |              |                  |                  |                  |  |               |               |              |              |     |  |       |       |       |  |
|  | Tajiri           |                  |                |             |              |                  |                  |                  |  |               |               |              |              |     |  |       |       |       |  |
|  |                  | Hardcore Holly   | Hardcore Holly | Pin         |              |                  |                  |                  |  |               |               |              |              |     |  |       |       |       |  |
|  |                  |                  |                | Pin         |              |                  |                  |                  |  |               |               |              |              |     |  |       |       |       |  |
|  |                  |                  | Test           |             |              |                  |                  |                  |  |               |               |              |              |     |  |       |       |       |  |
|  | The Hurricane    | The Hurricane    | Pin            |             |              |                  |                  |                  |  |               |               |              |              |     |  |       |       |       |  |
|  | The Hurricane    | The Hurricane    | Pin            |             |              |                  |                  |                  |  |               |               |              |              |     |  |       |       |       |  |
|  | Test             |                  |                |             |              |                  |                  |                  |  |               |               |              |              |     |  |       |       |       |  |
|  |                  |                  |                |             |              |                  |                  |                  |  |               |               | Brock Lesnar | Brock Lesnar | Pin |  |       |       |       |  |
|  |                  |                  |                |             |              |                  |                  |                  |  |               |               |              |              | Pin |  |       |       |       |  |
|  |                  |                  | Rob Van Dam    | Rob Van Dam | 5:42         |                  |                  |                  |  |               |               |              |              |     |  |       |       |       |  |
|  | Chris Jericho    | Chris Jericho    | Rob Van Dam    | Rob Van Dam | 5:42         | Forf 1           |                  |                  |  |               |               |              |              |     |  |       |       |       |  |
|  | Chris Jericho    | Chris Jericho    |                |             |              |                  |                  |                  |  |               |               |              |              |     |  |       |       |       |  |
|  | Edge             |                  |                |             |              |                  |                  |                  |  |               |               |              |              |     |  |       |       |       |  |
|  |                  | Chris Jericho    | Chris Jericho  | Sub         |              |                  |                  |                  |  |               |               |              |              |     |  |       |       |       |  |
|  |                  |                  |                | Sub         |              |                  |                  |                  |  |               |               |              |              |     |  |       |       |       |  |
|  |                  |                  | Val Venis      |             |              |                  |                  |                  |  |               |               |              |              |     |  |       |       |       |  |
|  | Christian        | Christian        | Pin            |             |              |                  |                  |                  |  |               |               |              |              |     |  |       |       |       |  |
|  | Christian        | Christian        | Pin            |             |              |                  |                  |                  |  |               |               |              |              |     |  |       |       |       |  |
|  | Val Venis        | Val Venis        | 3:22           |             |              |                  |                  |                  |  |               |               |              |              |     |  |       |       |       |  |
|  | Val Venis        | Val Venis        | 3:22           |             |              |                  |                  |                  |  | Chris Jericho | Chris Jericho | Pin          |              |     |  |       |       |       |  |
|  |                  |                  |                |             |              |                  |                  |                  |  | Chris Jericho | Chris Jericho | Pin          |              |     |  |       |       |       |  |
|  |                  |                  | Rob Van Dam    | Rob Van Dam | 14:32        |                  |                  |                  |  |               |               |              |              |     |  |       |       |       |  |
|  | X-Pac            | X-Pac            | Rob Van Dam    | Rob Van Dam | 14:32        | Pin              |                  |                  |  |               |               |              |              |     |  |       |       |       |  |
|  | X-Pac            | X-Pac            |                |             |              |                  |                  |                  |  |               |               |              |              |     |  |       |       |       |  |
|  | Goldust          | Goldust          | 3:26           |             |              |                  |                  |                  |  |               |               |              |              |     |  |       |       |       |  |
|  | Goldust          | Goldust          | 3:26           |             | X-Pac        | X-Pac            | Pin              |                  |  |               |               |              |              |     |  |       |       |       |  |
|  |                  |                  |                |             | X-Pac        | X-Pac            | Pin              |                  |  |               |               |              |              |     |  |       |       |       |  |
|  |                  |                  | Rob Van Dam    | Rob Van Dam | 6:00         |                  |                  |                  |  |               |               |              |              |     |  |       |       |       |  |
|  | Eddie Guerrero   | Eddie Guerrero   | Rob Van Dam    | Rob Van Dam | 6:00         | Pin              |                  |                  |  |               |               |              |              |     |  |       |       |       |  |
|  | Eddie Guerrero   | Eddie Guerrero   |                |             |              |                  |                  |                  |  |               |               |              |              |     |  |       |       |       |  |
|  | Rob Van Dam      | Rob Van Dam      | 9:38           |             |              |                  |                  |                  |  |               |               |              |              |     |  |       |       |       |  |
|  | Rob Van Dam      | Rob Van Dam      | 9:38           |             |              |                  |                  |                  |  |               |               |              |              |     |  |       |       |       |  |
|  |                  |                  |                |             |              |                  |                  |                  |  |               |               |              |              |     |  |       |       |       |  |

1 Edge no partició en su lucha con Chris Jericho debido a una lesión.

#### 2006
El torneo tuvo lugar entre el 14 de abril y el 21 de mayo de 2006, siendo exclusivo para luchadores de la marca SmackDown. Kurt Angle no pudo disputar su combate de semifinales al haber sido atacado por Mark Henry y sufrido lesiones como resultado. Booker T, quien estaba previsto que fuese su oponente en dicha semifinal, fue quien se coronó ganador del torneo en Judgment Day e inmediatamente después cambió su nombre a King Booker.
|  | Cuartos de final                | Cuartos de final                |               |            | Semifinales          | Semifinales          |  |          | Final                   | Final                   |  |
|  | 14 de abril-5 de mayo SmackDown | 14 de abril-5 de mayo SmackDown |               |            | 12 de mayo SmackDown | 12 de mayo SmackDown |  |          | 21 de mayo Judgment Day | 21 de mayo Judgment Day |  |
|  |                                 |                                 |               |            |                      |                      |  |          |                         |                         |  |
|  |                                 |                                 |               |            |                      |                      |  |          |                         |                         |  |
|  | Kurt Angle                      | Pin                             |               |            |                      |                      |  |          |                         |                         |  |
|  | Kurt Angle                      | Pin                             |               |            |                      |                      |  |          |                         |                         |  |
|  | Randy Orton                     | 08:13                           |               |            |                      |                      |  |          |                         |                         |  |
|  | Randy Orton                     | 08:13                           |               | Kurt Angle | INJ                  |                      |  |          |                         |                         |  |
|  |                                 |                                 |               | Kurt Angle | INJ                  |                      |  |          |                         |                         |  |
|  |                                 |                                 | Booker T      | -          |                      |                      |  |          |                         |                         |  |
|  | Matt Hardy                      | Pin                             | Booker T      | -          |                      |                      |  |          |                         |                         |  |
|  | Matt Hardy                      | Pin                             |               |            |                      |                      |  |          |                         |                         |  |
|  | Booker T                        | 15:23                           |               |            |                      |                      |  |          |                         |                         |  |
|  | Booker T                        | 15:23                           |               |            |                      |                      |  | Booker T | Pin                     |                         |  |
|  |                                 |                                 |               |            |                      |                      |  | Booker T | Pin                     |                         |  |
|  |                                 |                                 | Bobby Lashley | 09:15      |                      |                      |  |          |                         |                         |  |
|  | Chris Benoit                    | Pin                             | Bobby Lashley | 09:15      |                      |                      |  |          |                         |                         |  |
|  | Chris Benoit                    | Pin                             |               |            |                      |                      |  |          |                         |                         |  |
|  | Finlay                          | 22:30                           |               |            |                      |                      |  |          |                         |                         |  |
|  | Finlay                          | 22:30                           |               | Finlay     | Pin                  |                      |  |          |                         |                         |  |
|  |                                 |                                 |               | Finlay     | Pin                  |                      |  |          |                         |                         |  |
|  |                                 |                                 | Bobby Lashley | 13:30      |                      |                      |  |          |                         |                         |  |
|  | Bobby Lashley                   | CO                              | Bobby Lashley | 13:30      |                      |                      |  |          |                         |                         |  |
|  | Bobby Lashley                   | CO                              |               |            |                      |                      |  |          |                         |                         |  |
|  | Mark Henry                      | 05:02                           |               |            |                      |                      |  |          |                         |                         |  |
|  | Mark Henry                      | 05:02                           |               |            |                      |                      |  |          |                         |                         |  |
|  |                                 |                                 |               |            |                      |                      |  |          |                         |                         |  |

#### 2008
El torneo tuvo lugar el 21 de abril de 2008 en Raw, siendo transmitido en su totalidad en abierto. En esta ocasión participaron competidores de las tres marcas de WWE en ese momento: Chris Jericho y William Regal en representación de Raw, CM Punk por ECW y MVP, Matt Hardy, The Great Khali, Finlay y Hornswoggle por SmackDown.
|  | Cuartos de final | Cuartos de final | Cuartos de final |               |      | Semifinal     | Semifinal | Semifinal |  |     | Final   | Final | Final |  |
|  |                  |                  |                  |               |      |               |           |           |  |     |         |       |       |  |
|  |                  |                  |                  |               |      |               |           |           |  |     |         |       |       |  |
|  | RAW              | Chris Jericho    | Sub              |               |      |               |           |           |  |     |         |       |       |  |
|  | RAW              | Chris Jericho    | Sub              |               |      |               |           |           |  |     |         |       |       |  |
|  | SD               | MVP              | 5:05             |               |      |               |           |           |  |     |         |       |       |  |
|  | SD               | MVP              | 5:05             |               | RAW  | Chris Jericho | Pin       |           |  |     |         |       |       |  |
|  |                  |                  |                  |               | RAW  | Chris Jericho | Pin       |           |  |     |         |       |       |  |
|  |                  |                  | ECW              | CM Punk       | 6:21 |               |           |           |  |     |         |       |       |  |
|  | ECW              | CM Punk          | ECW              | CM Punk       | 6:21 | Pin           |           |           |  |     |         |       |       |  |
|  | ECW              | CM Punk          |                  |               |      |               |           |           |  |     |         |       |       |  |
|  | SD               | Matt Hardy       | 3:45             |               |      |               |           |           |  |     |         |       |       |  |
|  | SD               | Matt Hardy       | 3:45             |               |      |               |           |           |  | ECW | CM Punk | Sub   |       |  |
|  |                  |                  |                  |               |      |               |           |           |  | ECW | CM Punk | Sub   |       |  |
|  |                  |                  | RAW              | William Regal | 4:03 |               |           |           |  |     |         |       |       |  |
|  | SD               | The Great Khali  | RAW              | William Regal | 4:03 | DQ            |           |           |  |     |         |       |       |  |
|  | SD               | The Great Khali  |                  |               |      |               |           |           |  |     |         |       |       |  |
|  | SD               | Finlay           | 2:00             |               |      |               |           |           |  |     |         |       |       |  |
|  | SD               | Finlay           | 2:00             |               | SD   | Finlay        | Sub       |           |  |     |         |       |       |  |
|  |                  |                  |                  |               | SD   | Finlay        | Sub       |           |  |     |         |       |       |  |
|  |                  |                  | RAW              | William Regal | 3:37 |               |           |           |  |     |         |       |       |  |
|  | RAW              | William Regal    | RAW              | William Regal | 3:37 | Sub           |           |           |  |     |         |       |       |  |
|  | RAW              | William Regal    |                  |               |      |               |           |           |  |     |         |       |       |  |
|  | SD               | Hornswoggle      | 0:19             |               |      |               |           |           |  |     |         |       |       |  |
|  | SD               | Hornswoggle      | 0:19             |               |      |               |           |           |  |     |         |       |       |  |
|  |                  |                  |                  |               |      |               |           |           |  |     |         |       |       |  |

### Años 2010

#### 2010
El 22 de noviembre se anunció el regreso del torneo con superestrellas de Raw y SmackDown (ECW había desaparecido en febrero). Este se llevó a cabo el 29 de noviembre de 2010, en un episodio de tres horas de Raw, desde la Wells Fargo Center en Filadelfia, Pensilvania. Antes del torneo en sí se efectuaron clasificatorias durante la semana anterior en Raw y SmackDown.
|  | Ronda Clasificatoria      | Ronda Clasificatoria      | Ronda Clasificatoria      |                 |       | Cuartos de final | Cuartos de final | Cuartos de final |  |     | Semifinales     | Semifinales     | Semifinales     |  |     | Final           | Final           | Final           |  |
|  | 22 y 26 de noviembre (TV) | 22 y 26 de noviembre (TV) | 22 y 26 de noviembre (TV) |                 |       | 29 de noviembre  | 29 de noviembre  | 29 de noviembre  |  |     | 29 de noviembre | 29 de noviembre | 29 de noviembre |  |     | 29 de noviembre | 29 de noviembre | 29 de noviembre |  |
|  |                           |                           |                           |                 |       |                  |                  |                  |  |     |                 |                 |                 |  |     |                 |                 |                 |  |
|  |                           |                           |                           |                 |       |                  |                  |                  |  |     |                 |                 |                 |  |     |                 |                 |                 |  |
|  | RAW                       | Sheamus                   | Pin                       |                 |       |                  |                  |                  |  |     |                 |                 |                 |  |     |                 |                 |                 |  |
|  | RAW                       | Sheamus                   | Pin                       |                 |       |                  |                  |                  |  |     |                 |                 |                 |  |     |                 |                 |                 |  |
|  | RAW                       | R-Truth                   | 7:30                      |                 |       |                  |                  |                  |  |     |                 |                 |                 |  |     |                 |                 |                 |  |
|  | RAW                       | R-Truth                   | 7:30                      |                 | RAW   | Sheamus          | Pin              |                  |  |     |                 |                 |                 |  |     |                 |                 |                 |  |
|  |                           |                           |                           |                 | RAW   | Sheamus          | Pin              |                  |  |     |                 |                 |                 |  |     |                 |                 |                 |  |
|  |                           |                           | SD                        | Kofi Kingston   | 04:05 |                  |                  |                  |  |     |                 |                 |                 |  |     |                 |                 |                 |  |
|  | SD                        | Kofi Kingston             | SD                        | Kofi Kingston   | 04:05 | Pin              |                  |                  |  |     |                 |                 |                 |  |     |                 |                 |                 |  |
|  | SD                        | Kofi Kingston             |                           |                 |       |                  |                  |                  |  |     |                 |                 |                 |  |     |                 |                 |                 |  |
|  | SD                        | Jack Swagger              | 13:27                     |                 |       |                  |                  |                  |  |     |                 |                 |                 |  |     |                 |                 |                 |  |
|  | SD                        | Jack Swagger              | 13:27                     |                 |       |                  |                  |                  |  | RAW | Sheamus         | BYE             |                 |  |     |                 |                 |                 |  |
|  |                           |                           |                           |                 |       |                  |                  |                  |  | RAW | Sheamus         | BYE             |                 |  |     |                 |                 |                 |  |
|  |                           |                           |                           |                 |       |                  |                  |                  |  |     |                 |                 |                 |  |     |                 |                 |                 |  |
|  | RAW                       | Ezekiel Jackson           | Pin                       |                 |       |                  |                  |                  |  |     |                 |                 |                 |  |     |                 |                 |                 |  |
|  | RAW                       | Ezekiel Jackson           | Pin                       |                 |       |                  |                  |                  |  |     |                 |                 |                 |  |     |                 |                 |                 |  |
|  | RAW                       | Alex Riley                | 1:53                      |                 |       |                  |                  |                  |  |     |                 |                 |                 |  |     |                 |                 |                 |  |
|  | RAW                       | Alex Riley                | 1:53                      |                 | RAW   | Ezekiel Jackson  | DCO              |                  |  |     |                 |                 |                 |  |     |                 |                 |                 |  |
|  |                           |                           |                           |                 | RAW   | Ezekiel Jackson  | DCO              |                  |  |     |                 |                 |                 |  |     |                 |                 |                 |  |
|  |                           |                           | SD                        | Drew McIntyre   |       |                  |                  |                  |  |     |                 |                 |                 |  |     |                 |                 |                 |  |
|  | SD                        | MVP                       | SD                        | Drew McIntyre   | Pin   |                  |                  |                  |  |     |                 |                 |                 |  |     |                 |                 |                 |  |
|  | SD                        | MVP                       |                           |                 |       |                  |                  |                  |  |     |                 |                 |                 |  |     |                 |                 |                 |  |
|  | SD                        | Drew McIntyre             | 5:22                      |                 |       |                  |                  |                  |  |     |                 |                 |                 |  |     |                 |                 |                 |  |
|  | SD                        | Drew McIntyre             | 5:22                      |                 |       |                  |                  |                  |  |     |                 |                 |                 |  | RAW | Sheamus         | Pin             |                 |  |
|  |                           |                           |                           |                 |       |                  |                  |                  |  |     |                 |                 |                 |  | RAW | Sheamus         | Pin             |                 |  |
|  |                           |                           | RAW                       | John Morrison   | 12:05 |                  |                  |                  |  |     |                 |                 |                 |  |     |                 |                 |                 |  |
|  | RAW                       | Ted DiBiase               | RAW                       | John Morrison   | 12:05 | Sub              |                  |                  |  |     |                 |                 |                 |  |     |                 |                 |                 |  |
|  | RAW                       | Ted DiBiase               |                           |                 |       |                  |                  |                  |  |     |                 |                 |                 |  |     |                 |                 |                 |  |
|  | RAW                       | Daniel Bryan              | 1:53                      |                 |       |                  |                  |                  |  |     |                 |                 |                 |  |     |                 |                 |                 |  |
|  | RAW                       | Daniel Bryan              | 1:53                      |                 | RAW   | Daniel Bryan     | Sub              |                  |  |     |                 |                 |                 |  |     |                 |                 |                 |  |
|  |                           |                           |                           |                 | RAW   | Daniel Bryan     | Sub              |                  |  |     |                 |                 |                 |  |     |                 |                 |                 |  |
|  |                           |                           | SD                        | Alberto del Rio | 09:40 |                  |                  |                  |  |     |                 |                 |                 |  |     |                 |                 |                 |  |
|  | SD                        | Alberto del Rio           | SD                        | Alberto del Rio | 09:40 | CO               |                  |                  |  |     |                 |                 |                 |  |     |                 |                 |                 |  |
|  | SD                        | Alberto del Rio           |                           |                 |       |                  |                  |                  |  |     |                 |                 |                 |  |     |                 |                 |                 |  |
|  | SD                        | The Big Show              | 5:20                      |                 |       |                  |                  |                  |  |     |                 |                 |                 |  |     |                 |                 |                 |  |
|  | SD                        | The Big Show              | 5:20                      |                 |       |                  |                  |                  |  | SD  | Alberto del Río | Pin             |                 |  |     |                 |                 |                 |  |
|  |                           |                           |                           |                 |       |                  |                  |                  |  | SD  | Alberto del Río | Pin             |                 |  |     |                 |                 |                 |  |
|  |                           |                           | RAW                       | John Morrison   | 03:22 |                  |                  |                  |  |     |                 |                 |                 |  |     |                 |                 |                 |  |
|  | RAW                       | John Morrison             | RAW                       | John Morrison   | 03:22 | Pin              |                  |                  |  |     |                 |                 |                 |  |     |                 |                 |                 |  |
|  | RAW                       | John Morrison             |                           |                 |       |                  |                  |                  |  |     |                 |                 |                 |  |     |                 |                 |                 |  |
|  | RAW                       | Tyson Kidd                | 3:18                      |                 |       |                  |                  |                  |  |     |                 |                 |                 |  |     |                 |                 |                 |  |
|  | RAW                       | Tyson Kidd                | 3:18                      |                 | RAW   | John Morrison    | Pin              |                  |  |     |                 |                 |                 |  |     |                 |                 |                 |  |
|  |                           |                           |                           |                 | RAW   | John Morrison    | Pin              |                  |  |     |                 |                 |                 |  |     |                 |                 |                 |  |
|  |                           |                           | SD                        | Cody Rhodes     | 03:38 |                  |                  |                  |  |     |                 |                 |                 |  |     |                 |                 |                 |  |
|  | SD                        | Rey Mysterio              | SD                        | Cody Rhodes     | 03:38 | Pin              |                  |                  |  |     |                 |                 |                 |  |     |                 |                 |                 |  |
|  | SD                        | Rey Mysterio              |                           |                 |       |                  |                  |                  |  |     |                 |                 |                 |  |     |                 |                 |                 |  |
|  | SD                        | Cody Rhodes               | 5:59                      |                 |       |                  |                  |                  |  |     |                 |                 |                 |  |     |                 |                 |                 |  |
|  | SD                        | Cody Rhodes               | 5:59                      |                 |       |                  |                  |                  |  |     |                 |                 |                 |  |     |                 |                 |                 |  |
|  |                           |                           |                           |                 |       |                  |                  |                  |  |     |                 |                 |                 |  |     |                 |                 |                 |  |

#### 2015
El 26 de abril, durante Extreme Rules, se anunció que una vez más se llevará a cabo el torneo. La primera ronda se celebró en la edición del 27 de abril de Raw, y las semifinales y final fueron transmitidas el 28 de abril en WWE Network. Este es el primer King of the Ring que se celebra tras el final de la separación de marcas en 2011 y tras cinco años del último torneo.
|  | Cuartos de final | Cuartos de final |         |                  | Semifinales             | Semifinales             |  |                  | Final                   | Final                   |  |
|  | 27 de abril Raw  | 27 de abril Raw  |         |                  | 28 de abril WWE Network | 28 de abril WWE Network |  |                  | 28 de abril WWE Network | 28 de abril WWE Network |  |
|  |                  |                  |         |                  |                         |                         |  |                  |                         |                         |  |
|  |                  |                  |         |                  |                         |                         |  |                  |                         |                         |  |
|  | Dolph Ziggler    | Pin              |         |                  |                         |                         |  |                  |                         |                         |  |
|  | Dolph Ziggler    | Pin              |         |                  |                         |                         |  |                  |                         |                         |  |
|  | Bad News Barrett | 08:17            |         |                  |                         |                         |  |                  |                         |                         |  |
|  | Bad News Barrett | 08:17            |         | Bad News Barrett | Pin                     |                         |  |                  |                         |                         |  |
|  |                  |                  |         | Bad News Barrett | Pin                     |                         |  |                  |                         |                         |  |
|  |                  |                  | R-Truth | 04:37            |                         |                         |  |                  |                         |                         |  |
|  | R-Truth          | Pin              | R-Truth | 04:37            |                         |                         |  |                  |                         |                         |  |
|  | R-Truth          | Pin              |         |                  |                         |                         |  |                  |                         |                         |  |
|  | Stardust         | 03:47            |         |                  |                         |                         |  |                  |                         |                         |  |
|  | Stardust         | 03:47            |         |                  |                         |                         |  | Bad News Barrett | Pin                     |                         |  |
|  |                  |                  |         |                  |                         |                         |  | Bad News Barrett | Pin                     |                         |  |
|  |                  |                  | Neville | 07:05            |                         |                         |  |                  |                         |                         |  |
|  | Dean Ambrose     | DQ               | Neville | 07:05            |                         |                         |  |                  |                         |                         |  |
|  | Dean Ambrose     | DQ               |         |                  |                         |                         |  |                  |                         |                         |  |
|  | Sheamus          | 12:33            |         |                  |                         |                         |  |                  |                         |                         |  |
|  | Sheamus          | 12:33            |         | Sheamus          | Pin                     |                         |  |                  |                         |                         |  |
|  |                  |                  |         | Sheamus          | Pin                     |                         |  |                  |                         |                         |  |
|  |                  |                  | Neville | 05:43            |                         |                         |  |                  |                         |                         |  |
|  | Neville          | Pin              | Neville | 05:43            |                         |                         |  |                  |                         |                         |  |
|  | Neville          | Pin              |         |                  |                         |                         |  |                  |                         |                         |  |
|  | Luke Harper      | 10:12            |         |                  |                         |                         |  |                  |                         |                         |  |
|  | Luke Harper      | 10:12            |         |                  |                         |                         |  |                  |                         |                         |  |
|  |                  |                  |         |                  |                         |                         |  |                  |                         |                         |  |

- "KOTR 1ra Ronda":
- Bad News Barrett derrotó a Dolph Ziggler (08:17).[4]
  - Barrett cubrió a Ziggler después de un "Bull Hammer".
  - Durante la lucha, Sheamus interfirió distrayendo a Ziggler.
- R-Truth derrotó a Stardust (03:47).[4]
  - R-Truth cubrió a Stardust después de un "Lie Detector".
- Sheamus derrotó a Dean Ambrose por descalificación (12:33).[4]
  - Ambrose fue descalificado después de que Dolph Ziggler atacara a Sheamus.
- Neville derrotó a Luke Harper (10:12).[4]
  - Neville cubrió a Harper después de una "Red Arrow".
- "KOTR Semifinales":
- Neville derrotó a Sheamus (05:43).[4]
  - Neville cubrió a Sheamus después de una "Red Arrow".
  - Durante la lucha, Dolph Ziggler interfirió distrayendo a Sheamus.
  - Después de la lucha, Ziggler atacó a Sheamus.
- Bad News Barrett derrotó a R-Truth (04:37).[4]
  - Barrett cubrió a R-Truth después de un "Bull Hammer".
- "KOTR Final": Bad News Barrett derrotó a Neville ganando el torneo King of the Ring 2015 (07:05).[4]
  - Barrett cubrió a Neville después de evitar una "Red Arrow" y aplicarle un "Bull Hammer".

#### 2019
El 19 de agosto de 2019 y se transmitirá en Raw y SmackDown Live con las finales en Raw Es el primer evento King of the Ring desde 2015. Se asignaron a 8 luchadores de Raw y 8 de SmackDown, los cuales son The Miz, Ricochet, Cedric Alexander, Samoa Joe, Drew McIntyre, Baron Corbin, Sami Zayn y Cesaro, que provienen de Raw; mientras que Kevin Owens, Ali, Apollo Crews, Chad Gable, Elias, Andrade, Buddy Murphy y Shelton Benjamin son por parte de SmackDown. Originalmente, la final de torneo sería en Clash of Champions, pero el 10 de septiembre, en la edición de SmackDown Live, se confirmó que la final del torneo fue movido al Raw después de Clash of Champions.
|  | Ronda Clasificatoria                           | Ronda Clasificatoria                           | Ronda Clasificatoria                           |              |       | Cuartos de final                         | Cuartos de final                         | Cuartos de final                         |  |     | Semifinales                               | Semifinales                               | Semifinales                               |  |     | Final                | Final                | Final                |  |
|  | 19, 20, 26 y 27 de agosto Raw y SmackDown Live | 19, 20, 26 y 27 de agosto Raw y SmackDown Live | 19, 20, 26 y 27 de agosto Raw y SmackDown Live |              |       | 2 y 3 de septiembre Raw y SmackDown Live | 2 y 3 de septiembre Raw y SmackDown Live | 2 y 3 de septiembre Raw y SmackDown Live |  |     | 9 y 10 de septiembre Raw y SmackDown Live | 9 y 10 de septiembre Raw y SmackDown Live | 9 y 10 de septiembre Raw y SmackDown Live |  |     | 16 de septiembre Raw | 16 de septiembre Raw | 16 de septiembre Raw |  |
|  |                                                |                                                |                                                |              |       |                                          |                                          |                                          |  |     |                                           |                                           |                                           |  |     |                      |                      |                      |  |
|  |                                                |                                                |                                                |              |       |                                          |                                          |                                          |  |     |                                           |                                           |                                           |  |     |                      |                      |                      |  |
|  | RAW                                            | Cesaro                                         | Sub                                            |              |       |                                          |                                          |                                          |  |     |                                           |                                           |                                           |  |     |                      |                      |                      |  |
|  | RAW                                            | Cesaro                                         | Sub                                            |              |       |                                          |                                          |                                          |  |     |                                           |                                           |                                           |  |     |                      |                      |                      |  |
|  | RAW                                            | Samoa Joe                                      | 10:00                                          |              |       |                                          |                                          |                                          |  |     |                                           |                                           |                                           |  |     |                      |                      |                      |  |
|  | RAW                                            | Samoa Joe                                      | 10:00                                          |              | RAW   | Samoa Joe                                | —                                        |                                          |  |     |                                           |                                           |                                           |  |     |                      |                      |                      |  |
|  |                                                |                                                |                                                |              | RAW   | Samoa Joe                                | —                                        |                                          |  |     |                                           |                                           |                                           |  |     |                      |                      |                      |  |
|  |                                                |                                                | RAW                                            | Ricochet     | —     |                                          |                                          |                                          |  |     |                                           |                                           |                                           |  |     |                      |                      |                      |  |
|  | RAW                                            | Ricochet                                       | RAW                                            | Ricochet     | —     | 14:10                                    |                                          |                                          |  |     |                                           |                                           |                                           |  |     |                      |                      |                      |  |
|  | RAW                                            | Ricochet                                       |                                                |              |       |                                          |                                          |                                          |  |     |                                           |                                           |                                           |  |     |                      |                      |                      |  |
|  | RAW                                            | Drew McIntyre                                  | Pin                                            |              |       |                                          |                                          |                                          |  |     |                                           |                                           |                                           |  |     |                      |                      |                      |  |
|  | RAW                                            | Drew McIntyre                                  | Pin                                            |              |       |                                          |                                          |                                          |  | RAW | Ricochet / Samoa Joe                      | Pin                                       |                                           |  |     |                      |                      |                      |  |
|  |                                                |                                                |                                                |              |       |                                          |                                          |                                          |  | RAW | Ricochet / Samoa Joe                      | Pin                                       |                                           |  |     |                      |                      |                      |  |
|  |                                                |                                                | RAW                                            | Baron Corbin | 14:40 |                                          |                                          |                                          |  |     |                                           |                                           |                                           |  |     |                      |                      |                      |  |
|  | RAW                                            | Cedric Alexander                               | RAW                                            | Baron Corbin | 14:40 | 3:35                                     |                                          |                                          |  |     |                                           |                                           |                                           |  |     |                      |                      |                      |  |
|  | RAW                                            | Cedric Alexander                               |                                                |              |       |                                          |                                          |                                          |  |     |                                           |                                           |                                           |  |     |                      |                      |                      |  |
|  | RAW                                            | Sami Zayn                                      | Pin                                            |              |       |                                          |                                          |                                          |  |     |                                           |                                           |                                           |  |     |                      |                      |                      |  |
|  | RAW                                            | Sami Zayn                                      | Pin                                            |              | RAW   | Cedric Alexander                         | Pin                                      |                                          |  |     |                                           |                                           |                                           |  |     |                      |                      |                      |  |
|  |                                                |                                                |                                                |              | RAW   | Cedric Alexander                         | Pin                                      |                                          |  |     |                                           |                                           |                                           |  |     |                      |                      |                      |  |
|  |                                                |                                                | RAW                                            | Baron Corbin | 14:30 |                                          |                                          |                                          |  |     |                                           |                                           |                                           |  |     |                      |                      |                      |  |
|  | RAW                                            | The Miz                                        | RAW                                            | Baron Corbin | 14:30 | Pin                                      |                                          |                                          |  |     |                                           |                                           |                                           |  |     |                      |                      |                      |  |
|  | RAW                                            | The Miz                                        |                                                |              |       |                                          |                                          |                                          |  |     |                                           |                                           |                                           |  |     |                      |                      |                      |  |
|  | RAW                                            | Baron Corbin                                   | 10:00                                          |              |       |                                          |                                          |                                          |  |     |                                           |                                           |                                           |  |     |                      |                      |                      |  |
|  | RAW                                            | Baron Corbin                                   | 10:00                                          |              |       |                                          |                                          |                                          |  |     |                                           |                                           |                                           |  | RAW | Baron Corbin         | 19:10                |                      |  |
|  |                                                |                                                |                                                |              |       |                                          |                                          |                                          |  |     |                                           |                                           |                                           |  | RAW | Baron Corbin         | 19:10                |                      |  |
|  |                                                |                                                | SD                                             | Chad Gable   | Pin   |                                          |                                          |                                          |  |     |                                           |                                           |                                           |  |     |                      |                      |                      |  |
|  | SD                                             | Kevin Owens                                    | SD                                             | Chad Gable   | Pin   | Pin                                      |                                          |                                          |  |     |                                           |                                           |                                           |  |     |                      |                      |                      |  |
|  | SD                                             | Kevin Owens                                    |                                                |              |       |                                          |                                          |                                          |  |     |                                           |                                           |                                           |  |     |                      |                      |                      |  |
|  | SD                                             | Elias                                          | 13:25                                          |              |       |                                          |                                          |                                          |  |     |                                           |                                           |                                           |  |     |                      |                      |                      |  |
|  | SD                                             | Elias                                          | 13:25                                          |              | SD    | Elias                                    | 11:30                                    |                                          |  |     |                                           |                                           |                                           |  |     |                      |                      |                      |  |
|  |                                                |                                                |                                                |              | SD    | Elias                                    | 11:30                                    |                                          |  |     |                                           |                                           |                                           |  |     |                      |                      |                      |  |
|  |                                                |                                                | SD                                             | Ali          | Pin   |                                          |                                          |                                          |  |     |                                           |                                           |                                           |  |     |                      |                      |                      |  |
|  | SD                                             | Ali                                            | SD                                             | Ali          | Pin   | 11:32                                    |                                          |                                          |  |     |                                           |                                           |                                           |  |     |                      |                      |                      |  |
|  | SD                                             | Ali                                            |                                                |              |       |                                          |                                          |                                          |  |     |                                           |                                           |                                           |  |     |                      |                      |                      |  |
|  | SD                                             | Buddy Murphy                                   | Pin                                            |              |       |                                          |                                          |                                          |  |     |                                           |                                           |                                           |  |     |                      |                      |                      |  |
|  | SD                                             | Buddy Murphy                                   | Pin                                            |              |       |                                          |                                          |                                          |  | SD  | Shane McMahon                             | Sub                                       |                                           |  |     |                      |                      |                      |  |
|  |                                                |                                                |                                                |              |       |                                          |                                          |                                          |  | SD  | Shane McMahon                             | Sub                                       |                                           |  |     |                      |                      |                      |  |
|  |                                                |                                                | SD                                             | Chad Gable   | 8:54  |                                          |                                          |                                          |  |     |                                           |                                           |                                           |  |     |                      |                      |                      |  |
|  | SD                                             | Chad Gable                                     | SD                                             | Chad Gable   | 8:54  | 3:52                                     |                                          |                                          |  |     |                                           |                                           |                                           |  |     |                      |                      |                      |  |
|  | SD                                             | Chad Gable                                     |                                                |              |       |                                          |                                          |                                          |  |     |                                           |                                           |                                           |  |     |                      |                      |                      |  |
|  | SD                                             | Shelton Benjamin                               | Pin                                            |              |       |                                          |                                          |                                          |  |     |                                           |                                           |                                           |  |     |                      |                      |                      |  |
|  | SD                                             | Shelton Benjamin                               | Pin                                            |              | SD    | Chad Gable                               | 7:35                                     |                                          |  |     |                                           |                                           |                                           |  |     |                      |                      |                      |  |
|  |                                                |                                                |                                                |              | SD    | Chad Gable                               | 7:35                                     |                                          |  |     |                                           |                                           |                                           |  |     |                      |                      |                      |  |
|  |                                                |                                                | SD                                             | Andrade      | Pin   |                                          |                                          |                                          |  |     |                                           |                                           |                                           |  |     |                      |                      |                      |  |
|  | SD                                             | Apollo Crews                                   | SD                                             | Andrade      | Pin   | Pin                                      |                                          |                                          |  |     |                                           |                                           |                                           |  |     |                      |                      |                      |  |
|  | SD                                             | Apollo Crews                                   |                                                |              |       |                                          |                                          |                                          |  |     |                                           |                                           |                                           |  |     |                      |                      |                      |  |
|  | SD                                             | Andrade                                        | 9:40                                           |              |       |                                          |                                          |                                          |  |     |                                           |                                           |                                           |  |     |                      |                      |                      |  |
|  | SD                                             | Andrade                                        | 9:40                                           |              |       |                                          |                                          |                                          |  |     |                                           |                                           |                                           |  |     |                      |                      |                      |  |
|  |                                                |                                                |                                                |              |       |                                          |                                          |                                          |  |     |                                           |                                           |                                           |  |     |                      |                      |                      |  |

KOTR: 1ra ronda:
- Samoa Joe derrotó a Cesaro (10:00).[5]
  - Joe forzó a Cesaro a rendirse con un «Coquina Clutch».
- Cedric Alexander derrotó a Sami Zayn (3:35).[5]
  - Alexander cubrió a Zayn después de un «Lumbar Check».
- Andrade (con Zelina Vega) derrotó a Apollo Crews (9:40).[6]
  - Andrade cubrió a Crews después de un «Hammerlock DDT».
  - Durante la lucha Vega interfirió a favor de Andrade.
- El Campeón 24/7 de la WWE Elias derrotó a Kevin Owens (13:25).[6]
  - Elias cubrió a Owens con un «Roll-up».
  - Durante la lucha, Shane McMahon reemplazó al árbitro, realizando una cuenta rápida a favor de Elias.
  - El Campeonato 24/7 de la WWE de Elias no estuvo en juego.
- Ricochet derrotó a Drew McIntyre (14:10).[7]
  - Ricochet cubrió a McIntyre después de un «630.º Senton».
- Baron Corbin derrotó a The Miz (10:00).[7]
  - Corbin cubrió a Miz después de un «End of Days».
- Ali derrotó a Buddy Murphy (11:32).[8]
  - Ali cubrió a Murphy después de un «450.º Splash».
- Chad Gable derrotó a Shelton Benjamin (3:52).[8]
  - Gable cubrió a Benjamin después de revertir un «Powerbomb» con un «Sunset Flip».

KOTR: Cuartos de final:
- Baron Corbin derrotó a Cedric Alexander (14:30).[9]
  - Corbin cubrió a Alexander después de un «End of Days».
- Samoa Joe y Ricochet terminaron sin resultado (16:00).[9]
  - La lucha terminó sin resultado, cuando el árbitro realizó el conteo sobre ambos, los cuales, se cubrieron mutuamente, al tener el brazo sobre el otro.
  - Como resultado, queda indefinido, quién avanza a la siguiente ronda.
  - Después de la lucha, el árbitro John Cone decidió clasificar a ambas superestrellas a la semifinal y pactó una Triple Threat Match entre Joe, Ricochet, y Corbin.
- Elias derrotó a Ali (11:30).[10]
  - Elias cubrió a Ali después de un «Drift Away».
- Chad Gable derrotó a Andrade (con Zelina Vega) (7:35).[10]
  - Gable cubrió a Andrade con un «Roll-up».

KOTR: Semifinal:
- Baron Corbin derrotó a Ricochet y Samoa Joe (14:40).[11]
  - Corbin cubrió a Joe después de un «630.º Senton» de Ricochet.
- Chad Gable derrotó a Shane McMahon en un 2-out-of-3 Falls Match (con Kevin Owens como árbitro especial invitado) (8:54).[12]
  - Gable cubrió a Shane después de un «German Suplex» [1-0] (0:35).
  - Gable forzó a Shane a rendirse con un «Ankle Lock» [2-0] (8:54).
  - Después de la lucha, Shane atacó y despidió a Owens.
  - Originalmente, la lucha era un combate estándar, pero Shane la cambió a un 2-out-of-3 Falls Match.
  - Originalmente Elias iba a ser el oponente de Gable, pero fue reemplazado por Shane debido a una lesión.

KOTR: Final:
- Baron Corbin derrotó a Chad Gable ganando el torneo King of the Ring 2019 (19:10).
  - Corbin cubrió a Gable después de un «End of Days».

### Años 2020

#### 2021 (Corona)
En abril del 2021, Nakamura comenzó un fuedo contra Corbin, teniendo varios combates individuales con empatando en victorias, hasta el 18 de junio donde se enfrentaron por la Corona.
|  | Batalla por la Corona |                   |      |  |
|  |                       |                   |      |  |
|  | Rey                   | King Corbin       | 9:01 |  |
|  | Rey                   | King Corbin       | 9:01 |  |
|  | Retador               | Shinsuke Nakamura | Pin  |  |
|  | Retador               | Shinsuke Nakamura | Pin  |  |

##### Battle For The Crown
- Shinsuke Nakamura derrotó a King Corbin ganando la Corona del King of the Ring 2021 (9:01) 
  - Nakamura cubrió a Corbin después de un «Kinshasa».
  - Esta fue la primera vez que la Corona del King of the Ring cambia de manos en su historia.

#### 2021
El 8 de octubre de 2021 y se transmitirá en Raw y SmackDown con las finales en Crown Jewel Es el primer evento King of the Ring desde 2019 y durante la pandemia de COVID-19. Se asignaron a 4 luchadores de Raw y 4 de SmackDown, los cuales son Rey Mysterio, Sami Zayn, Cesaro y Finn Bálor, que provienen de SmackDown; mientras que Kofi Kingston, Jinder Mahal, Xavier Woods y Ricochet son por parte de Raw. La final de torneo será en Crown Jewel el 21 de octubre.
|  | Cuartos de final                  | Cuartos de final                  |              |              | Semifinales                        | Semifinales                        |  |            | Final                     | Final                     |  |
|  | 8 de octubre SD 11 de octubre Raw | 8 de octubre SD 11 de octubre Raw |              |              | 15 de octubre SD 18 de octubre Raw | 15 de octubre SD 18 de octubre Raw |  |            | 21 de octubre Crown Jewel | 21 de octubre Crown Jewel |  |
|  |                                   |                                   |              |              |                                    |                                    |  |            |                           |                           |  |
|  |                                   |                                   |              |              |                                    |                                    |  |            |                           |                           |  |
|  | Rey Mysterio                      | 8:00                              |              |              |                                    |                                    |  |            |                           |                           |  |
|  | Rey Mysterio                      | 8:00                              |              |              |                                    |                                    |  |            |                           |                           |  |
|  | Sami Zayn                         | Pin                               |              |              |                                    |                                    |  |            |                           |                           |  |
|  | Sami Zayn                         | Pin                               |              | Sami Zayn    | 11:25                              |                                    |  |            |                           |                           |  |
|  |                                   |                                   |              | Sami Zayn    | 11:25                              |                                    |  |            |                           |                           |  |
|  |                                   |                                   | Finn Bálor   | Pin          |                                    |                                    |  |            |                           |                           |  |
|  | Cesaro                            | 11:25                             | Finn Bálor   | Pin          |                                    |                                    |  |            |                           |                           |  |
|  | Cesaro                            | 11:25                             |              |              |                                    |                                    |  |            |                           |                           |  |
|  | Finn Bálor                        | Pin                               |              |              |                                    |                                    |  |            |                           |                           |  |
|  | Finn Bálor                        | Pin                               |              |              |                                    |                                    |  | Finn Bálor | 9:40                      |                           |  |
|  |                                   |                                   |              |              |                                    |                                    |  | Finn Bálor | 9:40                      |                           |  |
|  |                                   |                                   | Xavier Woods | Pin          |                                    |                                    |  |            |                           |                           |  |
|  | Kofi Kingston                     | 8:55                              | Xavier Woods | Pin          |                                    |                                    |  |            |                           |                           |  |
|  | Kofi Kingston                     | 8:55                              |              |              |                                    |                                    |  |            |                           |                           |  |
|  | Jinder Mahal                      | Pin                               |              |              |                                    |                                    |  |            |                           |                           |  |
|  | Jinder Mahal                      | Pin                               |              | Jinder Mahal | 9:40                               |                                    |  |            |                           |                           |  |
|  |                                   |                                   |              | Jinder Mahal | 9:40                               |                                    |  |            |                           |                           |  |
|  |                                   |                                   | Xavier Woods | Pin          |                                    |                                    |  |            |                           |                           |  |
|  | Xavier Woods                      | Pin                               | Xavier Woods | Pin          |                                    |                                    |  |            |                           |                           |  |
|  | Xavier Woods                      | Pin                               |              |              |                                    |                                    |  |            |                           |                           |  |
|  | Ricochet                          | 10:55                             |              |              |                                    |                                    |  |            |                           |                           |  |
|  | Ricochet                          | 10:55                             |              |              |                                    |                                    |  |            |                           |                           |  |
|  |                                   |                                   |              |              |                                    |                                    |  |            |                           |                           |  |

##### KOTR: 1.ª ronda
- Sami Zayn derrotó a Rey Mysterio (8:00).
  - Zayn cubrió a Mysterio después de empujarlo hacia el cuerpo de Dominik Mysterio y un «Roll-Up».
- Finn Bálor derrotó a Cesaro (11:25).
  - Bálor cubrió a Cesaro después de un «Coup de Grace».
- Xavier Woods derrotó a Ricochet (10:55).
  - Woods cubrió a Ricochet después de un «Ropewalk Elbow Drop».
- Jinder Mahal (con Shanky & Veer) derrotó a Kofi Kingston (8:55).
  - Mahal cubrió a Kingston después de un «Khallas».

##### KOTR: SemiFinal
- Finn Bálor derrotó a Sami Zayn (11:25).
  - Bálor cubrió a Zayn después de un «Coup de Grace».
- Xavier Woods (con Kofi Kingston) derrotó a Jinder Mahal (con Shanky & Veer) (9:40).
  - Woods cubrió a Mahal después de un «Ropewalk Elbow Drop».

##### KOTR: Final
- Xavier Woods derrotó a Finn Bálor y ganó el King of the Ring 2021 (9:40).
  - Woods cubrió a Bálor después de un «RopeWalk Elbow Drop».

#### 2024
King & Queen of the Ring tuvo lugar el 25 de mayo del 2024 en el Jeddah Superdome en Yeda, Arabia Saudita.

##### Antecedentes
Después de Royal Rumble, hubo una rivalidad entre Becky Lynch, Liv Morgan, Nia Jax y la campeona de ese momento, Rhea Ripley, por el Campeonato Mundial Femenino. En Elimination Chamber, Lynch ganó una Elimination Chamber Match y con ello la oportunidad de enfrentar a Ripley en WrestleMania XL. No obstante, en el evento, Lynch no pudo quitarle el campeonato a Ripley.En el Raw del 8 de abril, Ripley fue atacada por Morgan en venganza por haberle provocado una lesión que la ausentó un tiempo, lo cual, llevó que la siguiente semana anunciara que dejaría vacante el campeonado por una lesión de hombro. El 22 de abril en Raw se hizo una Battle Royal para coronar una nueva Campeona Mundial, la cual fue ganada por Lynch. En las semanas posteriores hubo diferentes careos entre Lynch y Morgan. El 6 de mayo, Lynch le dio a Morgan una lucha titular.
Durante su período como Campeón Intercontinental de WWE, Gunther tuvo una rivalidad con Chad Gable, quien falló dos veces en su intento de quitarle el título. En busca de una tercera oportunidad, participó en una Gauntlet Match, la cual fue ganada por Sami Zayn, quien tuvo una lucha en WrestleMania XL. Previo a la lucha, Gable estuvo apoyando a Zayn contra Imperium. En el combate, Zayn derrotó a Gunther, acabando con su histórico reinado y convirtiéndose en el campeón. El 8 de abril en Raw, Zayn anunció que a la siguiente semana en Montreal le daría le daría una oportunidad a Gable, debido a su apoyo. Zayn derrotó a Gable, quien lo atacó mientras celebraba y tras haberle dado la mano en señal de respeto y cambiando a heel. Antes del combate, «Big» Bronson Reed había declarado a Gable su deseo de enfrentarse por el título al ganador. A la siguiente semana, Reed atacó a Zayn cuando era entrevistado. En la segunda noche del Draft, Zayn atacó a Gable antes de su combate contra Reed, el cual terminó en descalificación por la interferencia de Gable. En la edición del 6 de mayo, durante la lucha entre Gable y Reed, Zayn atacó a ambos, pero Reed logró revertir el ataque quedando mejor posicionado. Tras ello, Zayn declaró una lucha contra Reed y Gable por el título.
En la edición de 10 de mayo en SmackDown, el gerente general, Nick Aldis, le anunció a Cody Rhodes que su oponente por el Campeonato Indiscutible de WWE en King & Queen of the Ring sería el campeón de los Estados Unidos, Logan Paul. En el cara a cara, Rhodes le dijo a Paul que también ponga su título en juego, para una lucha Campeón vs. Campeón. Sin embargo, en la edición del 17 de mayo de SmackDown, durante la firma de contrato, Paul rompió el documento oficial y presentó uno nuevo, donde se establecía que sólo estaría en disputa el Campeonato Indiscutible de WWE, lo que fue aceptado por Rhodes.

##### Resultados
- Kick-Off: Bianca Belair & Jade Cargill derrotaron a Candice LeRae & Indi Hartwell y retuvieron el Campeonato Femenino de Parejas de WWE (8:05).
  - Belair cubrió a LeRae después de un «Ocean Cyclon Suplex» de Cargill.
- Liv Morgan derrotó a Becky Lynch y ganó el Campeonato Mundial Femenino (16:25).[15]
  - Morgan cubrió a Lynch después de un «ObLIVion».
  - Durante la lucha, Dominik Mysterio interfirió en contra de Morgan, introduciendo una silla al ring y distrayendo a la referee, sin embargo, le acabó favoreciendo indirectamente.
- Sami Zayn derrotó a Chad Gable (con Otis) y Bronson Reed y retuvo el Campeonato Intercontinental (13:40).[19]
  - Zayn cubrió a Reed después de un «Helluva Kick».
  - Durante la lucha, Otis interfirió a favor de Gable, sin embargo, lo golpeó accidentalmente.
- Nia Jax derrotó a Lyra Valkyria y ganó el Queen of the Ring (9:40).
  - Jax cubrió a Valkyria después de revertir un «Powerbomb»  en un «Annihilator».
  - Como resultado, Jax tendrá una oportunidad de campeonato en SummerSlam.
- Gunther derrotó a Randy Orton y ganó el King of the Ring (21:50).
  - Gunther cubrió a Orton con un «Roll-Up».
  - Durante el conteo, Orton tenía un hombro levantado, pero el árbitro no lo vio.
  - Como resultado, Gunther tendrá una oportunidad de campeonato en SummerSlam.
- Cody Rhodes derrotó a Logan Paul y retuvo el Campeonato Indiscutible de WWE (24:20).[20]
  - Rhodes cubrió a Paul después de tres «Cross Rhodes» consecutivos.
  - Durante la lucha, el actor saudí Ibrahim Al Hajjaj interfirió a favor de Rhodes.
  - El Campeonato de los Estados Unidos de Paul no estuvo en juego.

##### King of the Ring
|  | Ronda Clasificatoria | Ronda Clasificatoria | Ronda Clasificatoria |               |       | Cuartos de final | Cuartos de final | Cuartos de final |  |     | Semifinales | Semifinales | Semifinales |  |     | Final   | Final | Final |  |
|  |                      |                      |                      |               |       |                  |                  |                  |  |     |             |             |             |  |     |         |       |       |  |
|  |                      |                      |                      |               |       |                  |                  |                  |  |     |             |             |             |  |     |         |       |       |  |
|  | Raw                  | Gunther              | Sub                  |               |       |                  |                  |                  |  |     |             |             |             |  |     |         |       |       |  |
|  | Raw                  | Gunther              | Sub                  |               |       |                  |                  |                  |  |     |             |             |             |  |     |         |       |       |  |
|  | Raw                  | Sheamus              | 21:00                |               |       |                  |                  |                  |  |     |             |             |             |  |     |         |       |       |  |
|  | Raw                  | Sheamus              | 21:00                |               | Raw   | Gunther          | Sub              |                  |  |     |             |             |             |  |     |         |       |       |  |
|  |                      |                      |                      |               | Raw   | Gunther          | Sub              |                  |  |     |             |             |             |  |     |         |       |       |  |
|  |                      |                      | Raw                  | Kofi Kingston | 13:50 |                  |                  |                  |  |     |             |             |             |  |     |         |       |       |  |
|  | Raw                  | Kofi Kingston        | Raw                  | Kofi Kingston | 13:50 | Pin              |                  |                  |  |     |             |             |             |  |     |         |       |       |  |
|  | Raw                  | Kofi Kingston        |                      |               |       |                  |                  |                  |  |     |             |             |             |  |     |         |       |       |  |
|  | Raw                  | Rey Mysterio         | 11:23                |               |       |                  |                  |                  |  |     |             |             |             |  |     |         |       |       |  |
|  | Raw                  | Rey Mysterio         | 11:23                |               |       |                  |                  |                  |  | Raw | Gunther     | Sub         |             |  |     |         |       |       |  |
|  |                      |                      |                      |               |       |                  |                  |                  |  | Raw | Gunther     | Sub         |             |  |     |         |       |       |  |
|  |                      |                      | Raw                  | Jey Uso       | 17:40 |                  |                  |                  |  |     |             |             |             |  |     |         |       |       |  |
|  | Raw                  | Ricochet             | Raw                  | Jey Uso       | 17:40 | 14:00            |                  |                  |  |     |             |             |             |  |     |         |       |       |  |
|  | Raw                  | Ricochet             |                      |               |       |                  |                  |                  |  |     |             |             |             |  |     |         |       |       |  |
|  | Raw                  | Ilja Dragunov        | Pin                  |               |       |                  |                  |                  |  |     |             |             |             |  |     |         |       |       |  |
|  | Raw                  | Ilja Dragunov        | Pin                  |               | Raw   | Ilja Dragunov    | 13:15            |                  |  |     |             |             |             |  |     |         |       |       |  |
|  |                      |                      |                      |               | Raw   | Ilja Dragunov    | 13:15            |                  |  |     |             |             |             |  |     |         |       |       |  |
|  |                      |                      | Raw                  | Jey Uso       | Pin   |                  |                  |                  |  |     |             |             |             |  |     |         |       |       |  |
|  | Raw                  | Jey Uso              | Raw                  | Jey Uso       | Pin   | Pin              |                  |                  |  |     |             |             |             |  |     |         |       |       |  |
|  | Raw                  | Jey Uso              |                      |               |       |                  |                  |                  |  |     |             |             |             |  |     |         |       |       |  |
|  | Raw                  | Finn Bálor           | 13:35                |               |       |                  |                  |                  |  |     |             |             |             |  |     |         |       |       |  |
|  | Raw                  | Finn Bálor           | 13:35                |               |       |                  |                  |                  |  |     |             |             |             |  | Raw | Gunther | Pin   |       |  |
|  |                      |                      |                      |               |       |                  |                  |                  |  |     |             |             |             |  | Raw | Gunther | Pin   |       |  |
|  |                      |                      | SD                   | Randy Orton   | 21:50 |                  |                  |                  |  |     |             |             |             |  |     |         |       |       |  |
|  | SD                   | AJ Styles            | SD                   | Randy Orton   | 21:50 | 17:14            |                  |                  |  |     |             |             |             |  |     |         |       |       |  |
|  | SD                   | AJ Styles            |                      |               |       |                  |                  |                  |  |     |             |             |             |  |     |         |       |       |  |
|  | SD                   | Randy Orton          | Pin                  |               |       |                  |                  |                  |  |     |             |             |             |  |     |         |       |       |  |
|  | SD                   | Randy Orton          | Pin                  |               | SD    | Randy Orton      | Pin              |                  |  |     |             |             |             |  |     |         |       |       |  |
|  |                      |                      |                      |               | SD    | Randy Orton      | Pin              |                  |  |     |             |             |             |  |     |         |       |       |  |
|  |                      |                      | SD                   | Carmelo Hayes | 10:26 |                  |                  |                  |  |     |             |             |             |  |     |         |       |       |  |
|  | SD                   | Baron Corbin         | SD                   | Carmelo Hayes | 10:26 | 6:17             |                  |                  |  |     |             |             |             |  |     |         |       |       |  |
|  | SD                   | Baron Corbin         |                      |               |       |                  |                  |                  |  |     |             |             |             |  |     |         |       |       |  |
|  | SD                   | Carmelo Hayes        | Pin                  |               |       |                  |                  |                  |  |     |             |             |             |  |     |         |       |       |  |
|  | SD                   | Carmelo Hayes        | Pin                  |               |       |                  |                  |                  |  | SD  | Randy Orton | Pin         |             |  |     |         |       |       |  |
|  |                      |                      |                      |               |       |                  |                  |                  |  | SD  | Randy Orton | Pin         |             |  |     |         |       |       |  |
|  |                      |                      | SD                   | Tama Tonga    | 13:58 |                  |                  |                  |  |     |             |             |             |  |     |         |       |       |  |
|  | SD                   | LA Knight            | SD                   | Tama Tonga    | 13:58 | Pin              |                  |                  |  |     |             |             |             |  |     |         |       |       |  |
|  | SD                   | LA Knight            |                      |               |       |                  |                  |                  |  |     |             |             |             |  |     |         |       |       |  |
|  | SD                   | Santos Escobar       | 7:32                 |               |       |                  |                  |                  |  |     |             |             |             |  |     |         |       |       |  |
|  | SD                   | Santos Escobar       | 7:32                 |               | SD    | LA Knight        | 8:48             |                  |  |     |             |             |             |  |     |         |       |       |  |
|  |                      |                      |                      |               | SD    | LA Knight        | 8:48             |                  |  |     |             |             |             |  |     |         |       |       |  |
|  |                      |                      | SD                   | Tama Tonga    | Pin   |                  |                  |                  |  |     |             |             |             |  |     |         |       |       |  |
|  | SD                   | Angelo Dawkins       | SD                   | Tama Tonga    | Pin   | 2:28             |                  |                  |  |     |             |             |             |  |     |         |       |       |  |
|  | SD                   | Angelo Dawkins       |                      |               |       |                  |                  |                  |  |     |             |             |             |  |     |         |       |       |  |
|  | SD                   | Tama Tonga           | Pin                  |               |       |                  |                  |                  |  |     |             |             |             |  |     |         |       |       |  |
|  | SD                   | Tama Tonga           | Pin                  |               |       |                  |                  |                  |  |     |             |             |             |  |     |         |       |       |  |
|  |                      |                      |                      |               |       |                  |                  |                  |  |     |             |             |             |  |     |         |       |       |  |

1. ↑  Reemplazó a  Xavier Woods por lesión.
2. ↑  Reemplazó a Drew McIntyre por lesión.
3. ↑  Reemplazó a Bobby Lashley por lesión.

#### 2025
Durante el episodio del 6 de junio de SmackDown, se anunció el torneo para coronar a un nuevo King of the Ring comenzarían en el episodio del 9 de junio de Raw, y posteriormente se celebrarían en episodios de Raw y SmackDown y culminarían en Night of Champions con el ganador del torneo recibiendo un combate por el campeonato mundial de su respectiva marca en SummerSlam.
|  |                                                               |                                                               |                                                               |             |             |                                                       |                                                       |                                                       |  |  |                                         |                                         |                                         |
|  | Primera Ronda (Raw, 9 y 16 de junio) (SmackDown, 13 de junio) | Primera Ronda (Raw, 9 y 16 de junio) (SmackDown, 13 de junio) | Primera Ronda (Raw, 9 y 16 de junio) (SmackDown, 13 de junio) |             |             | Semifinal (SmackDown, 20 de junio) (Raw, 23 de junio) | Semifinal (SmackDown, 20 de junio) (Raw, 23 de junio) | Semifinal (SmackDown, 20 de junio) (Raw, 23 de junio) |  |  | Final (Night of Champions, 28 de junio) | Final (Night of Champions, 28 de junio) | Final (Night of Champions, 28 de junio) |
|  | Primera Ronda (Raw, 9 y 16 de junio) (SmackDown, 13 de junio) | Primera Ronda (Raw, 9 y 16 de junio) (SmackDown, 13 de junio) | Primera Ronda (Raw, 9 y 16 de junio) (SmackDown, 13 de junio) |             |             | Semifinal (SmackDown, 20 de junio) (Raw, 23 de junio) | Semifinal (SmackDown, 20 de junio) (Raw, 23 de junio) | Semifinal (SmackDown, 20 de junio) (Raw, 23 de junio) |  |  | Final (Night of Champions, 28 de junio) | Final (Night of Champions, 28 de junio) | Final (Night of Champions, 28 de junio) |
|  |                                                               |                                                               |                                                               |             |             |                                                       |                                                       |                                                       |  |  |                                         |                                         |                                         |
|  |                                                               |                                                               |                                                               |             |             |                                                       |                                                       |                                                       |  |  |                                         |                                         |                                         |
|  | Raw                                                           | Sami Zayn                                                     | Pin                                                           |             |             |                                                       |                                                       |                                                       |  |  |                                         |                                         |                                         |
|  | Raw                                                           | Sami Zayn                                                     | Pin                                                           |             |             |                                                       |                                                       |                                                       |  |  |                                         |                                         |                                         |
|  | Raw                                                           | Penta                                                         | —                                                             |             |             |                                                       |                                                       |                                                       |  |  |                                         |                                         |                                         |
|  | Raw                                                           | Penta                                                         | —                                                             |             |             |                                                       |                                                       |                                                       |  |  |                                         |                                         |                                         |
|  | Raw                                                           | Bron Breakker                                                 | —                                                             |             |             |                                                       |                                                       |                                                       |  |  |                                         |                                         |                                         |
|  | Raw                                                           | Bron Breakker                                                 | —                                                             |             |             |                                                       |                                                       |                                                       |  |  |                                         |                                         |                                         |
|  | Raw                                                           | Dominik Mysterio                                              | 17:05                                                         |             |             |                                                       |                                                       |                                                       |  |  |                                         |                                         |                                         |
|  | Raw                                                           | Dominik Mysterio                                              | 17:05                                                         |             |             |                                                       |                                                       |                                                       |  |  |                                         |                                         |                                         |
|  |                                                               |                                                               |                                                               | Raw         | Sami Zayn   | 11:25                                                 |                                                       |                                                       |  |  |                                         |                                         |                                         |
|  |                                                               |                                                               |                                                               | Raw         | Sami Zayn   | 11:25                                                 |                                                       |                                                       |  |  |                                         |                                         |                                         |
|  |                                                               |                                                               |                                                               |             |             | SD                                                    | Randy Orton                                           | Pin                                                   |  |  |                                         |                                         |                                         |
|  |                                                               |                                                               |                                                               |             |             | SD                                                    | Randy Orton                                           | Pin                                                   |  |  |                                         |                                         |                                         |
|  | SD                                                            | Randy Orton                                                   | Pin                                                           |             |             |                                                       |                                                       |                                                       |  |  |                                         |                                         |                                         |
|  | SD                                                            | Randy Orton                                                   | Pin                                                           |             |             |                                                       |                                                       |                                                       |  |  |                                         |                                         |                                         |
|  | SD                                                            | LA Knight                                                     | 16:15                                                         |             |             |                                                       |                                                       |                                                       |  |  |                                         |                                         |                                         |
|  | SD                                                            | LA Knight                                                     | 16:15                                                         |             |             |                                                       |                                                       |                                                       |  |  |                                         |                                         |                                         |
|  | SD                                                            | Aleister Black                                                | —                                                             |             |             |                                                       |                                                       |                                                       |  |  |                                         |                                         |                                         |
|  | SD                                                            | Aleister Black                                                | —                                                             |             |             |                                                       |                                                       |                                                       |  |  |                                         |                                         |                                         |
|  | SD                                                            | Carmelo Hayes                                                 | —                                                             |             |             |                                                       |                                                       |                                                       |  |  |                                         |                                         |                                         |
|  | SD                                                            | Carmelo Hayes                                                 | —                                                             |             |             |                                                       |                                                       |                                                       |  |  |                                         |                                         |                                         |
|  |                                                               |                                                               |                                                               | SD          | Randy Orton | 19:45                                                 |                                                       |                                                       |  |  |                                         |                                         |                                         |
|  |                                                               |                                                               |                                                               |             |             |                                                       |                                                       |                                                       |  |  |                                         |                                         |                                         |
|  |                                                               |                                                               | SD                                                            | Cody Rhodes | Pin         |                                                       |                                                       |                                                       |  |  |                                         |                                         |                                         |
|  |                                                               |                                                               |                                                               | Cody Rhodes | Pin         |                                                       |                                                       |                                                       |  |  |                                         |                                         |                                         |
|  | SD                                                            | Cody Rhodes                                                   | Pin                                                           |             |             |                                                       |                                                       |                                                       |  |  |                                         |                                         |                                         |
|  | SD                                                            | Cody Rhodes                                                   | Pin                                                           |             |             |                                                       |                                                       |                                                       |  |  |                                         |                                         |                                         |
|  | SD                                                            | Damian Priest                                                 | —                                                             |             |             |                                                       |                                                       |                                                       |  |  |                                         |                                         |                                         |
|  | SD                                                            | Damian Priest                                                 | —                                                             |             |             |                                                       |                                                       |                                                       |  |  |                                         |                                         |                                         |
|  | SD                                                            | Andrade                                                       | —                                                             |             |             |                                                       |                                                       |                                                       |  |  |                                         |                                         |                                         |
|  | SD                                                            | Andrade                                                       | —                                                             |             |             |                                                       |                                                       |                                                       |  |  |                                         |                                         |                                         |
|  | SD                                                            | Shinsuke Nakamura                                             | 17:05                                                         |             |             |                                                       |                                                       |                                                       |  |  |                                         |                                         |                                         |
|  | SD                                                            | Shinsuke Nakamura                                             | 17:05                                                         |             |             |                                                       |                                                       |                                                       |  |  |                                         |                                         |                                         |
|  |                                                               |                                                               |                                                               | SD          | Cody Rhodes | Pin                                                   |                                                       |                                                       |  |  |                                         |                                         |                                         |
|  |                                                               |                                                               |                                                               | SD          | Cody Rhodes | Pin                                                   |                                                       |                                                       |  |  |                                         |                                         |                                         |
|  |                                                               |                                                               |                                                               |             |             | Raw                                                   | Jey Uso                                               | 20:00                                                 |  |  |                                         |                                         |                                         |
|  |                                                               |                                                               |                                                               |             |             | Raw                                                   | Jey Uso                                               | 20:00                                                 |  |  |                                         |                                         |                                         |
|  | Raw                                                           | Sheamus                                                       | —                                                             |             |             |                                                       |                                                       |                                                       |  |  |                                         |                                         |                                         |
|  | Raw                                                           | Sheamus                                                       | —                                                             |             |             |                                                       |                                                       |                                                       |  |  |                                         |                                         |                                         |
|  | Raw                                                           | Rusev                                                         | —                                                             |             |             |                                                       |                                                       |                                                       |  |  |                                         |                                         |                                         |
|  | Raw                                                           | Rusev                                                         | —                                                             |             |             |                                                       |                                                       |                                                       |  |  |                                         |                                         |                                         |
|  | Raw                                                           | Bronson Reed                                                  | 17:25                                                         |             |             |                                                       |                                                       |                                                       |  |  |                                         |                                         |                                         |
|  | Raw                                                           | Bronson Reed                                                  | 17:25                                                         |             |             |                                                       |                                                       |                                                       |  |  |                                         |                                         |                                         |
|  | Raw                                                           | Jey Uso                                                       | Pin                                                           |             |             |                                                       |                                                       |                                                       |  |  |                                         |                                         |                                         |
|  | Raw                                                           | Jey Uso                                                       | Pin                                                           |             |             |                                                       |                                                       |                                                       |  |  |                                         |                                         |                                         |